# AFC Ajax
Az AFC Ajax (Amsterdamsche Football Club Ajax) a holland labdarúgás leghíresebb és legnépszerűbb egyesülete. A klubot 1900. március 18-án alapították. A holland labdarúgóklubok közül az Ajax nyerte el eddig a legtöbb bajnoki címet, és a nemzetközi porondon is ők a legsikeresebbek. A századfordulón – amikor Pierre de Coubertin báró kezdeményezésére felújították az olimpiai játékok hagyományát – szerte a világon fellendült a sportélet, sportegyesületek alakultak, és szinte magától értetődő volt ezeket a klubokat a görög mitológia egyes szereplőiről elnevezni. Így történt ez az amszterdami klub esetében is, amely az Ajax nevet Homérosz Iliaszának főhőséről, „nagy Aiasz”-ról kapta.
Az IFFHS listája szerint az AFC Ajax a 20. század hetedik legjobb csapata volt, és az egyike Európa azon eddigi hat klubjának (a Real Madrid, az AC Milan, a Liverpool FC, a Bayern München és az FC Barcelona mellett), akik viselhetik a Bajnokok Ligája által alapított többszörös győztes jelvényt. Ezt azok a csapatok kapják, akik legalább öt alkalommal, vagy háromszor egymás után elnyerték a kupát. Az Ajax az utóbbi eredménye révén kapta meg ezt a jelvényt. Ezenkívül a klubnak sikerült az úgynevezett európai tripla megnyerése is, mivel az 1971–72-es szezonban megnyerték a bajnokcsapatok Európa-kupáját, a nemzeti bajnokságot és a kupát. Rajtuk kívül ez csak a Celtic FC-nek, a PSV Eindhovennek, az FC Barcelonának, a Manchester Unitednek, az Internazionalénak, Bayern Münchennek és a PSG csapatának sikerült. Az FC Barcelona, a Bayern München, a Juventus, a Chelsea és a Manchester United mellett eddig csak az Ajaxnak sikerült elnyernie az Európai Labdarúgó-szövetség három legnagyobb kupáját (a BEK / BL, az UEFA-kupa / EL és a KEK), így csak ez a hat csapat kapta meg az úgynevezett UEFA-emléktáblát. 2016-ban és 2017-ben is Európa legjobb utánpótlás-nevelő klubjának választotta a Sporttudományok Nemzetközi Központja.
A csapatban az idők során olyan híres és ismert labdarúgók szerepeltek, mint Rinus Michels, Sjaak Swart, Johan Cruijff, Johan Neeskens, Marco van Basten, Jesper Olsen, Brian és Michael Laudrup, Ronald Koeman, Søren Lerby, Frank Rijkaard, Ronald és Frank de Boer, Dennis Bergkamp, Edwin van der Sar, Clarence Seedorf, Jari Litmanen, Patrick Kluivert, Danny Blind, Edgar Davids, Marc Overmars, Nwankwo Kanu, Zlatan Ibrahimović, Maarten Stekelenburg, Rafael van der Vaart, Wesley Sneijder, Luis Suárez stb. A klub történetének legkiemelkedőbb edzői Jack Reynolds, Vic Buckingham, Rinus Michels, Kovács István, Johan Cruijff és Louis van Gaal voltak.
Az Ajax stadionja, az UEFA által ötcsillagosra értékelt Johan Cruijff Arena, jelenleg Hollandia legnagyobb stadionja.

## Története

### Előzmények (az 1890-es évek)
1900. március 18-án Floris Stempel és barátai – köztük Carel Reeser és Han Dade – hivatalosan megalapítottak egy „teljesen új” labdarúgóklubot, amelyet az Iliaszban szereplő görög hős, „nagy” Aiasz után Aiasznak, hollandul Ajaxnak neveztek el. Ez valójában nem volt egy teljesen új egyesület, mivel a gyakorlatban már korábban is létezett egy előd klub. Megalapításának ötlete Stempeltől származott, aki 1894 eleje (egyes állítások szerint 1893 vége) óta egy kisebb klub elnöke volt. Ennek bizonyítéka az a levél volt, amelyet ő küldött Carel Reesernek 1894. május 15-én. Ebben meghatározta a klub nevét és annak hivatalos színeit is, amely piros-fehér kombináció lett. A „Footh Ball Club Ajax” legrégebbi tagsági kártyáját 1894. június 3-án bocsátották ki. A klub nevében található helyesírási hibát 1900 után ugyan kijavították, ám a már hibásan kinyomtatott tagsági kártyákat még ezt követően is használták.
A csapat első és akkori egyetlen bőrlabdája Han Dade tulajdonában volt, mérkőzéseit pedig az Amszterdam déli részén található bérelt pályán, a Willemsparkban játszotta. Hollandiában az 1890-es években sorra alapították a labdarúgó klubokat, ezért a kaotikus állapotok elkerülése érdekében létrehozták az Amszterdami Labdarúgó-szövetséget (AVB), amely rendkívül szigorú követelményeket állított fel. Mivel ennek az Ajax őse nem tudott megfelelni, az egyesület 1896-ban gyakorlatilag megszűnt.

### A kezdetek és a Jack Kirwan-korszak (1900–1915)

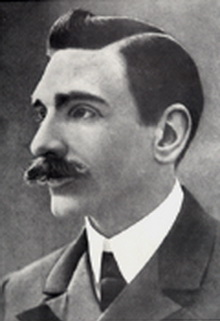
Floris Stempel, az Ajax alapítója és első elnöke

Négy évvel később, Stempel erőfeszítésének köszönhetően, már sikerült létrehozni a mai Ajaxot. 1900-ban, a hivatalos megalapításkor Stempel a klub első elnöke, Dade és Reeser pedig az elnökség tagja lett. A „második” megalakulás után az Ajax átköltözött Buiksloterhamba, amely ma Amszterdam északi, külvárosi részén található. Az új tagok regisztrációs díja 50 cent volt, és évente 25 cent tagsági díjat kellett fizetniük. Ezek a díjak feltűnően magasak voltak, így a csapat egyike volt az exkluzív labdarúgó kluboknak Amszterdamban. A játékosok többsége – akárcsak az alapítók – diákok, valamint közép- és felsőosztálybeli fiatalok voltak. Az elnökség komolyan vette a feladatát, és bírságot osztott ki az elfogadott szabályok megszegőinek. A tagoknak a mérkőzésről való távolmaradás esetén 10 centet, a mérkőzés befejezése előtt való távozásért 25 centet, káromkodásért vagy verekedésért 10 centet, játék alatti érdektelenségért és a klubfelszerelés viselésének elmulasztása esetén 5 centet kellett fizetniük.
Az Ajax legrégebbi csapatképe 1900-ban készült, melyen a kapus Cor Kist – labdával a kezében – gyapjúkalapot viselt. A ma ismert legrégebbi összeállítás tagjai a következő játékosok voltak:
| # |  | Poszt | Név      |
| - |  | ----- | -------- |
|   |  | K     | Cor Kist |
|   |  | V     | Harbord  |
|   |  | V     | Dijkstra |
|   |  | KP    | Brockman |
|   |  | KP    | Holst    |
|   |  | KP    | Hertel   |

| # |  | Poszt | Név          |
| - |  | ----- | ------------ |
|   |  | CS    | Pasteuning   |
|   |  | CS    | Stallmann    |
|   |  | CS    | Geissler     |
|   |  | CS    | Martaré      |
|   |  | CS    | van der Laan |

Az első csapatmez teljesen fekete volt, egy évvel később azonban visszatértek az 1890-es évek közepén használt piros-fehér mezhez. Kis idővel a megalakulás után, a csapat feliratkozott az első hivatalos AVB bajnoki részvételre. A klub a legalacsonyabb szinten, a második osztályban csatlakozott a küzdelmekbe. Az első hivatalos AVB bajnoki mérkőzésüket 1900. szeptember 29-én játszották idegenben, a DOSB ellen. A találkozót az Ajax nyerte 2:1 arányban. A csapat végül a második helyen végzett a négycsapatos labdarúgó-bajnokságban. Az első évad kereskedelmi sikert is hozott. Az Ajax történetének első pénzügyi vezetői (és egyben játékosai), Hertel és Geissler, büszkén jelentették be a szezon végi nyereséget, amely négy gulden és 32 cent volt. Ez fedezte a következő szezonban a csapat első Amszterdamon kívüli utazását is. Ezt a mérkőzését 1901. április 8-án játszotta Haarlemben, egy Oranje nevű klub ellen. A mérkőzést az Ajax nyerte meg 4:2-re.

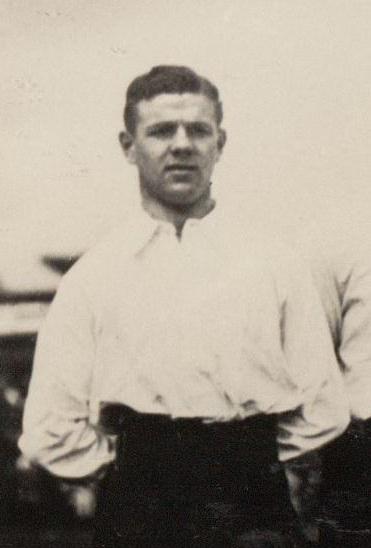
Gé Fortgens, az Ajax első válogatott labdarúgója

A jól szervezett klub hamar ismertté vált hazai szinten, és egyre több nézőt vonzott. Híres volt a saját, fából készült öltözője is. Pályája azonban nehezen volt megközelíthető, ezért 1901-ben a kedvezőbb helyen lévő Laanwegbe költözött át. Az Ajax 1902-ben indult először a holland labdarúgó-bajnokságban. A harmadik osztály nyugati csoportjából még ebben szezonban sikerült kiharcolnia a feljutást a másodosztályba. A klub úgy döntött, hogy nem hagyja el a AVB bajnokságot sem, így egyszerre mindkét ligában szerepelt. Az első legrangosabb trófeája az aranykereszt elnyerése volt 1906-ban, az Amszterdam város által megrendezett tornán. A csapat ugyan már ezt megelőzően, 1903-ban és 1904-ben is bejutott a döntőbe, ott azonban csak 1906-ban sikerült nyernie, amikor az AFC csapatát 4:3 arányban legyőzte. Az Ajax 1902-ben már kapott érmet a bajnokság legjobb gólkülönbségéért, de az első, története során elnyert rangos díjnak az aranykereszt megnyeréséért szerzett érem tekinthető.
A következő cél a holland élvonalba való feljutás volt. Megkezdődött a hazai találkozók népszerűsítése annak érdekében, hogy minél nagyobb tömegek látogassák a mérkőzéseket, és a klub 1907-ben a könnyen megközelíthető Watergraafsmeerbe költözött át. 1908 júliusában a Holland nevű klub beolvadt az Ajaxba, és az egyesület felvette a ma is használatos „Amsterdamsche Football Club Ajax” (röviden AFC Ajax) elnevezést. Az első nemzetközi mérkőzésre 1908. december 26-án került sor a brüsszeli Royal Daring Club Molenbeek (később egyesült az RWD Molenbeekkel) ellenében, amelyet az otthon játszó Ajax nyert meg 3:0 arányban. A második aranykeresztet 1909 májusában nyerték el, amikor a döntőben a Blauw Wit csapatát verték. Az élvonalba feljutás érdekében a klub 1910 nyarán szerződtette az ír John Kirwant, aki az Ajax első kinevezett edzője volt. 1911-re elkészült az új, 10 ezer fő befogadására alkalmas hazai stadion is, a Middenweg 86. szám alatt. Az Ajax még 1911-ben megnyerte a másodosztályt, miközben márciusban a csapat sztárja, Gé Fortgens lett az első Ajax-játékos, aki bemutatkozhatott a holland labdarúgó-válogatottban. 1911. május 21-én a rájátszásban a csapat végre kivívta az élvonalban szereplés jogát. Stempel ennek már nem lehetett tanúja, mert 1910 januárjában lemondott, hogy a Karib-térségben munkát vállaljon. Hajója azonban elsüllyedt a La Manche csatornánál, ő pedig életét vesztette.
Az élvonalban való bemutatkozás jól sikerült, sikerült elkerülni a kiesést. Az Ajax a nyolcadik helyen végzett a tízcsapatos bajnokságban. Hamarosan sor került a klub első külföldi szereplésére is. Az Osztrák–Magyar Monarchiába látogató Ajax előbb Budapesten az MTK ellen lépett pályára, ahol 5:1-es vereséget szenvedett, majd a Bécsben megrendezett Wiener SC elleni találkozón ugyancsak a házigazdák diadalmaskodtak, 2:0 arányban. A csapat ezt követően nehéz időket élt meg, és 1914. május 17-én először (és eddig utoljára) kiesett az élvonalból. Ez az esemény a klub első komoly válságához vezetett, és június 20-án a teljes vezetés – Willem Egeman elnök kivételével – lemondott.
|  |  |  |  |  |

### A Jack Reynolds-korszak (1915–1949)
A csapat hamarosan kiharcolta az élvonalbeli szereplés jogát, és 1918-ban – története során először – megnyerte a bajnokságot. 1919-ben a második cím rögtön követte az elsőt, és ebben a szezonban a csapat veretlenül zárta a bajnokságot. A sikerekben jelentős szerepe volt a Kirwant váltó Jack Reynoldsnak. Az angol edző kisebb megszakításokkal körülbelül 25 szezont töltött el a klubnál, amelynek következtében a fenti korszak joggal köthető az ő nevéhez. Tevékenységét először 1925-ben szakította meg, amikor három évre a városi rivális FC Blauw-Wit Amsterdamhoz szerződött, majd a második világháború során öt évet töltött német hadifogságban.

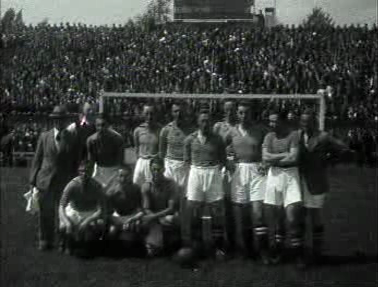
Az AFC Ajax 1937-es bajnokcsapata

Mielőtt Jack Reynolds átvette a csapat irányítását, az Ajax csak egy átlagos holland klub volt. Az angol edző munkásságának azonban jelentős szerepe volt abban, hogy a fenti időszakban az Ajax a holland labdarúgás egyik legsikeresebb egyesülete lett. Irányításával a csapat nyolc alkalommal nyerte el a holland bajnoki címet és egyszer a holland nemzeti kupát. Módszereit tekintve Reynolds egy „szigorú iskolai tanár”-hoz hasonlított. E felfogása nagy hatást gyakorolt a klub szorgalmas csatárára, későbbi sikeredzőjére, Rinus Michelsre, aki a második világháború utáni első szezonban mutatkozott be a csapat színeiben. Reynolds jelentősen megelőzte a korát, és az ő jól meghatározott filozófiája alapozta meg az Ajax professzionális szemléletét. Ennek lényege a támadásban, az ügyességben, a gyorsaságban és a széleken használt játékosokban rejlett. Ennek a játékstílusnak a bevezetése és alkalmazása miatt az Ajax szó sokak szemében a támadáson alapuló labdarúgás szinonimájává vált. Reynolds szemlélete még jóval halála után is éreztette hatását a klub életében.
A második világháború előtti Ajax – és a holland labdarúgó-válogatott – leghíresebb játékosa Wim Anderiesen volt. Anderiesen 1925-től 1940-ig volt a csapat tagja középpályásként, és 46 mérkőzésen szerepelt a válogatott színeiben, amellyel felállította a háború előtti időszak rekordját, és jelentős szerepe volt abban, hogy az Ajax hírneve egyre nőtt. Ennek ellenére az SK Rapid Wien ellen felálló, túlzott önbizalommal pályára lépő csapat nem tudta igazolni a róla kialakult pozitív képet, és nagy arányú, 16:2-es vereséget szenvedett. Ez az eredmény a klub történetének eddigi legmegrázóbb veresége. Az Ajax második világháború alatti történetéről Simon Kuper írt könyvet. A mű, amely az Ajax, De Joden, Nederland (Ajax, a zsidók, Hollandia) címen jelent meg, a fentiek mellett tárgyalja az egyesület zsidósággal való kapcsolatát is, mivel az Ajaxot már ebben az időszakban is sokan csak „zsidó klubként” emlegették.

### A professzionális labdarúgás bevezetése és a visszaesés időszaka (1950–1965)
1950 nyarán – amikor az Ajax a fennállásának 50. évfordulóját ünnepelte – mélyreható változások történtek a klub életében. Ebben az évben a csapat kulcsjátékosa, Cor van der Hart szerződést kötött a francia Lille OSC-vel, ahol már fizetésért játszott. A következő távozó az Ajax akkori csapatkapitánya, Joop Stoffelen volt. Ő ugyancsak egy francia klubhoz, a Racing Paris-hoz szerződött. Példájukat számos holland játékos követte, és rövid időn belül szinte a teljes holland labdarúgó-válogatott külföldön játszott, anyagi javadalmazás ellenében. Ez komoly dilemma elé állította a holland labdarúgó-szövetséget, és évekig tartó vitákhoz vezetett, amely az 1954–1955-ös szezonban érte el a csúcspontját, amikor a holland labdarúgásban meglehetősen kaotikus állapotok uralkodtak. A professzionális labdarúgást támogató egyesületek külön szövetséget hoztak létre (NBVB), amelyhez az Ajax egyelőre nem csatlakozott.
1954. július 15-én viharos taggyűlésre került sor a klub történetében, melynek során a labdarúgók fizetésével kapcsolatos kérdésekről tárgyaltak (a klubtól a holland labdarúgó-szövetség követelt hivatalos állásfoglalást). Az elnökségi tagok egyhangúlag a labdarúgók számára való fizetés bevezetése ellen foglaltak állást, ezt azonban a tagság döntő többsége felülbírálta, mivel ebben látták a megoldást arra, hogy az Ajax a hazai és a nemzetközi labdarúgásban is élcsapat maradhasson. A helyzet novemberre stabilizálódott, amikor a Holland Labdarúgó-szövetség (KNVB) és a professzionális labdarúgást támogató egyesületek szövetsége (NBVB) megegyezett egy egységes bajnokság létrehozásáról, egyben a két szervezet által szeptemberben elindított két különböző bajnokság egyesítéséről. A megegyezés következtében a holland labdarúgás fél-professzionális lett.
Az átszervezéseknek köszönhetően az 1956–1957-es szezonban létrehozták a ma is ismert, professzionális holland labdarúgó-bajnokságot (Eredivisie), amelynek első bajnoka az Ajax lett. Ekkor kezdte a pályafutását a klub egyik legendás játékosa, Jesaia Swart (ismertebb nevén Sjaak Swart) is. A „Sjakie” becenevű labdarúgót, aki jobbszélsőként szerepelt a csapatban, sokan csak „Mr. Ajaxként” emlegették. 1956 és 1973 között Swart összesen 603 hivatalos mérkőzésen vett részt a csapat színeiben, ami klubrekordot jelentett, és ezeken a találkozókon 228 gólt lőtt. Az európai labdarúgás professzionalizálódása következtében az 1955–56-os szezonban megrendezték az első bajnokcsapatok Európa-kupáját. Ebben a kupában az Ajax először az 1957–1958-as szezonban szerepelt. A bemutatkozó mérkőzésre 1957. november 20-án került sor a keletnémet SC Wismut Karl Marx Stadt ellenében, és csapat végül 4:1-es összesítéssel továbbjutott. A következő ellenfél, a magyar Vasas SC magabiztos, 6:2 arányú győzelme azonban az Ajax kiesését jelentette.
Annak ellenére, hogy a csapat elérte az első szerény nemzetközi sikerét és az 1961–1962-es szezonban megnyerte az Intertotó-kupa első kiírását a rivális Feyenoord ellen, az 1960-as évek első fele meglehetősen sikertelen volt. A holland labdarúgó-bajnokságban, az 1962–1963-as szezonban, az Ajax már csak ezüstérmes volt, majd az ötödik helyig esett vissza. Egy évvel később még majdnem ki is esett az élvonalból, a részt vevő tizenhat csapat közül a 13. helyen fejezte be a bajnokságot, ráadásul a holland labdarúgókupából az amatőr RCH ellenében esett ki. A rossz hangulatot fokozta a Feyenoordtól elszenvedett 9:4 arányú vereség is. Ebben szezonban azonban már feltűnt a színen a klub két, későbbi legendás alakja. 1964. október 24-én debütált a csapatban az akkor 17 éves, későbbi háromszoros aranylabdás Johan Cruijff, az angol Vic Buckingham 1965 januárjában történő lemondása után pedig az Ajax egykori játékosa, Rinus Michels lett a vezetőedző.

### A Rinus Michels-korszak (1965–1971) és az aranycsapat (1970–1973)

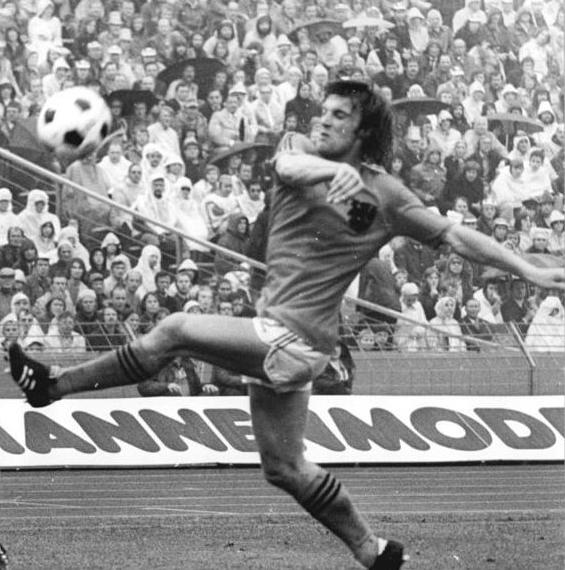
Ruud Krol

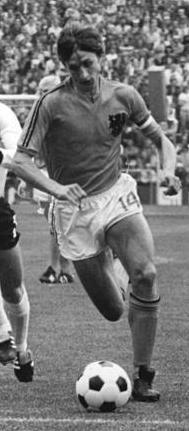
Johan Cruijff

Michels vezetése alatt megkezdődött az „aranycsapat” építése, és az Ajax az 1965–1966-os szezonban ismét megszerezte a bajnoki címet. 1966. december 7-én került sor az Ajax rajongói által csak „ködös játszmának” nevezett, Liverpool FC elleni mérkőzésre. Az összecsapásra a bajnokcsapatok Európa-kupájának második fordulójában került sor az Amszterdami Olimpiai Stadionban, 55 722 néző előtt. Az erős köd ellenére Sbardella olasz játékvezető úgy döntött, hogy a mérkőzést le kell játszani. Ez a fiatal, saját nevelésű játékosokkal felálló Ajax fölényes, 5:1-es győzelmét hozta. Bár a következő körben a Dukla Praha ellenében a csapat kiesett, a jelentős fejlődés szemmel látható volt, és a mutatott játék az „aranycsapat” kialakulásának egyik előjele volt. Az 1960-as évek második felében számos tehetséges játékos mutatkozott be az Ajaxban. Johan Cruijff támadóként, Piet Keizer balszélsőként, Barry Hulshoff, Ruud Krol és Wim Suurbier védőként, valamint Gerrie Mühren középpályásként lett a csapat tagja. A bajnoki címet a következő két szezonban is sikerült megvédeni, Michels pedig következő célként a bajnokcsapatok Európa-kupájának megnyerését tűzte ki.
A csapat először 1969 májusában jutott be a bajnokcsapatok Európa-kupájának döntőjébe, aminek a helyszíne a madridi Santiago Bernabéu Stadion volt. Az előcsatározások során az Ajax az FC Nürnberg, a Fenerbahçe SK, valamint az 1960-as években remeklő SL Benfica és Spartak Trnava csapatait ejtette ki. A döntőben az olasz AC Milan volt az ellenfél, és a csapatot több ezer amszterdami szurkoló kísérte el Madridba. Ezen a mérkőzésen azonban az olasz csapat taktikája bizonyult eredményesebbnek: Piereno Prati három gólt lőtt, Angelo Sormani egyet, míg az Ajax szépítő találatát Velibor Vasović szerezte. A csalódottságot az is növelte, hogy a következő szezonban induló, örök rivális Feyenoord sikeresen vette az akadályokat, és elnyerte a bajnokcsapatok Európa-kupáját.
Rinus Michels munkája az 1970-es évek elejére érett be. Az Ajax új, minden eddiginél félelmetesebb taktikával lepte meg a világot: megszületett a „totális futball”. Míg a többi csapat a biztonságos védekezésre és a gyors ellentámadásokra épített, addig az Ajax már a gólokban gazdag, látványos támadójátékot és az egész pályás letámadást helyezte előtérbe. Az új stílus sok futásra, fegyelmezett csapatmunkára és gyors, pontos, egyérintős átadásokra épült.
Az Ajax az 1970–1971-es bajnokcsapatok Európa-kupája-sorozatban jutott be ismét a döntőbe, amit 1971. június 2-án Londonban, a Wembley Stadionban rendeztek. A csapaton nagy volt a nyomás, mivel addig a rivális Feyenoord volt az egyetlen holland csapat, amely megnyerte ezt a tornát. A PAE Panathinaikósz AÓ elleni mérkőzést végül Dick van Dijk és Arie Haan góljaival 2:0 arányban az Ajax nyerte, amivel megszerezte a trófeát. A győzelem után Rinus Michels az FC Barcelona csapatához távozott, utódja pedig a magyar Kovács István lett. Az új edzővel a csapat két holland bajnoki címet, egy holland labdarúgókupát, két bajnokcsapatok Európa-kupáját, egy UEFA-szuperkupát és egy Interkontinentális kupát nyert.
Az 1971–1972-es szezon volt a legsikeresebb a klub történetében, mivel ekkor öt címet is sikerült elnyernie (bajnok és többszörös kupagyőztes lett), 1972. április 15-én pedig a nagy rivális Feyenoord csapatára is jelentős, 5–1 arányú vereséget mért Rotterdamban. Ezt követően, a Feyenoord stadionjában elnyerte a második, egymást követő bajnokcsapatok Európa-kupáját. Az Internazionale elleni döntőt Johan Cruijff két gólja döntötte el.
A mérkőzésen a következő játékosok szerepeltek:
| # |             | Poszt | Név               |
| - | ----------- | ----- | ----------------- |
|   | hollandia   | K     | Heinz Stuy        |
|   | hollandia   | V     | Wim Suurbier      |
|   | németország | V     | Horst Blankenburg |
|   | hollandia   | V     | Barry Hulshoff    |
|   | hollandia   | V     | Ruud Krol         |
|   | hollandia   | KP    | Johan Neeskens    |

| # |           | Poszt | Név                          |
| - | --------- | ----- | ---------------------------- |
|   | hollandia | KP    | Arie Haan                    |
|   | hollandia | KP    | Gerrie Mühren                |
|   | hollandia | CS    | Sjaak Swart                  |
|   | hollandia | CS    | Johan Cruijff                |
|   | hollandia | CS    | Piet Keizer (csapatkapitány) |

Ebben az időszakban a Vitesse Arnhem elleni mérkőzésen az Ajax elkönyvelte a valaha elért eddigi legnagyobb, 12–1 arányú professzionális bajnoki győzelmét. Egy évvel később elnyerte a harmadik, egymást követő bajnokcsapatok Európa-kupáját. Döntőbeli ellenfelük a Juventus volt, amelyet 1–0 arányban győztek le. Az 1972-ben létrehozott UEFA-szuperkupát ugyancsak elnyerte az Ajax, a kupagyőztesek Európa-kupáját elnyerő Rangers ellenében. A sikerek tovább folytatódtak, és 1972-ben az az ekkor még csak félig hivatalos Interkontinentális kupát is elhódították, amelyen a bajnokcsapatok Európa-kupája és a dél-amerikai Libertadores-kupa győztese mérkőzött meg egymással. Bár az 1971-es kiírást a holland csapat a dél-amerikai klubok rossz hírneve, durva játékstílusa miatt lemondta, 1972-ben már részt vett a kupában. Ellenfele az argentin Independiente volt, amelyet összesítésben 4–1 arányban győzött le. A sikereknek végül a csapat tehetséges játékosainak tehetősebb klubokhoz történő elvándorlása vetett véget (elsőként, 1973-ban, Johan Cruijff távozott az Barcelonához). Az Ajax első komoly sikerkorszaka így a kulcsjátékosok távozása miatt zárult le.

### A visszaesés és a viszonylagos sikertelenség időszaka (1974–1985)

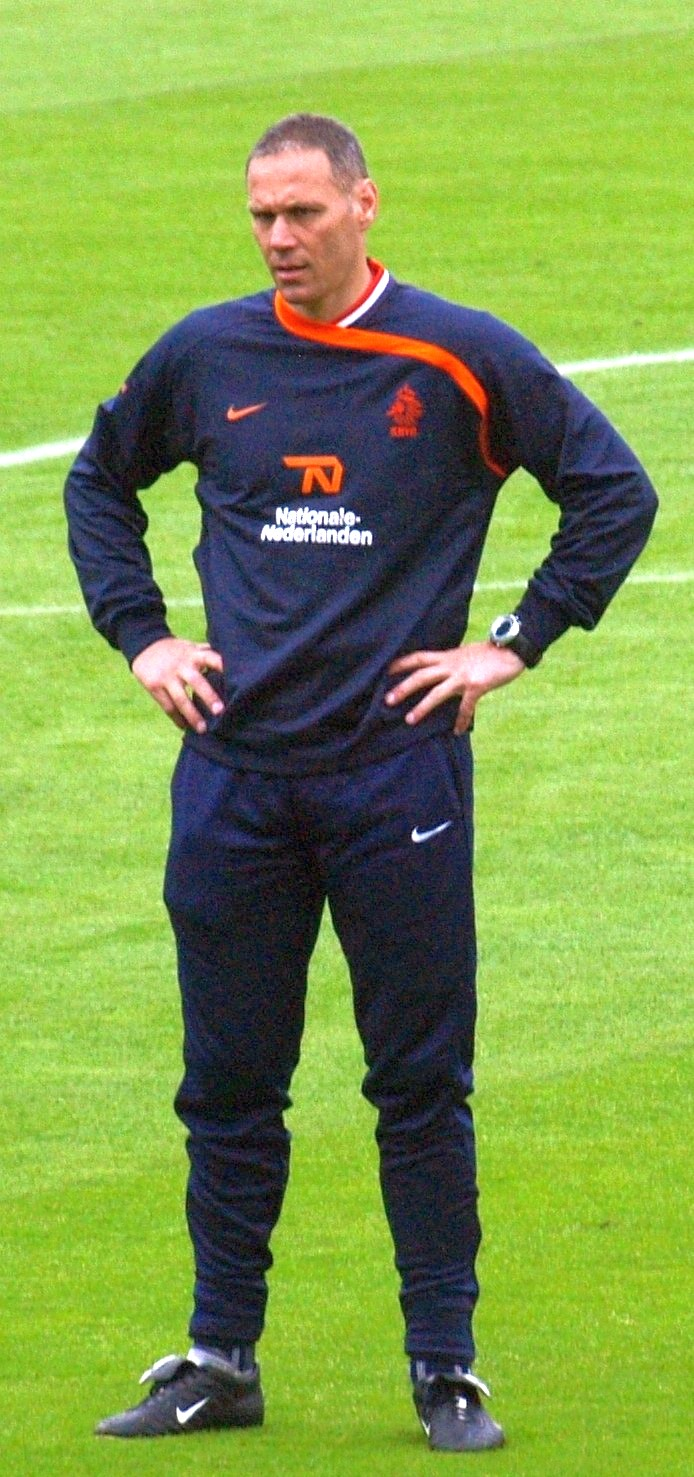
Marco van Basten

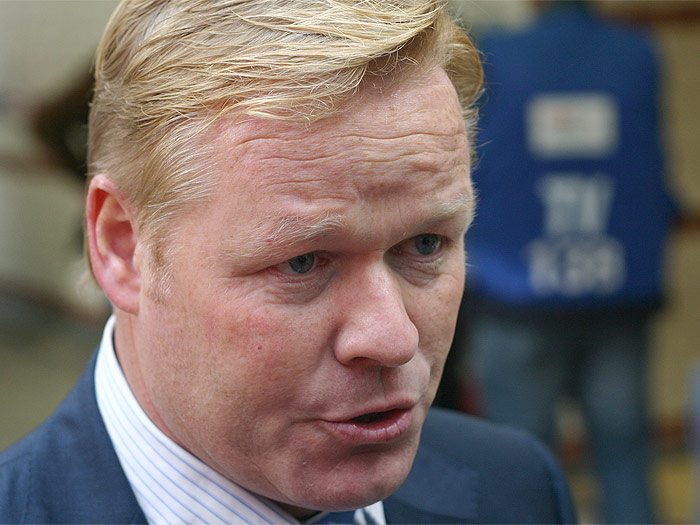
Ronald Koeman

Az Ajax ugyan 1973-ban nyert még egy UEFA-szuperkupát az AC Milannal szemben, de a holland labdarúgó-bajnokságban már csak a harmadik helyet tudta megszerezni. 1975-ben és 1976-ban ugyancsak bronzérmes lett a csapat. A nemzetközi kupákban való részvételt az eredménytelenség jellemezte. A hangulat meglehetősen pesszimista volt, és hamarosan az Ajax stadionjában is megjelentek az ebben az időszakban feltűnő huligánok. Hamarosan új sztárok jelentek meg a csapatban – úgymint a jobbszélső Tscheu-La Ling és a balszélső Simon Tahamata –, az eredmények pedig némileg javultak. Az Ajax 1977-ben, 1979-ben és 1980-ban is bajnoki címet nyert, de a nemzetközi kupákban a csapat nem tudta visszaszerezni a korábbi hírnevét, és a sikertelenség miatt a szurkolók ma is csak „sötét éveknek” nevezik az 1974 és 1986 közötti időszakot. Ebben az időben a legjobb eredményt az 1979–1980-as szezonban érte el a klub, amikor a bajnokcsapatok Európa-kupájában eljutott az elődöntőig.
Időközben a sportág fejlődésének és az átigazolásoknak köszönhetően a klubok egyre nemzetközibb jelleget öltöttek. Az Ajax ekkor a tehetségek kutatását Dániára, a számára egyik legolcsóbb labdarúgó nemzetre összpontosította. Frank Arnesen és Søren Lerby 1975-ben, Henning Jensen pedig 1979-ben kötött szerződést a klubbal, őket pedig a balszélső Jesper Olsen követte 1981-ben. Főleg a saját nevelésű fiataloknak köszönhetően az 1980-as évek elején több kiemelkedően tehetséges játékos is debütált a csapatban. Ilyen volt a védő Sonny Silooy, a középpályás Gerald Vanenburg, Frank Rijkaard, a jobbszélső John van ’t Schip és a támadó Wim Kieft. Az Ajax fedezte fel a 16 éves Marco van Bastent is.
1981-ben Johan Cruijff visszatért a csapathoz, és csapatkapitányként két bajnoki címet, valamint két holland labdarúgókupát nyert a csapattal. Bár a rajongók leginkább az újabb nemzetközi sikerekre vágytak, az 1982 és 1986 közötti időszak további kudarcokat hozott: az Ajax ötször egymás után kiesett az európai kupák első fordulójában. Az igazgatótanács az 1982–1983-as szezon után úgy döntött, hogy a sérülékenynek és költségesnek tartott Cruijff megtartása nem esik egybe a klub érdekeivel. A sztárjátékos távozása következtében feldühödött szurkolók miatt Ton Harmsen elnök a rohamrendőrség segítségét vette igénybe, hogy biztonságban elhagyhassa a stadiont. A sértett Cruijff válaszul egyéves szerződést írt alá a nagy rivális Feyenoord csapatával, és a rotterdami klub ezt követően az 1983–84-es szezonban, tíz év után először, újra elnyerte a bajnoki címet.
Bár az Ajax jelentős sikereket nem ért el a nemzetközi kupákban, a luxemburgi Red Boys elleni mérkőzés mégis történelmi sikert hozott. 1984. október 3-án az Ajax elérte az európai kupák eddigi legnagyobb arányú győzelmét. Az UEFA-kupa első fordulójában az amatőr luxemburgi kiscsapat volt az az amszterdami klub ellenfele. Az első idegenbeli mérkőzés végeredménye mindössze 0–0 lett, ami rendkívül feldühítette a csapatot elkísérő szurkolókat. Az amszterdami mérkőzésen az Ajax végül 14–0 arányban győzte le az ellenfelét a De Meer Stadionban. A sztárok közül Marco van Basten öt, míg Ronald Koeman három góllal járult hozzá a sikerhez.

### Cruijff újbóli visszatérése (1986–1988)
1985 júliusában Johan Cruijff – általános meglepetésre – edzőként tért vissza az Ajaxhoz, és az összes fiatal játékosnak esélyt adott a bizonyításra. Vezetésével a csapat ugyan visszaesett a hazai bajnokságban, de a nemzetközi kupákban újra sikereket ért el. Az 1986-os szezontól a PSV Eindhoven egymás után négy bajnoki címet nyert el, Cruijff azonban az első szezonban elnyerte a holland labdarúgókupát, és a csapat az 1986–1987-es szezonban jogosult lett a kupagyőztesek Európa-kupájában való indulásra. Az Ajax be is jutott a döntőbe, ahol Marco van Basten fejesgólja döntötte el a keletnémet Lokomotive Leipzig elleni, 1–0 arányban megnyert mérkőzést. Az AC Milan ezt követően szerződést kínált fel az Ajax csapatkapitányának, van Basten pedig Johan Cruijff sajnálatára elfogadta az olasz klub ajánlatát. Búcsúmérkőzésén két gólt szerzett a holland labdarúgókupa 1986–1987-es döntőjében, amelyen az Ajax megszerezte 11. kupagyőzelmét.
A kupagyőztesek Európa-kupájának következő, 1987–1988-as szezonja jól indult, és az Ajax számos csapaton túljutott, miközben gólt sem kapott. Van Basten távozása azonban megbontotta a csapat egységét, és hamarosan Sonny Silooy és Frank Rijkaard is eligazolt a klubtól. Utóbbi esetén jelentős szerepet játszott az edzővel való feszült kapcsolata is. 1988. január 4-én az új játékosok költségvetése miatt kialakult, egyre súlyosbodó konfliktus miatt végül maga Johan Cruijff is távozott. Lemondása után a Barry Hulshoff–Spitz Kohn–Bobby Haarms hármas vette át a csapat irányítását, amely ismét bejutott a kupagyőztesek Európa-kupájának döntőjébe. A Strasbourgban megrendezett, KV Mechelen elleni összecsapást – amelyen a csapat már a 10. perc után emberhátrányban játszott – az Ajax a mezőnyfölénye ellenére 1–0 arányban elvesztette. A győzelem mellett a belga csapat egy évvel később megszerezte Johnny Bosmant is. Ezzel az Ajax elveszítette az utolsó komolyabb játékosát, és a tehetséges labdarúgók elvándorlása teljes volt. Mindeközben Marco van Basten és Frank Rijkaard jelentős szerepet játszott abban, hogy a holland labdarúgó-válogatott megnyerte az 1988-as labdarúgó-Európa-bajnokságot.

### A csőd szélén (1988–1991)
A sztárok távozása után nehéz helyzetbe került a klub. Az új igazolásokból egyedül a svéd csatár Stefan Pettersson vált be, és az egyesület anyagi helyzete is megromlott. A csapat vezetőedzője, a német Kurt Linder, a szurkolók bánatára bevezette a védekezőbb jellegű 4–4–2-es rendszert. Ennek megfelelően a szélsők – John van ’t Schip, Bryan Roy és Rob Witschge – a kispadra kerültek. A szezon nagyon rosszul kezdődött, és az Ajax az első hét bajnoki mérkőzéséből négyet is elvesztett, olyan közepes erősségű klubokkal szemben, mint a Fortuna Sittard, a PEC Zwolle vagy az RKC Waalwijk. Linder végül hat hét után távozni kényszerült a klubtól. Ton Harmsen, az egyesület akkori elnöke, nem tudta lecsillapítani a szurkolókat, és lemondott. Az elnökség döntései a csőd szélére sodorták az egyesületet, ráadásul a Költségvetési Nyomozók Osztálya (FIOD) szabálytalanságokat mutatott ki az átigazolásokkal kapcsolatban, így a klub néhány alkalmazottját is letartóztatták. Időközben Spitz Kohn edző vezetése alatt a csapat teljesítménye látványosan feljavult, és a szezon végén az Ajax a második helyet szerezte meg a bajnokságban. Az elnöki pozíciót Jaap van Praag fia, Michael van Praag vette át, az új edző pedig Leo Beenhakker lett.
A változásokat azonban újabb visszaesés követte, amit az Austria Wien elleni UEFA-kupa mérkőzésen bekövetkező kiesés tetőzött be. Az első fordulóban az Ajax idegenben 1–0 arányú vereséget szenvedett az osztrák csapattól. A visszavágón, a hosszabbítás során 1–1-re módosult az állás, ami az Austria továbbjutását jelentette volna. Ekkor a csalódott F-Side huligánjai lebontották a kerítés egy részét, és annak darabjait bedobálták a pályára, és a bécsi csapat kapusának, Franz Wohlfarth-nak a nyakát eltalálta egy vasrúd. Az Ajaxot az UEFA a pénzbírság és az adminisztratív 3–0 arányú „vereség” mellett egy szezonra eltiltotta az európai kupákban való szerepléstől. Emellett a csapat a következő három hazai európai mérkőzését legalább 200 kilométerre kellett játszania Amszterdamtól, ami további anyagi nehézségeket okozott a klubnak. A sors iróniájaként a főleg fiatalokból – Ronald de Boer, Frank de Boer, Richard Witschge, Bryan Roy, Marciano Vink és Dennis Bergkamp – álló Ajax megnyerte 23. bajnoki címét, de a szankciók miatt nem indulhatott a bajnokcsapatok Európa-kupájában. Időközben a szurkolók kedvence, Stefan Pettersson, súlyos sérülést szenvedett, és hat hónapig nem játszhatott a csapatban. Nagy csalódást okozott Leo Beenhakker is, aki az 1990–1991-es szezonban a Real Madridhoz szerződött.

### A Van Gaal-korszak és a Bosman-szabály negatív hatásai (1991–2001)

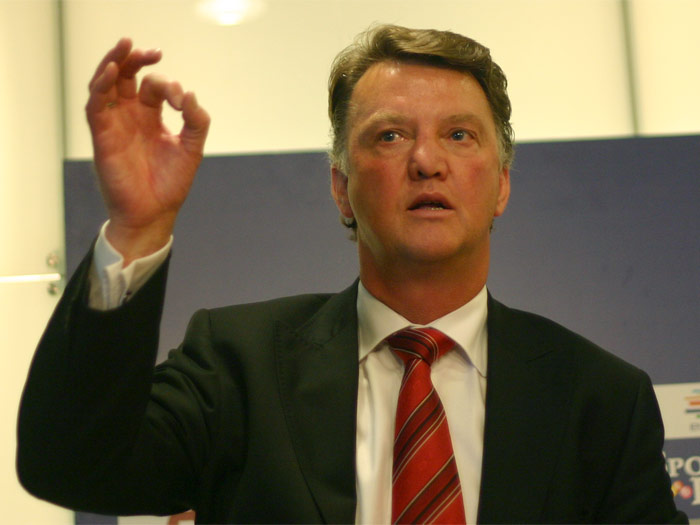
Louis van Gaal

1991-ben, Leo Beenhakker távozása után a csapat irányítását Louis van Gaal vette át, aki néhány évvel azelőtt már dolgozott edzőként a klubnál (Hulshoff és Kohn társaságában). Bemutatkozásakor a következőket mondta magáról: „Egyenes, korrekt és igazságos vagyok. Ez néha kíméletlenségnek tűnhet.” Ezzel a hozzáállással azonnal számos ellenséget szerzett magának, stílusa miatt sokan Rinus Michels-hez hasonlították. A csapat rendkívül gyengén kezdte a szezont, és sokan Johan Cruijff visszatérését követelték. Van Gaal erőfeszítéseit azonban hamarosan siker koronázta, és az Ajax bejutott az 1991–1992-es UEFA-kupa döntőjébe. Itt egy izgalmas oda-visszavágós mérkőzésen, idegenben lőtt több góllal legyőzte a Torino FC csapatát (az eredmény 2–2 és 0–0 lett), amivel megszerezte története első UEFA-kupa győzelmét. Ez egyben azt is jelentette, hogy az Ajaxnak a története során sikerült megszereznie az összes elérhető európai kupát. Különösen Dennis Bergkamp, Aron Winter és Wim Jonk teljesítménye emelkedett ki a csapatból. Bergkamp ebben az időszakban az 1990–1991-es, az 1991–1992-es és az 1992–1993-as szezonban is megszerezte a holland bajnokság gólkirályi címét, valamint 1991-ben és 1992-ben is az év labdarúgója lett Hollandiában.
Dennis Bergkamp és Wim Jonk azonban hamarosan eligazolt az Internazionale csapatához. Őket számos játékos követte, és van Gaalnak új csapatot kellett építenie. Az edző szerencséjére a saját nevelésű játékosok között számos kiemelkedő képességű labdarúgó volt, ennek ellenére, az újjáépítés során, a csapat viszonylag hamar kiesett az európai küzdelmekből. Emellett a hazai élvonalban – az utolsó bajnoki cím óta – kétszer a második, egy alkalommal pedig a harmadik helyet szerezte meg. Ennek ellenére az 1992–1993-as holland labdarúgókupában magabiztosan, látványos játékkal lett kupagyőztes. A küzdelmek során a rivális Feyenoordot 5–0, a döntőben pedig az SC Heerenveent 6–2 arányban sikerült legyőznie. A bizakodó hangulatot jelezte az is, hogy 80 ezer fő csatlakozott a hivatalos szurkolói klubhoz. Az Ajax soraiban ekkor olyan labdarúgók szerepeltek, mint Edgar Davids, Frank és Ronald de Boer, Edwin van der Sar, Marc Overmars, valamint Jari Litmanen, aki az Ajaxban a korszak egyik legjelentősebb játékosává vált. Hozzájuk hamarosan csatlakozott Patrick Kluivert és Clarence Seedorf is.
A bajnoki címet végül az 1993–1994-es szezonban sikerült visszahódítani. A csapathoz csatlakozott Finidi George és Nwankwo Kanu, emellett erősítést jelentett Frank Rijkaard visszatérése is, aki az Ajaxban kívánta befejezni a karrierjét. Az 1994–1995-ös UEFA-bajnokok ligája küzdelmei során a csapat veretlenül jutott a döntőbe, ahol ellenfele az olasz AC Milan volt. A Bécsben megrendezett mérkőzésen a 18 éves Patrick Kluivert 87. percben szerzett góljával az Ajax nyert, megszerezve ezzel a negyedik győzelmét a kupában. A holland labdarúgó-bajnokságot ugyancsak veretlenül nyerte a csapat. A külföldi klubok ismét megpróbálták leigazolni az Ajax legjobb játékosait, de ezúttal sikerült együtt tartani a sikercsapatot. Megvédték a bajnoki címet, és ismét elnyerték az Interkontinentális kupát, ezúttal a brazil Grêmio ellenében. Emellett a csapat az UEFA-szuperkupában 4–0 arányú győzelmet aratott a Real Zaragoza felett.
A bécsi bajnokok ligája döntőjében a következő játékosok szerepeltek:
| # |            | Poszt | Név                          |
| - | ---------- | ----- | ---------------------------- |
|   | hollandia  | K     | Edwin van der Sar            |
|   | hollandia  | V     | Michael Reiziger             |
|   | hollandia  | V     | Danny Blind (csapatkapitány) |
|   | hollandia  | V     | Frank Rijkaard               |
|   | hollandia  | V     | Frank de Boer                |
|   | hollandia  | KP    | Clarence Seedorf             |
|   | finnország | KP    | Jari Litmanen                |

| # |           | Poszt | Név              |
| - | --------- | ----- | ---------------- |
|   | hollandia | KP    | Edgar Davids     |
|   | nigéria   | CS    | Finidi George    |
|   | hollandia | KP    | Ronald de Boer   |
|   | hollandia | CS    | Marc Overmars    |
|   | nigéria   | CS    | Nwankwo Kanu     |
|   | hollandia | CS    | Patrick Kluivert |

Az 1995–1996-os szezonban az Ajax rendkívül meggyőző játékot mutatott a bajnokok ligájában. A sikerek ellenére azonban felerősödtek a játékosok közötti ellentétek, és a csapat büntetőkkel elvesztette az olasz Juventus elleni döntőt. Ezt követően ismét elkezdődött a játékosok elvándorlása, de számos kulcsjátékos a maradás mellett döntött. A távozók között volt Sonny Silooy, Michael Reiziger, Edgar Davids, Finidi George és Nwankwo Kanu. 1996. április 28-án, az utolsó fordulóban sikerült bebiztosítani a 26. bajnoki címet. Ezen a mérkőzésen búcsúzott el a csapat a De Meer Stadiontól is, amelyben a klub a legnagyobb sikereit elérte. Új otthona az Amsterdam ArenA lett. A megbomlott csapategység rányomta a bélyegét a játékra, bár az Ajax még mindig viszonylag jól szerepelt. Az 1996–1997-es UEFA-bajnokok ligája során az elődöntőben a csapat ellenfele ismét a Juventus volt. Az olasz csapat ezúttal magabiztosan, 6–2-es összesítéssel jutott tovább. A bajnokságban még látványosabb volt a visszaesés, mivel az Ajax csak a negyedik helyet szerezte meg. A holland kupában sem sikerült sikereket elérni, és a szurkolók jelentős része idegennek érezte az új stadiont. Emellett tovább rontotta a hangulatot Louis van Gaal és Patrick Kluivert 1997-ben bekövetkező távozása is. A hanyatlás legjelentősebb oka a Bosman-szabály bevezetése volt 1995-ben, amelynek értelmében a lejárt szerződésű labdarúgók szabadon igazolhatóak lettek. Ennek következtében négy év alatt húsz játékos hagyta el az Ajaxot, amely nem tudott akkora fizetést felajánlani, mint a módosabb klubok.
|  |  |  |  |  |  |  |

Van Gaal helyére a dán Morten Olsent nevezték ki, aki az első szezonjában elnyerte a holland labdarúgó-bajnokságot és a holland labdarúgókupát is. A kupadöntőben az Ajax a rivális PSV Eindhovent győzte le 5–0 arányban. A csapatból különösen a grúz származású Sota Arveladze emelkedett ki, aki a bajnokságban 37 gólt ért el. A sikerek azonban nem folytatódtak. Danny Blind bejelentette a visszavonulási, Jari Litmanen pedig a távozási szándékát. Hamarosan a De Boer fivérek következtek, akik az FC Barcelona csapatához akartak igazolni. A kialakuló vita során kijelentették, hogy nem tudnak Olsennel együttműködni. A dán edző a körülmények áldozataként 1998. december 12-én lemondott, Frank és Ronald pedig sikeresen csatlakozott a katalán klubhoz. Az edzői posztot a holland Jan Wouters vette át. Ebben a szezonban a csapat végül hatodik lett a bajnokságban, a bajnokok ligájában pedig a csoportja utolsó helyén végzett. A szurkolók bosszúságát az sem tudta enyhíteni, hogy az Ajax 6–0 arányban legyőzte a rivális Feyenoordot, és a holland kupát Jesper Grønkjær két találatával megnyerte a Fortuna Sittard ellenében. Az utóbbi összecsapásra mindössze 5000 néző volt kíváncsi. Május 26-án búcsúztatták el a szurkolók Blindet és Litmanent, és a szomorúságot tovább fokozta Edwin van der Sar hamarosan bekövetkező távozása. A következő szezon is csalódást hozott. Az Ajax csak az 5. helyen végzett a bajnokságban, az UEFA-kupában pedig a 3. fordulóban a spanyol RCD Mallorca csapata ejtette ki, összesítésben 3–0 arányban. Wouters távozása után a csapat vezetését átmenetileg Hans Westerhof vette át.
2000-ben Co Adriaanse lett az Ajax új edzője, aki van Gaalhoz hasonlóan visszatért a támadó jellegű futballhoz és a fiatal játékosok alkalmazásához. Az ő irányításával 85 gólt rúgott a csapat és a harmadik helyet érte el a bajnokságban. Ebben az időszakban érkezett az Ajaxhoz Tomáš Galásek, André Bergdølmo, Bogdan Lobonț és Petri Pasanen.

### A Ronald Koeman-korszak (2001–2005)
2001-ben, Adriaanse távozása után, az edzői teendőket Ronald Koeman vette át. A bemutatkozó szezonja rendkívül jól sikerült, mivel az Ajax megnyerte a holland bajnokságot, a holland labdarúgókupát és a holland labdarúgó-szuperkupát is. A klubhoz olyan később ismertté vált labdarúgók érkeztek, mint Zlatan Ibrahimović, Mido, Maxwell és Steven Pienaar.
A 2002–03-as szezonban Ronald Koeman elvezette a csapatot a Bajnokok Ligája negyeddöntőjébe, ahol az AC Milan a visszavágón csak az utolsó pillanatban tudta belőni a győztes, egyben a továbbjutást jelentő gólt. Ebben a szezonban a bajnoki címet nem sikerült elhódítani a csapatnak, mivel a PSV Eindhoven 1 ponttal megelőzte az Ajaxot. 2002-ben visszatért a csapathoz a finn Jari Litmanen, aki 22 mérkőzésen 7 gólt szerzett. A következő szezonban azonban sérülése miatt csak kilenc mérkőzésen lépett pályára. 2003-ban John Jaakke vette át az elnöki teendőket Michael van Praagtól.
A 2003–2004-es idényben az Ajax újra elnyerte a bajnoki címet. Ebben a szezonban számos új igazolás érkezett a klubhoz. Közülük a jelentősebbek Wesley Sonck, Zdeněk Grygera és Julien Escudé voltak. A Bajnokok Ligájában viszont csoportutolsóként végzett a csapat.
A 2004–2005-ös szezonban az Ajax – ismét a PSV mögött – a második helyen végzett. A szezon előtt érkezett a klubhoz a 2004-es Európa-bajnokság legeredményesebb görög játékosa, Angelos Charisteas. A Bajnokok Ligájában az Ajax ismét kiesett a csoportkörben, de mivel a harmadik helyen végzett, az UEFA-kupában folytathatta a szereplést. Első ellenfele a francia Auxerre volt. Az első, hazai mérkőzést a csapat még 1–0 arányban megnyerte, de a visszavágón az Auxerre diadalmaskodott 3–1-re, így az Ajax kiesett a további küzdelmekből.
Ezt követően, február 25-én Ronald Koeman lemondott. A szezon további felében Ruud Kroll és Tonny Bruins Slot irányította az Ajaxot.

### Öt szezon alatt öt edző (2005–2010)
A 2005–2006-os szezon előtti nyáron Danny Blind vette át az Ajax irányítását, aki felhagyott a „totális futballal”, és átállt a 4–4–2-es felállásra. A szezon előtt a jelentősebb játékosok közül távozott Rafael van der Vaart, majd később követte őt Nigel de Jong is. A téli átigazolási időszakban viszont az SC Heerenveentől sikerült leigazolni Klaas-Jan Huntelaart, aki a szezon gólkirálya lett 33 találattal. Ennek ellenére a bajnokságban gyengén szerepelt a csapat, mivel az alapszakaszban csak a negyedik helyen végzett. A rájátszásban azonban a Feyenoord és az FC Groningen legyőzésével megszerezte a jogot a bajnokok ligájában való részvételre. A holland labdarúgókupa döntőjében a csapat 2–1-re legyőzte a PSV-t, így kupagyőztes lett. A Bajnokok Ligájában az Ajax a nyolcaddöntőig jutott, ahol végül az olasz Internazionale 3–2-es összesítéssel jutott tovább a holland csapat ellenében. 2006 májusában menesztették Blindet, utódja Henk ten Cate lett, aki korábban az FC Barcelona másodedzője volt.
A 2006–2007-es szezonban ten Cate fiatalokkal pótolta az előző nyáron eligazolt játékosokat. Emellett visszahozta a csapatba Edgar Davids-ot, és többek között leigazolta Jaap Stamot is. A bajnokságban az Ajax végül csak a rosszabb gólkülönbsége miatt csúszott le a bajnoki címről a rivális PSV mögött. Május 6-án a csapatnak sikerült büntetőkkel legyőznie az AZ Alkmaart, és így ismét elnyerte a holland labdarúgókupát, augusztus 11-én pedig a holland labdarúgó-szuperkupa döntőjében legyőzte a PSV Eindhovent. A csapat a bajnokok ligája csoportkörébe nem jutott be, és az UEFA-kupából a legjobb 32 között esett ki a Werder Bremen ellenében.
A következő szezon kezdete előtt az Ajax vezetősége eladta a két legnagyobb tehetségnek számító játékosát: Ryan Babel 17 millió euróért a Liverpool FC-be, Wesley Sneijder pedig 27 millió €-ért a Real Madrid CF-be távozott. Ebben az időszakban érkezett a csapatba az uruguayi Luis Suárez. Októberben Henk ten Cate helyét Adrie Koster vette át. A bajnokságban az Ajax – ismét a PSV mögött – a második helyen végzett, Huntelaar 34 góllal pedig újra megszerezte a gólkirályi címet. A rájátszásban az Ajaxot megelőzte a Twente, így a következő szezonban a csapat ismét csak az UEFA-kupában indulhatott. Az UEFA-kupa sem hozott sok szerencsét, mivel már első körben kiestek a Dinamo Zagreb ellenében. Adrie Koster még a szezon során távozott, és helyére a holland labdarúgó-válogatott addigi szövetségi kapitánya, Marco van Basten érkezett. 2008 februárjában az Ajax addigi elnöke, John Jaakke lemondott, a helyére Uri Coronel lépett.

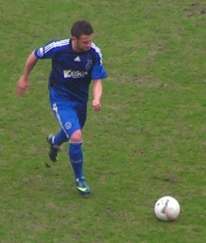
Miralem Sulejmani, 2021-ig az Ajax történetének legdrágább igazolása volt

A 2008–2009-es szezon előtt Van Basten jelentős összegeket költött új játékosokra. A szerb Miralem Sulejmaniért 16,25 millió eurót fizettek, amellyel megdöntötték a holland élvonal addigi legnagyobb átigazolási rekordját. Van Basten döntése értelmében Huntelaar lett a csapatkapitány, ez azonban nem tartott sokáig, mert 2009 januárjában a játékos eligazolt a Real Madridhoz, 27 millió €-ért. A döntés miatt a holland lapok erősen bírálták az Ajaxot, a Volkskrant például egy „kereskedelmi társasághoz” hasonlította a klubot. Ebben az idényben az Ajax a harmadik helyen végzett, és jogosult lett az Európa-ligában való indulásra. Mivel ez a szezon is sikertelenül zárult, májusban Marco van Basten – a rossz eredményekre hivatkozva – lemondott. Még ugyanebben a hónapban Martin Jolt nevezték ki az új edzőnek.
A 2009–2010-es szezon előtt a klub leigazolta Marko Pantelić-et. A Bundesligában gólerős támadó ingyen érkezett a Hertha Berlin csapatától, mivel a nyáron lejárt a szerződése a németeknél. Annak ellenére, hogy az Ajax veretlenül szerepelt a bajnokság második felében, a szezont csak a második helyen zárta az FC Twente mögött. A gólkirályi címet Luis Suárez szerezte meg 35 góllal, így ő lett az addig legtöbb gólt szerző idegenlégiós a csapatban. Ezzel megdöntötte a szerb Mateja Kežman rekordját is, aki addig vezette az „Eredivisie egy szezonon belül legtöbb gólt szerző idegenlégiósa” listáját. Az Európa-ligában a csapat a csoportkör után azonnal kiesett, májusban viszont sikerült megnyerni a holland kupát, a Feyenoord legyőzésével. A nyáron megrendezett dél-afrikai labdarúgó-világbajnokságon az Ajax kilenc játékosa vett részt: a holland válogatottban Stekelenburg, Van der Wiel és De Zeeuw, az uruguayi csapatban Suárez és Lodeiro, a dán csapatban Rommedahl és Eriksen, a kameruni csapatban Enoh, a szerb válogatottban pedig Pantelić.

### A Frank de Boer-korszak. Egymás után 4 bajnoki cím (2010-2016)

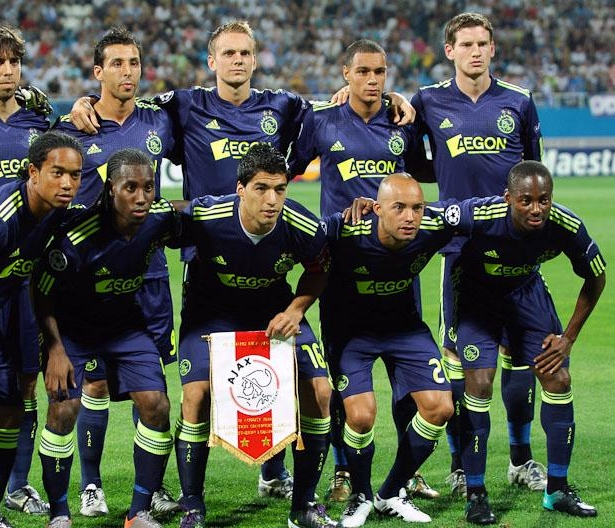
2010–2011-es szezonbeli csapatkép

A 2010–2011-es szezont is Martin Jol irányítása alatt kezdte a klub, pedig a nyáron még úgy volt, hogy az edző átigazol az angol Fulhamhoz, de végül maradt, és a kulcsjátékosok sem hagyták el a klubot. Sőt, leigazolták a két évvel azelőtti gólkirályt, El Hamdaouit. Júliusban a holland labdarúgó-szuperkupa döntőjében az Ajax kikapott a Twentétől. Végül öt év után újra sikerült feljutniuk a Bajnokok Ligája főtáblájára. November 20-án a PSV elleni rangadón Luis Suárez egy dulakodás során megharapta Bakkalt, a PSV középpályását. Az Ajax kettő, a holland labdarúgó-szövetség viszont hét mérkőzésre tiltotta el a játékost. A rossz eredményekre hivatkozva decemberben Martin Jol lemondott, s a helyét Frank de Boer vette át. Edzőként nagyon jól indított. Első mérkőzése a BL-csoportkörének utolsó fordulójában volt az AC Milan otthonában, ahol az Ajax azelőtt még sosem győzött a hazaiak ellen, ezt a mérkőzést viszont 2–0 arányban megnyerte a csapat. A siker ellenére az Ajax csak a harmadik helyen végzett a csoportjában. 2011. január 3-án Frank de Boer két és fél éves szerződést írt alá a klubbal. Télen Luis Suárez távozott a klubtól. Az FC Liverpoolhoz igazolt 26,5 millió euróért. Az Európa-ligában a nyolcaddöntőig jutott a csapat, ahonnan azonban a Szpartak Moszkva jutott tovább. Ezt követően „belháború” tört ki a klubon belül. Johan Cruijff azt szerette volna, hogy a csapat volt nagy játékosai vegyék át a csapat irányítását. Az akció eredményeként a teljes igazgatótanács lemondott. A csapatnak nem sikerült a címvédés a holland kupában, mivel a döntőt hosszabbítás után elvesztette az FC Twente ellen. Egy héttel később azonban, a bajnokság utolsó fordulójában legyőzték a Twentét az Arenában és ezzel sikerült megnyerniük történetük 30. bajnoki címét, vagyis a „harmadik csillagot”.
A 2011–2012-es szezon kezdete előtt az Amsterdam ArenA-ban két búcsúmérkőzésre került sor. Mindkettővel az Ajax korábbi sztárkapusát, a 40 évesen visszavonult Edwin van der Sart búcsúztatták el a profi labdarúgástól. Még nyáron a csapat első számú kapusa, Stekelenburg eligazolt az AS Roma-hoz, viszont leigazolták az előző szezonban „Év játékosának” választott Theo Janssent a Twente csapatától. A klubon belüli „belháború” tovább folytatódott. Az akciónak több következménye is lett: egyrészt menesztették a felügyelő bizottság négy tagját, másrészt Johan Cruijffot is távozásra szólították fel. 2011-ben az Ajax a holland kupában csak a nyolcaddöntőig jutott, ahol az AZ Alkmaar csapata győzte le őket egy újrajátszott mérkőzésen.
A BL-ben a csoportkör során kiestek, mivel rosszabb gólkülönbséggel zártak, mint az előttük végző Olympique Lyon. Az EL-ben pedig a legjobb 32 között estek ki, a Manchester United ellenében. Az első mérkőzést Amszterdamban az angol csapat nyerte 2–0-ra. Ugyan a visszavágón az Ajax 2–1-re győzött, de ez nem volt elég a továbbjutáshoz, viszont ők lettek az első holland csapat, amelynek sikerült győznie az Old Traffordon. Ennek ellenére sikerrel fejeződött be az idény, mivel 1996 óta újra sikerült a bajnoki címvédés. Az ősszel mutatott játék alapján nem sokan gondolták volna ezt, de tavasszal olyan jól játszottak, hogy egy 14 mérkőzéses győzelmi sorozattal fejezték be az idényt és ez is sokat hozzátett a 31. bajnoki cím elnyeréséhez. Ennek köszönhetően augusztus 5-én pályára léptek a 2012-es Holland Szuperkupa döntőjében, ami az Amsterdam Arenaban lett megrendezve. Viszont ez nem sikerült jól a csapatnak mivel a kupagyőztes PSV Eindhoven csapata 2:4-re legyőzte őket.
A 2012–2013-as szezon előtti nyár nem sikerült nagyon fényesen az Ajax számára, mivel eligazolt két kulcsjátékosuk is. A tavalyi szezon legjobbjának választott Vertonghen és a védelem másik kiemelkedő játékosa Vurnon Anita is. Több új játékos is érkezett, rutinosak és fiatalok is. Köztük a finn védő Moisander, a középpályás Poulsen és a svéd támadó Tobias Sana is. 2007 után visszatért az Ajax-hoz Ryan Babel is. A bajnokság nem indult olyan rosszul. Veretlenségük a 11. fordulóban szakadt meg, amikor a Vitesse csapata hazai pályán győzte le őket. Így 24 veretlen bajnoki mérkőzés után ismét kikaptak. A BL-ben nem voltak túl szerencsések mivel az ún. "halálcsoportba" kerültek a Real Madrid, Borussia Dortmund és a Manchester City társaságában. Miután a 3. fordulóban hazai pályán 3:1-re legyőzték a Manchester City-t, egy rossz sorozatot szakítottak meg. 32 év után ismét le tudtak győzni otthon egy angol klubcsapatot. A csoportot végül a 3. helyen zárták és tavasszal az EL-ban folytatták. Viszont ahogy tavaly, úgy idén is kiestek az EL tizenhatos döntőjében, a Steaua Bukarest által. Hazai pályán még 2:0-ra győzött az Ajax, idegenben viszont ugyanennyire kaptak ki és büntetőkkel a románok jutottak tovább. A hazai kupában idén az elődöntőig jutottak, ahol az AZ Alkmaar csapata győzte le őket. Annak ellenére, hogy a szezon nagy részében a PSV és a Twente vezette a bajnokságot, május 5-én a Willem Tilburg hazai legyőzésével ismét sikerült megnyerniük a bajnokságot. Ez volt az Ajax 32. bajnoki címe amivel együtt megvédték tavalyi és tavaly előtti sikerüket is. Július 27-én pedig az AZ Alkmaar legyőzésével 2007 után ismét megnyerték a Holland Szuperkupát.
Már augusztus első hetében elkezdődött a 2013–2014-es szezon. Egy 3:0-s győzelemmel kezdtek, viszont már a második fordulóban az AZ Alkmaar ellen elvesztették a veretlenségüket. Ahogy lenni szokott, a nyáron több fontos játékos is eligazolt a csapattól. 2 nappal az átigazolási időszak lejárta előtt bejelentették, hogy a dán középpályás Christian Eriksen és a belga védő Toby Alderweireld is eligazolnak. A nyáron több fiatal játékos is érkezett és augusztus végén leigazolták a Heracles Almelo holland középpályását, Lerin Duartet is. A BL sorsolásnál most sem volt szerencséje a csapatnak. Ahogy az utóbbi 3 évben, most is az ún. "halálcsoportba" került az Ajax. Idén az FC Barcelona, AC Milan és a Celtic Glasgow lettek az ellenfelek. Az FC Barcelonával eddig még soha nem játszottak tétmérkőzést. Első mérkőzésüket a hazai Barcelona simán nyerte 4:0-ra, viszont az 5. fordulóban levő visszavágón az Ajax otthon 2:1-re legyőzte az esélyesebb spanyolokat. Idén sem jutottak tovább a csoportból, mivel csupán a harmadik helyen végeztek. Így tavasszal az EL-ben folytatták. Viszont ott sem volt szerencséjük idén sem. Már a 16-os döntőben, az osztrák Red Bull Salzburg csapatával szemben estek ki kettős vereséggel. A bajnokság őszi szezonjában jól szerepeltek és 10 év után ismét az első helyen mentek téli szünetre. A tavaszi szezonban is jól teljesítettek és veretlenül zárták ismét. Ezzel pedig megtartották első helyüket és – a csapat történetében először – megszerezték 4. bajnoki címüket egymás után. Ez eddig csupán a PSV Eindhoven-nek sikerült, így most már a PSV mellett az Ajax is ezen rekord tartója. A csapat edzője, Frank de Boer az idei sikerrel pedig az egyetlen edző eddig az Eredivisieben akinek sikerült megnyernie 4 bajnoki címet egymás után egy azon csapattal. A kupában egészen a döntőig meneteltek, ott viszont hatalmas meglepetésre kikaptak a PEC Zwolle-től 5:1 arányban.
A következő két szezon viszont elég gyengére sikerült a csapatnak Frank de Boer vezetése alatt, semmit sem sikerült nyerniük. A 2014–2015-ös szezonban bár ugyanannyi pontot szereztek, mint amennyivel megnyerték az előző szezont, most viszont hatalmas lemaradással csupán a második helyet szerezték meg a PSV Eindhoven mögött. A kupában is csupán a 4. körig jutottak el és a BL-ben pedig ismét nem sikerült továbbjutniuk a csoportból. A 2015–2016-os szezonban nagyon szoros volt a bajnokság és csupán azért nem sikerült megnyerniük a bajnoki címet mivel az utolsó fordulóban pontot vesztettek egy olyan találkozón ami könnyű győzelemnek látszott. Így most a Feyenoord mögött ismét csak ezüstéremig jutottak. A kupában még gyengébben szerepeltek mint az előző szezonban, a nemzetközi porondon pedig csak az EL csoportkörébe jutottak be ahol aztán ki is estek. Ezen két szezon hatására Frank de Boer elhagyta a csapatot közös megegyezéssel.

### Közelmúlt és a jelen (2016–)
2016 júliusában ismét edzőcsere történt. Frank de Boer edző lemondott és helyére a holland Peter Bosz-t nevezték ki. A nyáron nem sikerült nagyon az erősítés mivel több kulcsjátékos el is igazolt. A BL-től már a selejtezőkben búcsúztak de bejutottak az EL-csoportkörébe. A bajnokságot ősszel hátrányban zárták és már a kupából is kiestek. A bajnokság tavaszi fele jól sikerült, de végül így is csak ezüstérmesek lettek. Az EL-ban a vártnál sokkal jobban teljesített a csapat. Veretlenül lettek csoportelsők és főleg a tökéletes hazai mérkőzéseknek köszönhetően végül 21 év után ismét bekerültek egy nemzetközi kupa döntőjébe, de ott végül kikaptak a Manchester United csapatától.
Peter Bosz is távozott a csapattól 2017 nyarán. Az Ajax irányítását Marcel Keizer vette át. Nyáron nem érkezett erősítés a csapatba. Ennek is köszönhető, hogy története talán eddigi leggyengébb szezonját produkálta az Ajax a nemzetközi kupákban. Először a BL, majd az EL selejtezőiben is megbuktak és győzelem nélkül estek ki. Decemberben kiestek a holland kupából is és ennek ürügyén menesztették Keizert, a hátralevő néhány mérkőzésen átmenetileg Michael Reiziger lett az edző. Januárban kinevezték Erik ten Hag-ot edzőnek. Ő sem tudott csodát csinálni és a 31. fordulóban egy PSV Eindhoventól elszenvedett sima vereség után eldőlt, hogy ebben a szezonban is csak ezüstérmet nyernek. Ez lett egymás után a 4. olyan szezonja a csapatnak amikor semmilyen sikert nem tudtak elkönyvelni. Ilyen utoljára 54 évvel ezelőtt fordult elő, az 1961/62-es és az 1964/65-ös szezonok között.
Négy év sikeretelenség után végül eljött a 2018-19-es szezon, egy olyan szezon amit már vártak a csapat szurkolói. 2018 nyarán a csapat sportigazgatója, Marc Overmars nehezen de egyben tartotta a csapatot és még hozott néhány rutinos játékost is erősítésnek akik nagyon jól beváltak. Leigazolta a szerb Dušan Tadićot és visszahozta Daley Blindet. Ősszel a bajnokságban 2 mérkőzést leszámítva mindet megnyerték. A BL-t a 2. selejtezőkörben kezdték és veretlenül bejutottak a csoportkörbe, amit szintén veretlenül zártak és továbbjuottak. A bajnokságban tavaszi szezonja gyengébben sikerült mint az őszi, de így is megszerezték a 34. bajnoki címüket. A BL-ben olyan csapatokat ejtettek ki mint a Real Madrid vagy a Juventus és egészen az elődöntőig jutottak el. Ott viszont a Tottenham kiejtette őket úgy, hogy még a visszavágó utolsó perceiben is az Ajax állt továbbjutásra. A holland kupát szintén elnyerték, így 17 év után sikerült duplázniuk.

## Utánpótlás-nevelés az Ajaxnál
A klub kiemelt feladatának tekinti a tehetséges, kreatív, motivált fiatalok felkutatását. Ezt a tevékenységet öt főállású és harminc társadalmi munkában dolgozó játékosmegfigyelő végzi, akik főleg Amszterdam körzetében figyelik a gyerekeket, de Hollandia más területeiről, sőt Európa más országaiból és Afrikából is ajánlanak tehetségeket. Évente egy-két alkalommal nyílt napot is szerveznek a 7–10 éves korosztályok számára. Fontos céljuk, hogy a gyermekeknek legalább 7 éves koruktól 18 éves korukig tanítsák a labdarúgást.
A kiválasztásnál vizsgálják a meglévő technikát, az alapképzettséget, a játékintelligenciát, az eltökéltséget és a motivációt. Érdekesség, hogy már ebből a korosztályból is posztra választják a játékosokat, és ezen csak akkor változtatnak, ha mindenképpen indokolt. Az egyéni képzést már a kezdetektől elkezdik, és igyekeznek az Ajax játékrendszerébe (1–4–3–3 rendszer, szélsőjáték, a „pressing” tudatos alkalmazása, a csapatrészek együttmozgása, a pálya optimális kitöltése stb.) bevezetni őket. Külön figyelmet fordítanak a kapusképzésre, a kapus bevonására a csapat védekező mezőnymunkájába. Minden korosztályos csapatnak vezetőedzője van, aki egy évig irányítja a munkát, majd a feljebb lépő korosztályt új edző veszi át. A csapatedzéseken kívül egyéni foglalkozásokat is tartanak. Ezenkívül külön futó és erőnlétfejlesztő edzésekre is sor kerül.
Az AFC Ajax évente mintegy 60–80 millió euróból gazdálkodik, ebből mintegy 2–2,5 millió jut az utánpótlásra. Ennek tükrében nem meglepő, hogy az utóbbi évtizedekben az Ajax a világ egyik legkiemelkedőbb utánpótlás-nevelő klubjává vált. A kinevelt játékosokat igyekeznek bevonni a felnőtt csapat munkájába, de az is gyakran előfordul, hogy a kiemelkedő képességű játékosokat komoly összegekért eladják, ami viszont kihat a csapat olykor „döcögősebb” teljesítményére.
Ahogy már korábban is, 2021 októberéban is a CIES (Sporttanulmányok Nemzetközi Központja) kiadott egy rangsort melyen Európa legjobb labdarúgó akadémiái szerepelnek. Nem nagy meglepetésre, az Ajax akadémiája lett a legjobb Európában. Az alapján állították össze a rangsort, hogy melyik csapatnak mennyi sajátnevelésű játékosa játszik ebben az időben az európai bajnokságokban. A CIES-nek az számított sajátnevelésű játékosnak, aki 15 és 21 év között legalább 3 éven keresztül egy klubban játszott. Azóta is minden évben ott vannak a dobogón.
2024-ben a CIES kiadta legfrisebb ranglistáját amit most az elmúlt 10 év (2014-2023) bevételei alapján állították össze. Csupán a portugál SL Benfica tudta saját akadémiáján kinevelt játékosokat több pénzért értékesíteni mint az Ajax, így az amszterdami csapat akadémiája végzett a második helyen.

## "Egy darab az Ajaxból", avagy óriási gesztus a szurkolók felé
A koronavírus-járvány miatti döntések alapján a 2020/21-es szezonban akárcsak Hollandiában, úgy Európában sem lehettek jelen a szurkolók a mérkőzéseken. Hollandiában a szezon elején szeptemberben, az első 3 fordulóban még korlátozott számmal részt vehettek a szurkolók, aztán megtiltották a mérkőzéseken való részvételeket. Ezek után április végén volt egy úgynevezett tesztelés a 30. fordulóban, amikor hazai nézők kis része újra ellátogathatott egy mérkőzésre. Tehát abban a szezonban minden csapat csupán 4 mérkőzést játszott le az alapszakaszban egy kevés néző előtt.
Már a szezon előtt ismét nagyon sok Ajax-szurkoló kiváltotta a szokásos éves bérletet de nem tudták kihasználni.
Miután az Ajax megnyerte abban a szezonban a bajnokságot és begyűjtötte a 35. bajnoki trófeát, a csapat vezetői úgy döntöttek, hogy ezt a trófeát megosztják a szurkolókkal. Ezzel szerették volna megköszönni a szurkolóknak, hogy még ebben a helyzetben is egész végig buzdították a csapatot. Ennek a kezdeményezésnek azt a nevet adták, hogy "Egy darab az Ajaxból". Ezt videóüzenetben az Ajax vezérigazgatója, a korábbi világhírű kapus, Edwin van der Sar közölte a szurkolókkal.
Az ezüstből készült bajnoki tálat beolvasztották és több mint 42 ezer kis csillagot (egészen pontosan 42 390 darabot) készítettek belőle. A csillagok 3,45 gramm súlyúak lettek és minden csillagba 0,06 gramm került a bajnoki tálból. A csillagokat pedig szétosztották a bérletesek között. Így mindenki kapott egy kis darabot az Ajax bajnoki sikeréből.
Természetesen megosztották minden nagyobb internetes oldalon, az újságok is említést tettek róla és nagyon sokan hatalmas gesztusként, nemes cselekedetként értékelték ezt a csapattól az egész világon.
Végül, hogy maradjon emlék is a bajnoki címből a Holland labdarúgó-szövetség (KNVB) elküldte a bajnoki tál másolatát az Ajax csapatának amit kitettek a többi közé.

## Testvércsapatok
Mint általában minden jelentősebb európai klubnak, így az Ajaxnak is vannak és voltak úgynevezett „testvércsapatai”. Íme az összes jelenlegi és volt testvércsapatok:
Jelenlegiek:
- Almere City FC (2005 – jelenleg)[115]
- Peking Guoan (2007 – jelenleg)[116]
- FC Barcelona (2007 – jelenleg)
- Cruzeiro (2007 – jelenleg)
- Palmeiras (2010 – jelenleg)
- AS Trenčín (2012 – jelenleg)
- Guangzhou R&F (2017 – jelenleg)

Korábbiak:
- Ajax Cape Town FC (1999 – 2020)[117]
- FC Volendam (2007–2010)[118]
- Ashanti Gold SC (1999–2003)[119]
- Germinal Beerschot (1999–2003)[120]
- Ajax Orlando (2003–2007)[121]

## A klub zsidósághoz való viszonya
Az Ajax a hivatalos vélemény szerint, amelyet az utóbbi 20–30 évben a mindenkori vezetőség képvisel, egyáltalán nem kötődik a zsidósághoz. Ennek ellenére vannak olyan szurkolók (az úgynevezett „Ajax zsidók”), akik Dávid-csillagot tetováltatnak magukra, vagy a nyakukon viselik ezt a jelképet és a mérkőzések során izraeli zászlót lobogtatnak. Az Ajax szurkolóinak többsége „zsidónak” nevezi magát anélkül, hogy a zsidóság sorsa foglalkoztatná. Az Ajax mérkőzésein sok ezer szurkoló gyakran egyszerre harsogja a „Joden” szót, ami holland nyelven zsidókat jelent. Az ellenfél szurkolói erre sokszor antiszemita kórusokkal és jelekkel válaszolnak. Ezek gyakran a holokausztra való, kegyeletsértő kifejezéseket és utalásokat is tartalmaznak. Az Ajax vezetősége több alkalommal kérte a szurkolóit, ne nevezzék magukat „zsidóknak”, mivel a zsidó származású szurkolókat kellemetlenül érinti az ellenfél antiszemita reakciója. Amikor 1995-ben az Ajax Budapesten a Ferencváros ellen játszott, csak azzal a feltétellel kísérhették a csapatot szurkolók, hogy kerülik zsidó elnevezezés használatát. Ezt be is tartották.
A második világháború előtt Amszterdamban a lakosság 10%-a zsidó származású volt. Dél-Amszterdamban laktak a jobb módú zsidók és az ő csapatuk a Blauw Wit volt. A belvárosban és Kelet-Amszterdamban lakó kevésbé jómódú zsidók az Ajaxnak szurkoltak. Ahogy az ellenfél szurkolói az Ajax stadionja, a De Meer felé közeledtek, elhaladtak a weesperstraati zsidó piac mellett és az út további részén is sok zsidó tulajdonossal rendelkező üzlet mellett haladtak el. Sokan úgy is mondták, „megyünk a zsidókhoz”. Akkoriban az Ajax szurkolók között, már csak a stadion elhelyezkedéséből adódóan is, sok zsidó volt. Ma már a zsidó szurkolók aránya elenyésző, hiszen egész Hollandiában csak mintegy 20 000 zsidó él. Hollandiában számos csapatnak, azok szurkolóinak és játékosainak régóta igen karakteres gúnyneve alakult ki. Például az Ajax szurkolók „geuze” neve zsidókra utal, a PSV Eindhoven szurkolóié „boeren” (parasztok), az FC Twente játékosai és szurkolói „tukker”-ek (a Twente tájegység gúnyneve), a De Graafschaposok a „superboer”-ok (szuperparasztok).
Az Ajaxnak az eddigi története során kevés zsidó játékosa volt. Az anyagi támogatók között viszont mindig voltak és vannak is zsidók. Az utóbbi években a legismertebb Rob Cohen, az 1995-ben Bajnokok Ligáját nyert Ajax csatárának, Ronald de Boernak az apósa. Továbbá a legendás elnök, Jaap van Praag is zsidó volt és így fia, a későbbi elnök Michael van Praag is annak tekinthető apja után. Az utóbbi években az Ajaxban rendszeresen vannak muszlim játékosok. Arról azonban még nem lehetett hallani, hogy zavarná őket, hogy a szurkolók „lezsidózzák” őket.
A csapat néhány zsidó játékosa:
- Eddy Hamel (1922–1930) – amerikai labdarúgó, jobbszélső volt a csapatnál; 1943-ban hunyt el az auschwitzi koncentrációs táborban.[124]
- Johnny Roeg (1934–1936) – holland labdarúgó, két szezonon keresztül az amszterdamiak támadója.[125]
- Sjaak Swart, „Mr. Ajax” (1956–1973) – holland futballista, aki 461 szereplésével a legtöbbet pályára lépő játékos az Ajax színeiben.[126]
- Bennie Muller (1958–1970) – holland labdarúgó, 426 mérkőzésen volt az Ajax középpályása.[127]
- Daniël de Ridder (2004–2005) – holland labdarúgó, a 2003–2004-es bajnokcsapat tagja.[128]

## Az egyesület nevei és címerei

### Nevek
A klub eddigi fennállása során használt nevek:
| Időszak   | Elnevezés                                   |
| --------- | ------------------------------------------- |
| 1900–1908 | Football Club Ajax (FC Ajax)                |
| 1908 óta  | Amsterdamsche Football Club Ajax (AFC Ajax) |

### Címerek
A klub megalakulásakor, 1900-ban, az első címerben még csak egy Ajax játékos képe volt látható piros fehér csíkos mezben. Ezt egészen 1911-ig használta a klub. Ekkor változtattak rajta egy kicsit. A címer ugyanaz maradt, viszont a címerben levő játékos mezét megváltoztatták a csapat azóta is használt mezére, a betűk pedig vastagabbak lettek. Később, 1928. szeptember 20-án változtattak újra a logón, ekkor került rá az ókori görög hős, Aiasz arcképe. Ezt a címert 62 éven keresztül, egészen 1990-ig használták. Az ekkor megalkotott új címeren a körvonal piros lett, a görög harcos arcképét pedig 11 vonalból alakították ki. Ez a 11 vonal a pályára lépő játékosok számát szimbolizálja. 1998-ban a betűk és a körvonal stílusán némileg módosítottak. 2005 elején egy nagyobb szurkolói csoport kampányt indított az 1991 előtt használt címer visszaállításáért. Májusban a klub bejelentette, hogy nem változtatnak a logón. Viszont 2024 őszén bejelentette a csapat, hogy a 2025/26-os szezontól ismét az 1991 előtt használt címert teszik hivatalossá.

## Mezek
Az 1900-ban használt, első csapatmez teljesen fekete volt, a játékosok egy piros övvel kötötték át a derekukat. 1901 márciusában azonban már a klub első hivatalos szerelését viselték a játékosok, amely az 1890-es évek közepén használthoz volt hasonló. A mez függőleges piros-fehér csíkozású, a nadrág pedig sötét színű (fekete, barna, szürke) volt. A csapat élvonalba való feljutásakor, 1911-ben az Ajaxnak meg kellett változtatnia a szerelését, mivel az első osztályban szereplő Sparta Rotterdamnak ugyanolyan meze volt, és a holland labdarúgó-szövetség rendelete alapján az élvonalhoz később csatlakozó klubnak kellett átalakítania a felszerelését. Így alakult ki 1911 nyarán az Ajax jelenlegi meze. Alapszíne fehér, középen egy széles, függőleges piros sáv fut át a mellkason és háton. A nadrág színe pedig fehér.

## A „visszavonultatott” mezek

### A 14-es mez
Mivel a 2007–2008-as szezonban senki sem viselte a csapatban a 14-es számú mezt, az Ajax vezetősége úgy döntött, hogy örökre visszavonultatja ezt a számot, amivel a csapat legnagyobb legendája, Johan Cruijff előtt kívántak tisztelegni. A hírt 2007. április 25-én, Cruijff 60. születésnapján jelentették be. Cruijff hálás volt, de azt szerette volna, hogy minden szezonban a csapat legjobb játékosa kapja a 14-es a számot.
Cruijff mezének visszavonultatásáig még számos játékos viselte a 14-es számú mezt:
| - Varga Zoltán – 1973–1974 - Jan Mulder – 1974–1975 - Geert Meijer – 1975–1976 - Frank Arnesen – 1976–1977 és 1977–1978 - Tscheu La Ling – 1978–1979 - Karel Bonsink – 1979–1980 - Frank Rijkaard – 1980–1981 - Sonny Silooy – 1981–1982 - Marco van Basten – 1982–1983 | - Dani – 1997–1998 és 1998–1999 - Martijn Reuser – 1999–2000 - Brutil Hosé – 2000–2001 - Shota Arveladze – 2001–2002 - Jan van Halst – 2002–2003 - Jelle van Damme – 2003–2004 - Thomas Vermaelen – 2004–2005 - Maxwell – 2005–2006 - Roger García – 2006–2007 |

### A 34-es mez
Abdelhak Nouri már 7 éves kora óta az Ajax akadémiájának játékosa volt, szupertehetségnek tartották. A 2016-17-es szezonban, 19 évesen debütált az elsőcsapatban egy kupamérkőzésen. Első szezonjában már 15 tétmérkőzésen lépett pályára, a 34-es mezszámot viselte. A szezon után, 2017 nyarán egy felkészülési mérkőzésen a német Werder Bremen ellen összeesett a pályán, szívrohamot kapott. Állapotát végül stabilizálták a kórházban, viszont súlyos agykárosodást szenvedett. Végül kiderült, hogy a pályára berohanó orvosok rosszul látták el feladatukat.
A csapat hosszú ideig pereskedett Nouri családjával, végül 2022 januárjában sikerült megállapodniuk. Az Ajax a játékos tiszteletére ezek után visszavonultatta a Nouri által viselt 34-es mezszámot.

## Az egyesület szponzorai
Az első sportszergyártó cég, amely elvállalta a csapat mezeinek gyártását, a Le Coq Sportif volt. Az 1973–1974-es szezontól szállították a csapatmezeket. Azóta már több márka is szerepelt a mezeken: Puma, Kappa, Umbro, Adidas
A csapat első mezszponzora a TDK volt. Ennek a japán vállalatnak a felirata az 1982–1983-as szezontól szerepelt a csapatmezen. Utána 17 évig az ABN AMRO nevű holland bank lett a csapat szponzora. Ebben az időben az Ajax-nak volt a világon az egyetlen olyan meze amelyen a szponzornév függőlegesen volt megírva. Az AEGON biztosító a 2008–2009-es szezonban kötött hétéves szerződést az Ajax-al, és összesen 85,5 millió euróval (évente 10 millió + prémium) támogatta a klubot.
A jelenlegi főszponzoruk a ZIGGO és a jelenleg használt sportmárka pedig az Adidas. 2015 januárjától Hollandia legnagyobb kábeltársasága, a Ziggo lett a csapat új főszponzora amely évi 8,5 millió euróval és bizonyos feltételektől függő prémiummal támogatja a csapatot. A Ziggo csupán az elsőcsapat és a Jong Ajax szponzora lett. Az utánpótláscsapatok és a női csapat szponzoraként ismét visszatért az ABN AMRO.
Az Adidas név a 2000–2001-es szezontól szerepel a mezen, és a szerződés 2025-ig szól.
A 2013-2014-es szezonban az Ajax nyerte el az "Év Futballmeze" díjat. A győzelmet az akkori rózsa és fekete színű idegenbeli mezük vívta ki.
| Időszak   | Sportmárka     | Mezszponzor |
| --------- | -------------- | ----------- |
| 1973–1977 | Le Coq Sportif |             |
| 1977–1980 | Puma           |             |
| 1980–1982 | Le Coq Sportif |             |
| 1982–1984 | Le Coq Sportif | TDK         |
| 1985–1989 | Kappa          | TDK         |
| 1989–1991 | Umbro          | TDK         |
| 1991–2000 | Umbro          | ABN AMRO    |
| 2000–2008 | Adidas         | ABN AMRO    |
| 2008–2014 | Adidas         | AEGON       |
| 2015–     | Adidas         | ZIGGO       |

## Sikerek

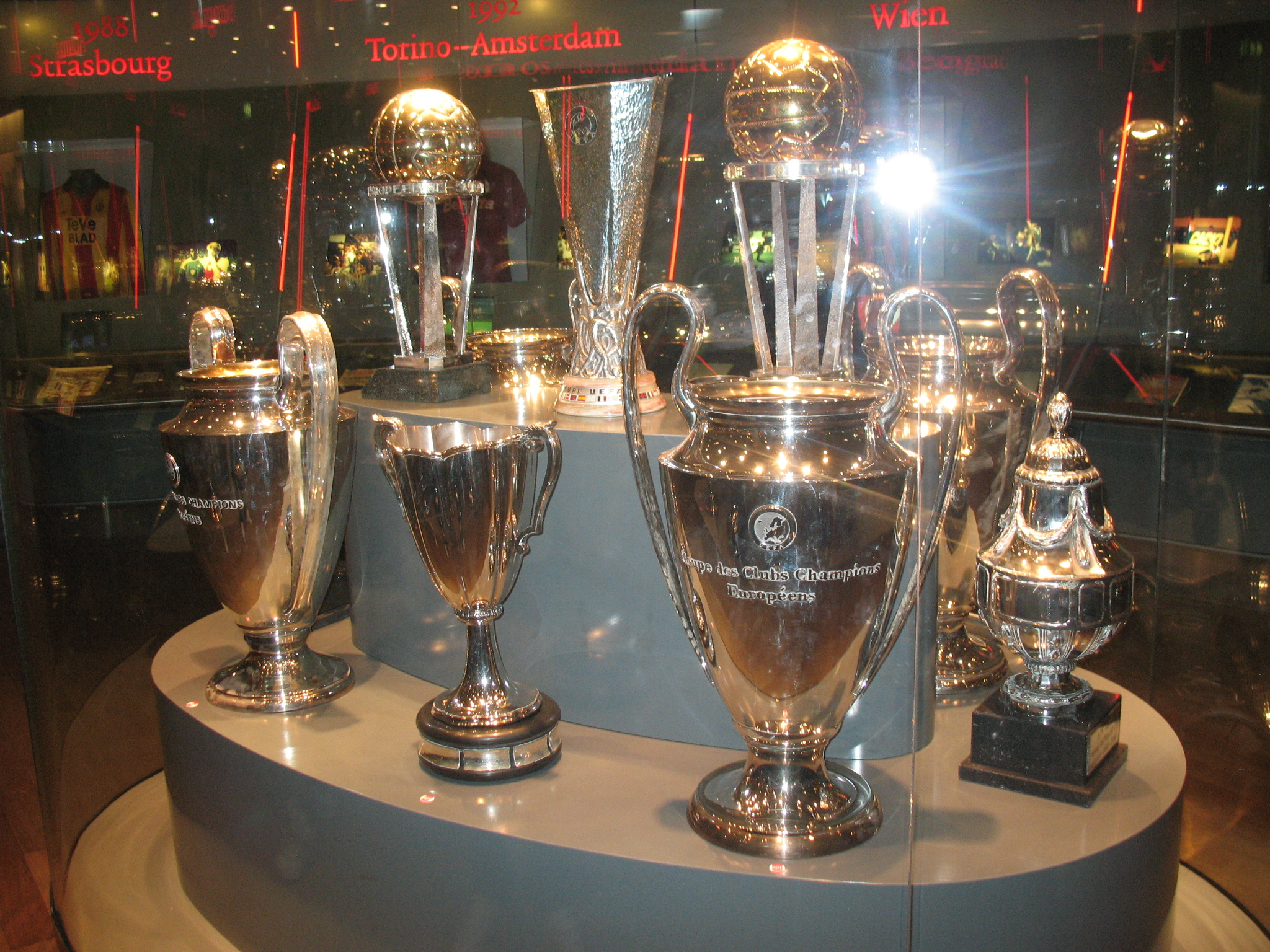
Az elnyert kupák egy része az Amsterdam Arena-beli Ajax-múzeumban

Az AFC Ajax a következő sikereket érte el eddig:

### Legnagyobb sikerek

#### Nemzeti
- 36x Holland Bajnok

1918, 1919, 1931, 1932, 1934, 1937, 1939, 1947, 1957, 1960, 1966, 1967, 1968, 1970, 1972, 1973, 1977, 1979, 1980, 1982, 1983, 1985, 1990, 1994, 1995, 1996, 1998, 2002, 2004, 2011, 2012, 2013, 2014, 2019, 2021, 2022
- 20x Holland Kupagyőztes

1917, 1943, 1961, 1967, 1970, 1971, 1972, 1979, 1983, 1986, 1987, 1993, 1998, 1999, 2002, 2006, 2007, 2010, 2019, 2021
- 9x Holland Szuperkupa győztes

1993, 1994, 1995, 2002, 2005, 2006, 2007, 2013, 2019

#### Nemzetközi
- 4x BEK/BL győztes: 1971, 1972, 1973, 1995
- 1x KEK győztes: 1987
- 1x UEFA-kupa győztes: 1992
- 3x UEFA-szuperkupa győztes: 1972, 1973, 1995
- 2x Interkontinentális kupa győztes: 1972, 1995
- 1x UEFA Intertotó-kupa győztes: 1962

### Kisebb tornagyőzelmek
| Nemzetközi tornák                                |     |                                                            |
| Ajax Amsterdam Paastoernooi                      | 4x  | 1934, 1949, 1950, 1952                                     |
| Amsterdam 700 Toernooi / LG Amsterdam Tournament | 10x | 1978, 1980, 1985, 1987, 1991, 1992, 2001, 2002, 2003, 2004 |
| Jubileum Toernooi in SK Brann Bergen             | 1x  | 1978                                                       |
| Olympiakos Pireus Tournament                     | 1x  | 1988                                                       |
| Indoor Toernooi Parijs-Bercy                     | 1x  | 1989                                                       |
| Nicola Ceravalo Tournament                       | 1x  | 1992                                                       |
| FC Lahti Jalkapallo Tournament                   | 1x  | 1993                                                       |
| Tournoi de Bruxelles du Daring Club              | 1x  | 1935                                                       |
| HCS Voetbal Cup                                  | 1x  | 1990                                                       |
| Brugse Metten                                    | 2x  | 1994, 1997                                                 |
| Trofeo Santiago Bernabéu                         | 1x  | 1992                                                       |
| Trofeo Concepción Arenal                         | 1x  | 1995                                                       |
| Algarve Cup                                      | 1x  | 2003                                                       |
| Alfred Berg Cup                                  | 1x  | 2003                                                       |
| Total Cup                                        | 1x  | 2005                                                       |
| VansDirect Trophy                                | 1x  | 2008                                                       |
| Ted Bates Trophy                                 | 2x  | 2009, 2012                                                 |
| Chippie Polar Cup                                | 1x  | 2010                                                       |
| Eusébio Cup                                      | 1x  | 2014                                                       |
| Nemzeti tornák                                   |     |                                                            |
| Amsterdam Gouden Kruis                           | 5x  | 1906, 1909, 1910, 1911, 1924                               |
| Gouden Meerbeker                                 | 3x  | 1917, 1918, 1919                                           |
| Paastoernooi FC Blauw-Wit                        | 1x  | 1938                                                       |
| Arol Beker                                       | 5x  | 1933, 1934, 1941, 1949, 1951                               |

## Részletes eredmények

### Élvonalbeli bajnoki szereplések

#### A holland élvonal nyugati csoportjában
A holland élvonalban játszó csapatok kezdetben egy nyugati és egy keleti csoportra voltak osztva, majd 1913-ban megalakult a déli, 1916-ban pedig az északi csoport is. A csoportok győztesei rájátszásban vettek részt a bajnoki cím elnyerése érdekében. Az AFC Ajax az 1898 és 1950 közötti időszakban a nyugati csoportban szerepelt, és a következő eredményeket érte el:

| Idény     | Helyezés   | Idény     | Helyezés   | Idény     | Helyezés   | Idény     | Helyezés   |
| --------- | ---------- | --------- | ---------- | --------- | ---------- | --------- | ---------- |
| 1911–1912 | 8. hely    | 1912–1913 | 9. hely    | 1913–1914 | 10. hely   | 1917–1918 | 1. hely*   |
| 1918–1919 | 1. hely*   | 1919–1920 | 5. hely    | 1920–1921 | 1. hely    | 1921–1922 | 3. hely    |
| 1922–1923 | 5. hely    | 1923–1924 | 6. hely**  | 1924–1925 | 3. hely*** | 1925–1926 | 4. hely*** |
| 1926–1927 | 1. hely**  | 1927–1928 | 1. hely**  | 1928–1929 | 8. hely**  | 1929–1930 | 1. hely**  |
| 1930–1931 | 1. hely**  | 1931–1932 | 1. hely**  | 1932–1933 | 2. hely*** | 1933–1934 | 1. hely**  |
| 1934–1935 | 1. hely**  | 1935–1936 | 1. hely**  | 1936–1937 | 1. hely**  | 1937–1938 | 2. hely**  |
| 1938–1939 | 1. hely*** | 1939–1940 | 6. hely**  | 1940–1941 | 2. hely**  | 1941–1942 | 6. hely**  |
| 1942–1943 | 6. hely*** | 1943–1944 | 2. hely*** | 1945–1946 | 1. hely**  | 1946–1947 | 1. hely**  |
| 1947–1948 | 3. hely**  | 1948–1949 | 4. hely**  | 1949–1950 | 1. hely*** |           |            |

Megjegyzés 1: A fenti eredmények nem bajnoki címet, ezüst- vagy bronzérmet, hanem a csoportban elért eredményt jelentik, ezért e helyezéseket jelölik arany, ezüst vagy bronz színek. A kiesést piros szín jelzi.

Megjegyzés 2: Az 1944–45-ös szezonban a bajnokság elmaradt.

* Az élvonal nyugati csoportját további két csoportra osztották (A és B). Az Ajax az A csoportban szerepelt. Mindkét csoportgyőztes részt vett a bajnoki címért folytatott rájátszásban. Ez a felosztás csak két szezonon keresztül volt érvényben. Utána ismét csak egy csoport volt.

** Az élvonal nyugati csoportját további két csoportra osztották (I és II). Az Ajax az I-es csoportban szerepelt. Mindkét csoportgyőztes részt vett a bajnoki címért folytatott rájátszásban.

*** Az élvonal nyugati csoportját további két csoportra osztották (I és II). Az Ajax az II-es csoportban szerepelt. Mindkét csoportgyőztes részt vett a bajnoki címért folytatott rájátszásban.

#### A holland élvonal A és B csoportjában
1950-ben jelentős változásokra került sor. Az 1950–51-es szezonban az élvonal létszámát lecsökkentették, és annak küzdelmeiben öt (A, B, C, D és E), a következő három idényben pedig már csak négy (A, B, C és D) csoport vett részt. A csoportok győztesei ugyancsak rájátszásban vettek részt a bajnoki cím elnyerése érdekében. A korszakalkotó változás 1954-ben történt, amikor létrejött a professzionális labdarúgás Hollandiában.
| Idény     | Helyezés | Idény     | Helyezés  | Idény     | Helyezés   | Idény     | Helyezés   |
| --------- | -------- | --------- | --------- | --------- | ---------- | --------- | ---------- |
| 1950–1951 | 8. hely* | 1951–1952 | 1. hely** | 1952–1953 | 3. hely*** | 1953–1954 | 2. hely*** |

Megjegyzés: A fenti eredmények nem bajnoki címet, ezüst- vagy bronzérmet, hanem a csoportban elért eredményt jelentik, így e helyezéseket nem arany, ezüst vagy bronz színek jelzik.

* Az élvonal öt csoportra lett osztva, az Ajax a B csoportban szerepelt. A csoportgyőztesek részt vettek a bajnoki címért folytatott rájátszásban.

** Az élvonal négy csoportra lett osztva, az Ajax a B csoportban szerepelt. A csoportgyőztesek részt vettek a bajnoki címért folytatott rájátszásban.

*** Az élvonal négy csoportra lett osztva, az Ajax az A csoportban szerepelt. A csoportgyőztesek részt vettek a bajnoki címért folytatott rájátszásban.

#### A bajnoki címért folytatott rájátszásban
A bajnoki címért folytatott rájátszásban az AFC Ajax a következő eredményeket érte el:

| Idény     | Helyezés | Idény     | Helyezés | Idény     | Helyezés | Idény     | Helyezés |
| --------- | -------- | --------- | -------- | --------- | -------- | --------- | -------- |
| 1917–1918 | 1. hely  | 1918–1919 | 1. hely  | 1920–1921 | 3. hely  | 1926–1927 | 3. hely  |
| 1927–1928 | 2. hely  | 1929–1930 | 2. hely  | 1930–1931 | 1. hely  | 1931–1932 | 1. hely  |
| 1933–1934 | 1. hely  | 1934–1935 | 3. hely  | 1935–1936 | 2. hely  | 1936–1937 | 1. hely  |
| 1938–1939 | 1. hely  | 1945–1946 | 2. hely  | 1946–1947 | 1. hely  | 1949–1950 | 4. hely  |
| 1951–1952 | 4. hely  |           |          |           |          |           |          |

#### A holland élvonalban 1954-től
Az 1954–55-ös szezonban létrejött a professzionális labdarúgás Hollandiában. Az első idényben négy, a másodikban már csak két csoport szerepelt. Az 1954–55-ös szezonban a csoportgyőztesek, az 1955–56-osban a második helyezett csapatok is részt vettek a rájátszásban, mivel ekkor már csak két csoport létezett.
Az 1956–57-es idény újabb korszakot nyitott meg, mivel létrejött a ma ismert holland első osztály, az Eredivisie. Ebben az időszakban az AFC Ajax eddig 28, összességében pedig 36 bajnoki címet nyert, amivel a holland bajnokság csúcstartója. 1954 óta a csapat a következő eredményeket érte el:

| Idény     | Helyezés | Idény     | Helyezés    | Idény     | Helyezés | Idény     | Helyezés |
| --------- | -------- | --------- | ----------- | --------- | -------- | --------- | -------- |
| 1954–1955 | 3. hely* | 1955–1956 | 4. hely**   | 1956–1957 | 1. hely  | 1957–1958 | 3. hely  |
| 1958–1959 | 6. hely  | 1959–1960 | 1. hely     | 1960–1961 | 2. hely  | 1961–1962 | 4. hely  |
| 1962–1963 | 2. hely  | 1963–1964 | 5. hely     | 1964–1965 | 13. hely | 1965–1966 | 1. hely  |
| 1966–1967 | 1. hely  | 1967–1968 | 1. hely     | 1968–1969 | 2. hely  | 1969–1970 | 1. hely  |
| 1970–1971 | 2. hely  | 1971–1972 | 1. hely     | 1972–1973 | 1. hely  | 1973–1974 | 3. hely  |
| 1974–1975 | 3. hely  | 1975–1976 | 3. hely     | 1976–1977 | 1. hely  | 1977–1978 | 2. hely  |
| 1978–1979 | 1. hely  | 1979–1980 | 1. hely     | 1980–1981 | 2. hely  | 1981–1982 | 1. hely  |
| 1982–1983 | 1. hely  | 1983–1984 | 3. hely     | 1984–1985 | 1. hely  | 1985–1986 | 2. hely  |
| 1986–1987 | 2. hely  | 1987–1988 | 2. hely     | 1988–1989 | 2. hely  | 1989–1990 | 1. hely  |
| 1990–1991 | 2. hely  | 1991–1992 | 2. hely     | 1992–1993 | 3. hely  | 1993–1994 | 1. hely  |
| 1994–1995 | 1. hely  | 1995–1996 | 1. hely     | 1996–1997 | 4. hely  | 1997–1998 | 1. hely  |
| 1998–1999 | 6. hely  | 1999–2000 | 5. hely     | 2000–2001 | 3. hely  | 2001–2002 | 1. hely  |
| 2002–2003 | 2. hely  | 2003–2004 | 1. hely     | 2004–2005 | 2. hely  | 2005–2006 | 4. hely  |
| 2006–2007 | 2. hely  | 2007–2008 | 2. hely     | 2008–2009 | 3. hely  | 2009–2010 | 2. hely  |
| 2010–2011 | 1. hely  | 2011–2012 | 1. hely     | 2012–2013 | 1. hely  | 2013–2014 | 1. hely  |
| 2014–2015 | 2. hely  | 2015–2016 | 2. hely     | 2016–2017 | 2. hely  | 2017–2018 | 2. hely  |
| 2018–2019 | 1. hely  | 2019–2020 | Törölték*** | 2020–2021 | 1. hely  | 2021–2022 | 1. hely  |
| 2022–2023 | 3. hely  | 2023–2024 | 5. hely     | 2024–2025 | 2. hely  | 2025–2026 |          |

* Ez a 3. hely nem bronzérmet jelent. A bajnokságot négy csoportban játszották, és a csoportgyőztesek rájátszásban vettek részt a bajnoki cím elnyeréséért. Az Ajax a D csoport 3. helyén végzett, így nem került be a rájátszásba.

** A bajnokságot két csoportban játszották. A csoportgyőztesek és a második helyezett csapatok rájátszásban vettek részt a bajnoki cím elnyeréséért. Az Ajax az A csoport 4. helyén végzett, így nem került be a rájátszásba.

*** A 2019/20-as szezont 26 forduló után leállították koronavírus járvány miatt és be sem fejezték. Nem hirdettek sem bajnokot és nem esett ki egy csapat sem. Törölték a szezont.
A holland élvonal örökranglistája (a 2024-25-ös szezon után)
| Helyezés | Klub          | Bajnoki címek száma |
| -------- | ------------- | ------------------- |
| 1.       | AFC Ajax      | 36                  |
| 2.       | PSV Eindhoven | 26                  |
| 3.       | Feyenoord     | 16                  |
| 4.       | HVV Den Haag  | 8                   |

### Szereplések a holland labdarúgókupában
A holland labdarúgókupa jelentős múltra tekint vissza, az első döntőt még a 19. században, 1899-ben rendezték. Az azóta eltelt időszakban az AFC Ajax 19 alkalommal nyerte el ezt a trófeát, amivel jelenleg is csúcstartó. A csapat a következő eredményeket érte el:
Kupadöntők 1899-től 1970-ig
| Döntő éve | Helyezés    | Döntő éve | Helyezés    | Döntő éve | Helyezés    |
| --------- | ----------- | --------- | ----------- | --------- | ----------- |
| 1917      | kupagyőztes | 1943      | kupagyőztes | 1961      | kupagyőztes |
| 1967      | kupagyőztes | 1968      | ezüstérmes  | 1970      | kupagyőztes |

Megjegyzés: A fenti időszakról nem áll rendelkezésre részletes statisztika, így a táblázat csak a döntőben elért eredményeket tartalmazza. A kupa húsz alkalommal elmaradt, vagy nem fejezték be.
Az 1970 után elért eredmények
| Idény     | Helyezés    | Idény     | Helyezés    | Idény     | Helyezés    | Idény     | Helyezés    |
| --------- | ----------- | --------- | ----------- | --------- | ----------- | --------- | ----------- |
| 1970–1971 | kupagyőztes | 1971–1972 | kupagyőztes | 1972–1973 | legjobb 32  | 1973–1974 | elődöntő    |
| 1974–1975 | legjobb 16  | 1975–1976 | legjobb 8   | 1976–1977 | legjobb 32  | 1977–1978 | ezüstérmes  |
| 1978–1979 | kupagyőztes | 1979–1980 | ezüstérmes  | 1980–1981 | ezüstérmes  | 1981–1982 | legjobb 16  |
| 1982–1983 | kupagyőztes | 1983–1984 | legjobb 16  | 1984–1985 | legjobb 16  | 1985–1986 | kupagyőztes |
| 1986–1987 | kupagyőztes | 1987–1988 | legjobb 32  | 1988–1989 | legjobb 8   | 1989–1990 | elődöntő    |
| 1990–1991 | legjobb 8   | 1991–1992 | legjobb 8   | 1992–1993 | kupagyőztes | 1993–1994 | elődöntő    |
| 1994–1995 | legjobb 8   | 1995–1996 | legjobb 16  | 1996–1997 | legjobb 32  | 1997–1998 | kupagyőztes |
| 1998–1999 | kupagyőztes | 1999–2000 | legjobb 16  | 2000–2001 | legjobb 16  | 2001–2002 | kupagyőztes |
| 2002–2003 | elődöntő    | 2003–2004 | legjobb 16  | 2004–2005 | elődöntő    | 2005–2006 | kupagyőztes |
| 2006–2007 | kupagyőztes | 2007–2008 | legjobb 16  | 2008–2009 | legjobb 32  | 2009–2010 | kupagyőztes |
| 2010–2011 | ezüstérmes  | 2011–2012 | legjobb 16  | 2012–2013 | elődöntő    | 2013–2014 | ezüstérmes  |
| 2014–2015 | legjobb 16  | 2015–2016 | legjobb 32  | 2016–2017 | legjobb 16  | 2017–2018 | legjobb 16  |
| 2018–2019 | kupagyőztes | 2019–2020 | elődöntő    | 2020–2021 | kupagyőztes | 2021–2022 | ezüstérmes  |
| 2022–2023 | ezüstérmes  | 2023–2024 | legjobb 32  | 2024–2025 | legjobb 16  | 2025–2026 |             |

A holland labdarúgókupa örökranglistája (2025-ös döntő után)
| Helyezés | Klub          | Győzelmek száma | Döntők száma |
| -------- | ------------- | --------------- | ------------ |
| 1.       | AFC Ajax      | 20              | 28           |
| 2.       | Feyenoord     | 14              | 18           |
| 3.       | PSV Eindhoven | 11              | 19           |
| 4.       | AZ Alkmaar    | 4               | 8            |

### Szereplések a holland labdarúgó-szuperkupában
A holland labdarúgó-szuperkupa első döntőjét 1949. június 25-én rendezték meg, a következő összecsapásra azonban csak 1991-ben került sor. Az AFC Ajax eddig 9 alkalommal nyerte el ezt a trófeát, amivel jelenleg a második legeredményesebb holland klub. Eddig összesen 18 döntőn vett részt az Ajax és ebben is a második helyen állnak jelenleg. A csapat a következő eredményeket érte el:
| Döntő éve | Helyezés    | Döntő éve | Helyezés    | Döntő éve | Helyezés    | Döntő éve | Helyezés   |
| --------- | ----------- | --------- | ----------- | --------- | ----------- | --------- | ---------- |
| 1993      | kupagyőztes | 1994      | kupagyőztes | 1995      | kupagyőztes | 1996      | ezüstérmes |
| 1998      | ezüstérmes  | 1999      | ezüstérmes  | 2002      | kupagyőztes | 2004      | ezüstérmes |
| 2005      | kupagyőztes | 2006      | kupagyőztes | 2007      | kupagyőztes | 2010      | ezüstérmes |
| 2011      | ezüstérmes  | 2012      | ezüstérmes  | 2013      | kupagyőztes | 2014      | ezüstérmes |
| 2019      | kupagyőztes | 2021      | ezüstérmes  | 2022      | ezüstérmes  |           |            |

Örökranglista (2024-es döntő után)
| Helyezés | Klub          | Győzelmek száma | Döntők száma |
| -------- | ------------- | --------------- | ------------ |
| 1.       | PSV Eindhoven | 14              | 22           |
| 2.       | AFC Ajax      | 9               | 19           |
| 3.       | Feyenoord     | 5               | 12           |

### Nemzetközi szereplések

#### Bajnokcsapatok Európa-kupája és UEFA-bajnokok ligája
A kupasorozat az 1955–56-os szezonban kezdődött, és az 1991–92-es kiírásig bajnokcsapatok Európa-kupája néven futott. Az 1992–93-as szezonban a sorozat nevét Bajnokok Ligájára változtatták. Ezt kupát az AFC Ajax négy alkalommal nyerte el (1970–71, 1971–72, 1972–73, 1994–95), és ezzel a hatodik helyen áll jelenleg az örökranglistán.
- BAJNOKCSAPATOK EURÓPA-KUPÁJA

| Idény     | Helyezés     | Idény     | Helyezés        | Idény     | Helyezés        | Idény     | Helyezés     |
| --------- | ------------ | --------- | --------------- | --------- | --------------- | --------- | ------------ |
| 1955–1956 | nem indult   | 1956–1957 | nem indult      | 1957–1958 | negyeddöntő     | 1958–1959 | nem indult   |
| 1959–1960 | nem indult   | 1960–1961 | selejtezőkör    | 1961–1962 | nem indult      | 1962–1963 | nem indult   |
| 1963–1964 | nem indult   | 1964–1965 | nem indult      | 1965–1966 | nem indult      | 1966–1967 | negyeddöntő  |
| 1967–1968 | első forduló | 1968–1969 | ezüstérmes      | 1969–1970 | nem indult      | 1970–1971 | kupagyőztes  |
| 1971–1972 | kupagyőztes  | 1972–1973 | kupagyőztes     | 1973–1974 | második forduló | 1974–1975 | nem indult   |
| 1975–1976 | nem indult   | 1976–1977 | nem indult      | 1977–1978 | negyeddöntő     | 1978–1979 | nem indult   |
| 1979–1980 | Elődöntő     | 1980–1981 | második forduló | 1981–1982 | nem indult      | 1982–1983 | első forduló |
| 1983–1984 | első forduló | 1984–1985 | nem indult      | 1985–1986 | első forduló    | 1986–1987 | nem indult   |
| 1987–1988 | nem indult   | 1988–1989 | nem indult      | 1989–1990 | nem indult      | 1990–1991 | nem indult   |
| 1991–1992 | nem indult   |           |                 |           |                 |           |              |

- BAJNOKOK LIGÁJA

| Idény     | Helyezés   | Idény     | Helyezés        | Idény     | Helyezés        | Idény     | Helyezés        |
| --------- | ---------- | --------- | --------------- | --------- | --------------- | --------- | --------------- |
| 1992–1993 | nem indult | 1993–1994 | nem indult      | 1994–1995 | kupagyőztes     | 1995–1996 | ezüstérmes      |
| 1996–1997 | Elődöntő   | 1997–1998 | nem indult      | 1998–1999 | csoportkör      | 1999–2000 | nem indult      |
| 2000–2001 | nem indult | 2001–2002 | 3. selejtezőkör | 2002–2003 | negyeddöntő     | 2003–2004 | csoportkör      |
| 2004–2005 | csoportkör | 2005–2006 | nyolcaddöntő    | 2006–2007 | 3. selejtezőkör | 2007–2008 | 3. selejtezőkör |
| 2008–2009 | nem indult | 2009–2010 | nem indult      | 2010–2011 | csoportkör      | 2011–2012 | csoportkör      |
| 2012–2013 | csoportkör | 2013–2014 | csoportkör      | 2014–2015 | csoportkör      | 2015–2016 | 3. selejtezőkör |
| 2016–2017 | Rájátszás  | 2017–2018 | 3. selejtezőkör | 2018–2019 | Elődöntő        | 2019–2020 | csoportkör      |
| 2020–2021 | csoportkör | 2021–2022 | nyolcaddöntő    | 2022–2023 | csoportkör      | 2023–2024 | nem indult      |

- BAJNOKOK LIGÁJA (svájci rendszer)

A 2024-25-ös szezontól újraszervezte az UEFA az európai kupasorozatokat és az ún. svájci rendszerben kerülnek megrendezésre ezek után. A csoportköröket megszüntették és egy összesített tabella alapján dőlnek el a továbbjutók sorsai. Ezek után akik az alapszakaszból nem jutnak tovább, nem folytathatják tavasszal egy másik sorozatban. 
| Idény     | Helyezés   | Idény     | Helyezés | Idény     | Helyezés | Idény     | Helyezés |
| --------- | ---------- | --------- | -------- | --------- | -------- | --------- | -------- |
| 2024–2025 | nem indult | 2025–2026 |          | 2026–2027 |          | 2027–2028 |          |

Örökranglista (2025-ös döntő után)
| Helyezés | Klub           | Győzelmek száma |
| -------- | -------------- | --------------- |
| 1.       | Real Madrid    | 15              |
| 2.       | AC Milan       | 7               |
| 3.       | Liverpool      | 6               |
| 3.       | Bayern München | 6               |
| 5.       | FC Barcelona   | 5               |
| 6.       | AFC Ajax       | 4               |

#### Vásárvárosok kupája, UEFA-kupa és Európa-liga
A mai Európa-liga elődjének, a Vásárvárosok kupájának első szezonja 1955-ben kezdődött és 1958-ig tartott. Ez a kupa 1971-ben megszűnt, és szerepét az UEFA-kupa vette át, amelyet a 2009–10-es szezon óta – új szervezésben – Európa-liga néven rendeznek meg. Az AFC Ajax egy alkalommal, az 1991–92-es szezonban nyerte el a kupát.
| Idény     | Helyezés         | Idény     | Helyezés         | Idény     | Helyezés        | Idény     | Helyezés         |
| --------- | ---------------- | --------- | ---------------- | --------- | --------------- | --------- | ---------------- |
| 1955–1958 | nem indult       | 1958–1960 | nem indult       | 1960–1961 | nem indult      | 1961–1962 | nem indult       |
| 1962–1963 | nem indult       | 1963–1964 | nem indult       | 1964–1965 | nem indult      | 1965–1966 | nem indult       |
| 1966–1967 | nem indult       | 1967–1968 | nem indult       | 1968–1969 | nem indult      | 1969–1970 | elődöntő         |
| 1970–1971 | nem indult       | 1971–1972 | nem indult       | 1972–1973 | nem indult      | 1973–1974 | nem indult       |
| 1974–1975 | harmadik forduló | 1975–1976 | harmadik forduló | 1976–1977 | első forduló    | 1977–1978 | nem indult       |
| 1978–1979 | harmadik forduló | 1979–1980 | nem indult       | 1980–1981 | nem indult      | 1981–1982 | nem indult       |
| 1982–1983 | nem indult       | 1983–1984 | nem indult       | 1984–1985 | második forduló | 1985–1986 | nem indult       |
| 1986–1987 | nem indult       | 1987–1988 | nem indult       | 1988–1989 | első forduló    | 1989–1990 | első forduló     |
| 1990–1991 | nem indult       | 1991–1992 | kupagyőztes      | 1992–1993 | negyeddöntő     | 1993–1994 | nem indult       |
| 1994–1995 | nem indult       | 1995–1996 | nem indult       | 1996–1997 | nem indult      | 1997–1998 | negyeddöntő      |
| 1998–1999 | nem indult       | 1999–2000 | harmadik forduló | 2000–2001 | második forduló | 2001–2002 | második forduló  |
| 2002–2003 | nem indult       | 2003–2004 | nem indult       | 2004–2005 | legjobb 32      | 2005–2006 | nem indult       |
| 2006–2007 | legjobb 32       | 2007–2008 | első forduló     | 2008–2009 | nyolcaddöntő    | 2009–2010 | tizenhatos döntő |
| 2010–2011 | nyolcaddöntő     | 2011–2012 | legjobb 32       | 2012–2013 | legjobb 32      | 2013–2014 | legjobb 32       |
| 2014–2015 | nyolcaddöntő     | 2015–2016 | csoportkör       | 2016–2017 | ezüstérmes      | 2017–2018 | Rájátszás        |
| 2018–2019 | nem indult       | 2019–2020 | legjobb 32       | 2020–2021 | negyeddöntő     | 2021–2022 | nem indult       |
| 2022–2023 | 16-os döntő      | 2023–2024 | csoportkör       |           |                 |           |                  |

- Európa Liga (svájci rendszer)

A 2024-25-ös szezontól újraszervezte az UEFA az európai kupasorozatokat és az ún. svájci rendszerben kerülnek megrendezésre ezek után. A csoportköröket megszüntették és egy összesített tabella alapján dőlnek el a továbbjutók sorsai. Ezek után akik az alapszakaszból nem jutnak tovább, nem folytathatják tavasszal egy másik sorozatban. 
| Idény     | Helyezés     | Idény     | Helyezés | Idény     | Helyezés | Idény     | Helyezés |
| --------- | ------------ | --------- | -------- | --------- | -------- | --------- | -------- |
| 2024–2025 | nyolcaddöntő | 2025–2026 |          | 2026–2027 |          | 2027–2028 |          |

Örökranglista (2025-ös döntő után)

| Helyezés | Klub              | Győzelmek száma |
| -------- | ----------------- | --------------- |
| 1.       | FC Sevilla        | 7               |
| 2.       | Juventus FC       | 3               |
| 2.       | FC Internazionale | 3               |
| 2.       | Liverpool FC      | 3               |
| 2.       | FC Barcelona      | 3               |
| 2.       | Valencia CF       | 3               |
| 2.       | Atlético Madrid   | 3               |
| …        |                   |                 |
| 17.      | AFC Ajax          | 1               |

#### Konferencia Liga
Az UEFA a 2021-22-es szezonban elindította a harmadik számú kupasorozatot, a Konferencia Ligát, amit a 2024-25-ös szezontól szintén átalakítottak és svájci-rendszerben rendezik meg.
| Idény     | Helyezés     | Idény     | Helyezés     | Idény     | Helyezés     | Idény     | Helyezés     |
| --------- | ------------ | --------- | ------------ | --------- | ------------ | --------- | ------------ |
| 2021–2022 | nem indultak | 2022–2023 | nem indultak | 2023–2024 | Nyolcaddöntő | 2024–2025 | nem indultak |

Örökranglista (2025-ös döntő után)

| Helyezés | Klub            | Győzelmek száma |
| -------- | --------------- | --------------- |
| 1.       | AS Roma         | 1               |
| 1.       | West Ham United | 1               |
| 1.       | Olimpiakosz     | 1               |
| 1.       | Chelsea         | 1               |

#### Kupagyőztesek Európa-kupája
A kupagyőztesek Európa-kupája az 1960–1961-es szezonban indult el, és az UEFA az 1998–1999-es szezon végén megszüntette. A kupában az európai bajnokságok kupagyőztesei indultak el. Az Ajax öt alkalommal indult el a tornán, és az 1986–1987-es szezonban megnyerte a német Lokomotive Liepzig elleni döntőt.
| Idény     | Helyezés   | Idény     | Helyezés     | Idény     | Helyezés   | Idény     | Helyezés   |
| --------- | ---------- | --------- | ------------ | --------- | ---------- | --------- | ---------- |
| 1960–1961 | nem indult | 1961–1962 | első forduló | 1962–1963 | nem indult | 1963–1964 | nem indult |
| 1964–1965 | nem indult | 1965–1966 | nem indult   | 1966–1967 | nem indult | 1967–1968 | nem indult |
| 1968–1969 | nem indult | 1969–1970 | nem indult   | 1970–1971 | nem indult | 1971–1972 | nem indult |
| 1972–1973 | nem indult | 1973–1974 | nem indult   | 1974–1975 | nem indult | 1975–1976 | nem indult |
| 1976–1977 | nem indult | 1977–1978 | nem indult   | 1978–1979 | nem indult | 1979–1980 | nem indult |
| 1980–1981 | nem indult | 1981–1982 | első forduló | 1982–1983 | nem indult | 1983–1984 | nem indult |
| 1984–1985 | nem indult | 1985–1986 | nem indult   | 1986–1987 | 1. hely    | 1987–1988 | 2. hely    |
| 1988–1989 | nem indult | 1989–1990 | nem indult   | 1990–1991 | nem indult | 1991–1992 | nem indult |
| 1992–1993 | nem indult | 1993–1994 | negyeddöntő  | 1994–1995 | nem indult | 1995–1996 | nem indult |
| 1996–1997 | nem indult | 1997–1998 | nem indult   | 1998–1999 | nem indult |           |            |

Örökranglista

| Helyezés | Klub           | Győzelmek száma |
| -------- | -------------- | --------------- |
| 1.       | FC Barcelona   | 4               |
| 2.       | RSC Anderlecht | 2               |
| 2.       | Chelsea FC     | 2               |
| 2.       | AC Milan       | 2               |
| 2.       | Dinamo Kijev   | 2               |
| 6.       | AFC Ajax       | 1               |

#### Interkontinentális kupa
Az interkontinentális kupát 1960-tól rendezik meg. Az európai bajnokok ligája és a dél-amerikai Libertadores kupa győztes csapatai küzdenek meg érte. 1979-ig két mérkőzésen (oda-visszavágó) dőlt el a kupa sorsa. Ezt követően már csak egy mérkőzésből állt a döntő, amit a Tokiói Nemzeti Stadionban játszották le. A kupát 2004-ben a FIFA-klubvilágbajnokság váltotta fel. Az Ajax két döntőben szerepelt (mindkettőt megnyerte), pedig négy döntőre volt jogosult, ám kettőn a dél-amerikai csapatok durva játéka miatt nem vett részt.
| Idény     | Helyezés    | Idény     | Helyezés | Idény     | Helyezés    | Idény     | Helyezés |
| --------- | ----------- | --------- | -------- | --------- | ----------- | --------- | -------- |
| 1970–1971 | nem indult* | 1971–1972 | 1. hely  | 1972–1973 | nem indult* | 1994–1995 | 1. hely  |

* Az 1970–71-es és 1972–73-as kiírásban nem a BEK-győztes Ajax játszott a döntőben, mivel nem akarták kockáztatni a játékosaik épségét a dél-amerikai csapatok durvasága miatt. Az Ajax helyett az ezüstérmesek, a Panathinaikosz, illetve a Juventus lépett pályára.
Örökranglista** (2023-as döntő után)

| Helyezés | Klub              | Győzelmek száma |
| -------- | ----------------- | --------------- |
| 1.       | Real Madrid CF    | 8               |
| 2.       | AC Milan          | 4               |
| 2.       | FC Bayern München | 4               |
| 3.       | FC Internazionale | 3               |
| 3.       | FC Barcelona      | 3               |
| 4.       | AFC Ajax          | 2               |
| 4.       | Juventus FC       | 2               |
| 4.       | Manchester Utd.   | 2               |
| 4.       | FC Porto          | 2               |

** A listán csak az európai labdarúgócsapatok szerepelnek.

#### Európai Szuperkupa
Az UEFA-szuperkupa Anton Witkamp, a holland De Telegraaf újság riportere és későbbi sportszerkesztője javaslatára jött létre 1972-ben, a BL- és a KEK-győztesek összecsapására. A KEK megszűnése után az UEFA-kupa, majd az Európa-liga vette át a helyét. 1998-ig oda-visszavágós volt a döntő rendszere, utána már csak egy mérkőzésen dőlt el a kupagyőzelem Monacóban. Az első két döntőt az AFC Ajax csapata nyerte meg, bár az első döntő még nem volt teljesen hivatalos.
| Idény | Helyezés | Idény | Helyezés | Idény | Helyezés   | Idény | Helyezés |
| ----- | -------- | ----- | -------- | ----- | ---------- | ----- | -------- |
| 1972  | 1. hely  | 1973  | 1. hely  | 1987  | ezüstérmes | 1995  | 1. hely  |

Örökranglista (2024-es döntő után)
| Helyezés | Klub            | Győzelmek száma |
| -------- | --------------- | --------------- |
| 1.       | Real Madrid     | 6               |
| 2.       | AC Milan        | 5               |
| 2.       | FC Barcelona    | 5               |
| 3.       | Liverpool       | 4               |
| 4.       | AFC Ajax        | 3               |
| 4.       | Atlético Madrid | 3               |

#### Intertotó-kupa
Az Intertotó-kupát az 1961–62-es szezonban rendezték meg először, és első győztese az AFC Ajax volt. A nyaranta megrendezett labdarúgótornán olyan európai csapatok vettek részt, akiknek nem volt joguk indulni sem a Bajnokok ligájában, sem az UEFA-kupában. A torna 2008-ban szűnt meg.
| Idény     | Helyezés | Idény     | Helyezés   | Idény     | Helyezés   | Idény     | Helyezés   |
| --------- | -------- | --------- | ---------- | --------- | ---------- | --------- | ---------- |
| 1961–1962 | 1. hely  | 1962-1963 | Csoportkör | 1963-1964 | Csoportkör | 1968-1969 | Csoportkör |

## Játékoskeret

### A jelenlegi – 2025/2026-os – keret
Véget ért a 2024/25-ös szezon
| Mez           | Név                          | Pozíció   | Bajnokság | Bajnokság | Kupa | Kupa | Európa | Európa | Egyéb * | Egyéb * | ÖSSZESEN | ÖSSZESEN | Szerződés vége | Szezon | Előző klub         | Debütálás tétmérkőzésen | Debütálás tétmérkőzésen    | Debütálás tétmérkőzésen |
| Mez           | Név                          | Pozíció   | M.        | Gk.       | M.   | Gk.  | M.     | Gk.    | M.      | Gk.     | M.       | Gk.      | Szerződés vége | Szezon | Előző klub         | Dátum                   | Első tétmérkőzés           | Mérkőzés tipusa         |
| ------------- | ---------------------------- | --------- | --------- | --------- | ---- | ---- | ------ | ------ | ------- | ------- | -------- | -------- | -------------- | ------ | ------------------ | ----------------------- | -------------------------- | ----------------------- |
|               |                              |           |           |           |      |      |        |        |         |         |          |          |                |        |                    |                         |                            |                         |
| KAPUSOK       |                              |           |           |           |      |      |        |        |         |         |          |          |                |        |                    |                         |                            |                         |
| 1             | Vítězslav Jaroš (kölcsönben) | K         | 0         | 0         | 0    | 0    | 0      | 0      | 0       | 0       | 0        | 0        | 2026           | 1.     | Liverpool FC       |                         |                            |                         |
| 12            | Jay Gorter                   | K         | 9         | 0         | 1    | 0    | 5      | 0      | 1       | 0       | 16       | 0        | 2026           | 5.     | Go Ahead Eagles    | 2022. jan. 20.          | Ajax – Excelsior 9:0       | Holland-kupa            |
| 22            | Remko Pasveer                | K         | 59        | 0         | 4    | 0    | 29     | 0      | 1       | 0       | 93       | 0        | 2026           | 5.     | Vitesse Arnhem     | 2021. aug. 7.           | Ajax – PSV Eindhoven 0:4   | Szuperkupa              |
| VÉDŐK         |                              |           |           |           |      |      |        |        |         |         |          |          |                |        |                    |                         |                            |                         |
| 2             | Lucas Rosa                   | JH / BH   | 5         | 0         | 0    | 0    | 3      | 0      | 0       | 0       | 8        | 0        | 2029           | 2.     | Real Valladolid CF | 2025. febr. 13.         | Royal Union – Ajax 0:2     | Európa Liga             |
| 3             | Anton Gaaei                  | JH        | 50        | 4         | 2    | 0    | 22     | 0      | 0       | 0       | 74       | 4        | 2028           | 3.     | Viborg FF          | 2023. szept. 3.         | Fortuna Sittard – Ajax 0:0 | Eredivisie              |
| 4             | Jorrel Hato                  | KH / BH   | 75        | 3         | 7    | 0    | 29     | 1      | 0       | 0       | 111      | 4        | 2028           | 4.     | Fiatalcsapat       | 2023. jan. 11.          | FC Den Bosch – Ajax 0:2    | Holland-kupa            |
| 5             | Owen Wijndal                 | BH        | 32        | 0         | 4    | 0    | 8      | 0      | 1       | 0       | 45       | 0        | 2027           | 4.     | AZ Alkmaar         | 2022. júl. 30.          | Ajax – PSV Eindhoven 3:5   | Szuperkupa              |
| 13            | Ahmetcan Kaplan              | KH        | 20        | 0         | 1    | 0    | 4      | 0      | 0       | 0       | 25       | 0        | 2027           | 3.     | Trabzonspor        | 2024. febr. 25.         | AZ Alkmaar – Ajax 2:0      | Eredivisie              |
| 15            | Youri Baas                   | KH        | 29        | 1         | 2    | 0    | 18     | 0      | 0       | 0       | 49       | 1        | 2028           | 3.     | NEC Nijmegen       | 2022. aug. 28.          | FC Utrecht – Ajax 0:2      | Eredivisie              |
| 36            | Dies Janse                   | KH        | 6         | 0         | 0    | 0    | 0      | 0      | 0       | 0       | 6        | 0        | 2029           | 2.     | Fiatalcsapat       | 2024. aug. 11.          | Ajax – SC Heerenveen 1:0   | Eredivisie              |
| 37            | Josip Šutalo                 | KH        | 52        | 3         | 1    | 0    | 24     | 1      | 0       | 0       | 77       | 4        | 2028           | 3.     | GNK Dinamo Zagreb  | 2023. szept. 3.         | Fortuna Sittard – Ajax 0:0 | Eredivisie              |
| KÖZÉPPÁLYÁSOK |                              |           |           |           |      |      |        |        |         |         |          |          |                |        |                    |                         |                            |                         |
| 6             | Jordan Henderson             | VKP       | 37        | 1         | 2    | 0    | 18     | 0      | 0       | 0       | 57       | 1        | 2026           | 3.     | Al Ettifaq         | 2024. febr. 3.          | Ajax – PSV Eindhoven 1:1   | Eredivisie              |
| 8             | Kenneth Taylor               | TKP       | 115       | 23        | 9    | 2    | 40     | 9      | 1       | 0       | 165      | 34       | 2027           | 6.     | Fiatalcsapat       | 2020. dec. 31.          | Ajax – PEC Zwolle 4:0      | Eredivisie              |
| 18            | Davy Klaassen                | TKP       | 252       | 82        | 24   | 3    | 76     | 16     | 4       | 0       | 356      | 101      | 2027           | 12.    | Internazionale     | 2011. nov. 22.          | Olympique Lyon – Ajax 0:0  | Bajnokok Ligája         |
| 21            | Branco van den Boomen        | VKP       | 33        | 2         | 1    | 0    | 21     | 3      | 0       | 0       | 55       | 5        | 2027           | 3.     | Toulouse FC        | 2023. aug. 12.          | Ajax – Heracles 4:1        | Eredivisie              |
| 23            | Steven Berghuis              | TKP / SZT | 108       | 24        | 10   | 1    | 39     | 8      | 2       | 0       | 159      | 33       | 2027           | 5.     | Feyenoord          | 2021. aug. 7.           | Ajax – PSV Eindhoven 0:4   | Szuperkupa              |
| 28            | Kian Fitz-Jim                | TKP       | 31        | 2         | 4    | 0    | 15     | 4      | 0       | 0       | 50       | 6        | 2027           | 4.     | Fiatalcsapat       | 2023. jan. 8.           | NEC Nijmegen – Ajax 1:1    | Eredivisie              |
| 31            | Jorthy Mokio                 | VKP       | 11        | 1         | 0    | 0    | 7      | 1      | 0       | 0       | 18       | 2        | 2028           | 2.     | KAA Gent           | 2024. aug. 29.          | Ajax – Jagiellonia 3:0     | Európa Liga             |
| 39            | Rayane Bounida               | TKP       | 1         | 0         | 0    | 0    | 0      | 0      | 0       | 0       | 1        | 0        | 2028           | 2.     | Fiatalcsapat       | 2025. febr. 16.         | Ajax – Heracles 4:0        | Eredivisie              |
| 44            | Youri Regeer                 | VKP       | 10        | 1         | 2    | 1    | 0      | 0      | 0       | 0       | 12       | 2        | 2029           | 4.     | FC Twente          | 2021. dec. 15.          | Ajax – BVV Barendrecht 4:0 | Holland-kupa            |
| 63            | Sean Steur                   | TKP / VKP | 1         | 0         | 0    | 0    | 0      | 0      | 0       | 0       | 1        | 0        | 2027           | 2.     | Fiatalcsapat       | 2025. febr. 16.         | Ajax – Heracles 4:0        | Eredivisie              |
| TÁMADÓK       |                              |           |           |           |      |      |        |        |         |         |          |          |                |        |                    |                         |                            |                         |
| 9             | Brian Brobbey                | KCS       | 116       | 45        | 8    | 2    | 39     | 9      | 1       | 0       | 164      | 56       | 2027           | 6.     | RB Leipzig         | 2020. okt. 31.          | Ajax – Fortuna Sittard 5:2 | Eredivisie              |
| 11            | Mika Godts                   | SZT / TKP | 45        | 4         | 3    | 0    | 19     | 4      | 0       | 0       | 67       | 8        | 2029           | 4.     | Fiatalcsapat       | 2023. ápr. 9.           | Ajax – Fortuna Sittard 4:0 | Eredivisie              |
| 17            | Oliver Edvardsen             | SZT       | 11        | 4         | 0    | 0    | 4      | 0      | 0       | 0       | 15       | 4        | 2028           | 2.     | Go Ahead Eagles    | 2025. febr. 9.          | Fortuna Sittard – Ajax 0:2 | Eredivisie              |
| 20            | Bertrand Traoré              | SZT       | 56        | 15        | 2    | 0    | 30     | 7      | 0       | 0       | 88       | 23       | 2026           | 3.     | Villarreal CF      | 2016. aug. 13.          | Ajax – Roda Kerkrade 2:2   | Eredivisie              |
| 25            | Wout Weghorst                | KCS       | 24        | 10        | 2    | 0    | 5      | 1      | 0       | 0       | 31       | 11       | 2026           | 2.     | Burnley FC         | 2024. szept. 18.        | Ajax – Fortuna Sittard 5:0 | Eredivisie              |
| 29            | Christian Rasmussen          | SZT       | 12        | 1         | 2    | 0    | 11     | 1      | 0       | 0       | 25       | 2        | 2027           | 3.     | Fiatalcsapat       | 2023. jan. 8.           | NEC Nijmegen – Ajax 1:1    | Eredivisie              |
| 59            | Don-Angelo Konadu            | KCS       | 3         | 0         | 0    | 0    | 2      | 0      | 0       | 0       | 5        | 0        | 2028           | 2.     | Fiatalcsapat       | 2025. febr. 23.         | Ajax – Go Ahead Eagles 2:0 | Eredivisie              |

RÖVIDÍTÉSEK 

K = kapus

KH = középhátvéd / JH = jobbhátvéd / BH = balhátvéd

VKP = védekező középpályás / TKP = támadó középpályás

SZT = szélső támadó / KCS = középcsatár

Az EGYÉB oszlopba a Holland-szuperkupa és a bajnoki play-off tartozik
A SZEZONOK oszlopban azt tüntetjük fel, hogy melyik játékos hány szezonban lépett már pályára a csapatban

### Kölcsönszerződéses játékosok
A 2025. július 06-i állapot szerint:
| KÖLCSÖNBE ÉRKEZETT JÁTÉKOSOK | KÖLCSÖNBE ÉRKEZETT JÁTÉKOSOK | KÖLCSÖNBE ÉRKEZETT JÁTÉKOSOK | KÖLCSÖNBE ÉRKEZETT JÁTÉKOSOK | KÖLCSÖNBE ÉRKEZETT JÁTÉKOSOK |
| Játékos neve                 | Pozíció                      | Eredeti klub                 | Kölcsönidőszak vége          |                              |
| ---------------------------- | ---------------------------- | ---------------------------- | ---------------------------- | ---------------------------- |
| Vítězslav Jaroš              | kapus                        | Liverpool FC                 | 2026 június 30.              |                              |

| KÖLCSÖNBE ADOTT JÁTÉKOSOK | KÖLCSÖNBE ADOTT JÁTÉKOSOK | KÖLCSÖNBE ADOTT JÁTÉKOSOK | KÖLCSÖNBE ADOTT JÁTÉKOSOK |
| Játékos neve              | Pozíció                   | Jelenlegi klub            | Kölcsönidőszak vége       |
| ------------------------- | ------------------------- | ------------------------- | ------------------------- |
| Gastón Ávila              | hátvéd                    | Fortaleza EC              | 2026 január 1.            |
| Julian Rijkhoff           | csatár                    | Almere City FC            | 2026 június 30.           |

### Utóbbi években érkező és távozó játékosok
2025. február 05-i állapot:
A lista időrendi sorrendben van elhelyezve, mindig a legfrissebb van legelöl. A táblázatban található összegek bónuszmentesek és euróban vannak megadva.
| Játékos neve          | Pozíció     | Évszámok  | Előző csapat        | Összeg          |
| --------------------- | ----------- | --------- | ------------------- | --------------- |
|                       |             |           |                     |                 |
| Lucas Rosa            | hátvéd      | 2025      | Real Valladolid CF  | 3 millió        |
| Oliver Edvardsen      | támadó      | 2025      | Go Ahead Eagles     | 3 millió        |
| Youri Regeer          | középpályás | 2025      | FC Twente           | 4,5 millió      |
| Wout Weghorst         | csatár      | 2024      | Burnley FC          | 2,38 millió     |
| Davy Klaassen         | középpályás | 2024      | szabadon igazolható | ingyen          |
| Bertrand Traoré       | támadó      | 2024      | Villarreal CF       | ingyen          |
| Jorthy Mokio          | középpályás | 2024      | KAA Gent            | ingyen          |
| Jordan Henderson      | középpályás | 2024      | Al Ettifaq          | ingyen          |
| Borna Sosa            | hátvéd      | 2023      | VfB Stuttgart       | 8 millió        |
| Sivert Mannsverk      | középpályás | 2023      | Molde FC            | 6 millió *      |
| Georges Mikautadze    | támadó      | 2023      | FC Metz             | 16 millió *     |
| Gastón Ávila          | hátvéd      | 2023      | Royal Antwerp FC    | 12,5 millió *   |
| Josip Šutalo          | hátvéd      | 2023      | GNK Dinamo Zagreb   | 20,5 millió *   |
| Chuba Akpom           | támadó      | 2023      | Middlesbrough FC    | 12,3 millió *   |
| Anton Gaaei           | védő        | 2023      | Viborg FF           | 4,5 millió *    |
| Jakov Medič           | védő        | 2023      | FC St. Pauli        | 3 millió        |
| Diant Ramaj           | kapus       | 2023      | Eintracht Frankfurt | 8 millió *      |
| Carlos Forgs Borges   | támadó      | 2023      | Manchester City     | 14 millió *     |
| Branco van den Boomen | középpályás | 2023      | Toulouse FC         | ingyen          |
| Benjamin Tahirović    | középpályás | 2023      | AS Roma             | 7,5 millió      |
| Gerónimo Rulli        | kapus       | 2023      | Villarreal CF       | 8 millió *      |
| ÖSSZESEN:             | ÖSSZESEN:   | ÖSSZESEN: | ÖSSZESEN:           | 133,18 millió € |

| Játékos neve        | Pozíció     | Évszámok  | Következő csapat       | Összeg          |
| ------------------- | ----------- | --------- | ---------------------- | --------------- |
|                     |             |           |                        |                 |
| Diant Ramaj         | kapus       | 2025      | Borussia Dortmund      | 5 millió        |
| Benjamin Tahirović  | középpályás | 2025      | Brøndby IF             | 2,75 millió     |
| Jaydon Banel        | támadó      | 2025      | Burnley FC             | 1 millió        |
| Devyne Rensch       | hátvéd      | 2025      | AS Roma                | 5 millió        |
| Naci Ünüvar         | támadó      | 2024      | FC Twente              | ingyen          |
| Steven Bergwijn     | támadó      | 2024      | Al-Ittihad             | 21 millió       |
| Georges Mikautadze  | támadó      | 2024      | FC Metz                | 13 millió       |
| Francisco Conceição | támadó      | 2024      | FC Porto               | 10,24 millió    |
| Gerónimo Rulli      | kapus       | 2024      | Olympique de Marseille | 4 millió        |
| Jorge Sánchez       | hátvéd      | 2024      | CD Cruz Azul           | 3 millió        |
| Silvano Vos         | középpályás | 2024      | AC Milan               | 3 millió        |
| Davy Klaassen       | középpályás | 2023      | Internazionale         | ingyen          |
| Mohammed Kudus      | támadó      | 2023      | West Ham United FC     | 43 millió **    |
| Mohamed Daramy      | támadó      | 2023      | Stade de Reims         | 12 millió **    |
| Edson Álvarez       | középpályás | 2023      | West Ham United FC     | 38 millió **    |
| Calvin Bassey       | hátvéd      | 2023      | Fulham FC              | 22,5 millió     |
| Jurriën Timber      | hátvéd      | 2023      | Arsenal FC             | 40 millió **    |
| Dušan Tadić         | támadó      | 2023      | Fenerbahçe SK          | ingyen          |
| Youri Reeger        | hátvéd      | 2023      | FC Twente              | 900 ezer        |
| Florian Grillitsch  | középpályás | 2023      | TSG 1899 Hoffenheim    | ingyen          |
| Lisandro Magallán   | hátvéd      | 2023      | Elche CF               | ingyen          |
| Victor Jensen       | támadó      | 2023      | FC Utrecht             | ???             |
| Daley Blind         | hátvéd      | 2023      | Bayern München         | ingyen          |
| Sontje Hansen       | támadó      | 2023      | NEC Nijmegen           | ingyen          |
| ÖSSZESEN:           | ÖSSZESEN:   | ÖSSZESEN: | ÖSSZESEN:              | 224,39 millió € |

* Mannsverk vételi ára bizonyos feltételek teljesítése után még 2,5 milliós bónusszal növekedhet
* Ávila vételi ára bizonyos feltételek teljesítése után még 1,9 milliós bónusszal növekedhet
* Šutalo vételi ára bizonyos feltételek teljesítése után még 3 milliós bónusszal növekedhet
* Akpom vételi ára bizonyos feltételek teljesítése után még 2 milliós bónusszal növekedhet
* Gaaei vételi ára bizonyos feltételek teljesítése után még 1 milliós bónusszal növekedhet
* Ramaj vételi ára bizonyos feltételek teljesítése után még 4 milliós bónusszal növekedhet
* Borges vételi ára bizonyos feltételek teljesítése után még 5 milliós bónusszal növekedhet
* Brobbey vételi ára bizonyos feltételek teljesítése után még 3 milliós bónusszal növekedhet
** Kudus eladási ára bizonyos feltételek teljesítése után még 3 milliós bónusszal növekedhet
** Daramy eladási ára bizonyos feltételek teljesítése után még 5,5 milliós bónusszal növekedhet
** Álvarez eladási ára bizonyos feltételek teljesítése után még 3 milliós bónusszal növekedhet
** Timber eladási ára bizonyos feltételek teljesítése után még 5 milliós bónusszal növekedhet

## Az Ajax további csapatai

### Jong Ajax
A Jong Ajax (vagy Ajax 2) az Ajax második csapata. Ezt a csapatot olyan professzinális labdarúgók alkotják, akik nem férnek be a felnőtt csapatba, vagy mert még túl fiatalok (de már túl öregek ahhoz, hogy az Ajax A1-ben játsszanak), vagy mert nincsenek jó formában. Az eddigi legkiemelkedőbb eredményüket a Holland-kupa 2001/2002-es szezonjában érték el, amikor a Jan Olde Riekerink vezette csapat bejutott az elődöntőbe, de ott az FC Utrecht felnőtt csapata büntetőkkel legyőzte őket.
A 2012-2013-as szezon után olyan változást hoztak a holland fociban aminek a következménye az lett, hogy néhány elsőosztályú csapat (a 2017-18-as szezonban 4-en: AFC Ajax, PSV Eindhoven, AZ Alkmaar és FC Utrecht) fiatalcsapatai felkerültek a másodosztályba, más néven az Eerste divisie-be. Viszont több szabály is vonatkozik ezen Jong-csapatokra. Az egyik legfontosabb:
- Bármilyen jó helyen is végez a csapat, nem léphet fel az Eredivisie-be.

A játékosokkal kapcsolatban pedig a két legfőbb szabály:
- Aki az adott fordulóban pályára lép az elsőcsapat mérkőzésén, azon a hétvégén a fiatalcsapatot már nem erősítheti. Ez fordítva is igaz.
- Aki pedig a szezonban már legalább 15 mérkőzésen kezdőként pályára lépett az elsőcsapatnál, az a játékos a szezon folyamán már a fiatalcsapatban többet nem léphet pályára. Kivéve ha sérülés miatt legalább 5 egymás utáni mérkőzésen nem játszott, akkor engedélyt kérhetnek egy újabb Jong-mérkőzésre.

A Jong Ajaxból sok olyan saját nevelésű játékos került be az első csapatba, akik később világsztárokká vagy nemzetközileg is ismert labdarúgókká váltak. Közülük a legjelentősebbek: Sjaak Swart, Johan Cruijff, Johan Neeskens, Frank Rijkaard, Dennis Bergkamp, Frank de Boer, Ronald de Boer, Edgar Davids, Clarence Seedorf, Patrick Kluivert, Michael Reiziger, Rafael van der Vaart, Wesley Sneijder, Maarten Stekelenburg, Gregory van der Wiel,....
A csapat jelenlegi edzője, Frank Peereboom (2024 – ).

#### Eredmények az Eerste Divisie-ben
Íme a Jong Ajax eddigi eredményei a holland másodosztályban, ahol általában 20 csapat szerepel.
| Idény     | Helyezés | Idény     | Helyezés | Idény     | Helyezés | Idény     | Helyezés |
| --------- | -------- | --------- | -------- | --------- | -------- | --------- | -------- |
| 2013–2014 | 14. hely | 2014-2015 | 12. hely | 2015-2016 | 9. hely  | 2016–2017 | 2. hely  |
| 2017–2018 | Bajnok   | 2018-2019 | 11. hely | 2019-2020 | 4. hely  | 2020–2021 | 16. hely |
| 2021–2022 | 7. hely  | 2022-2023 | 13. hely | 2023-2024 | 15. hely | 2024–2025 | 17. hely |

### Ajax U19
Az Ajax U19 (régi nevén Ajax A1), az AFC Ajax harmadik számú labdarúgócsapata, amelyben olyan labdarúgók játszanak, akik még túl fiatalok ahhoz, hogy bekerüljenek a Jong Ajaxba. Volt már azonban arra is példa, hogy az U19-ből azonnal a felnőtt csapat tagja lett a játékos. Hazai mérkőzéseiket a De Toekomstban játsszák. A csapat a 2011–2012-es szezonban részt vett a „The NextGen Series” (az ún. „Fiatal csapatok bajnokok ligája”) első kiírásában, mivel az előző szezonban megnyerték az U19-es holland bajnokságot. Részt vettek a tornán és egészen a döntőig meneteltek, ahol az Inter Milan fiataljaitól büntetőkkel kaptak ki. Nagyon sok tehetséges labdarúgó került ki már ebből a csapatból.
Eredmények a nemzetközi kupasorozatokban:

#### NextGen Series
| Idény     | Helyezés | Idény     | Helyezés     |
| --------- | -------- | --------- | ------------ |
| 2011–2012 | 2. hely  | 2012–2013 | Nyolcaddöntő |

#### UEFA Youth League
| Idény     | Helyezés    | Idény     | Helyezés     | Idény     | Helyezés     | Idény     | Helyezés     |
| --------- | ----------- | --------- | ------------ | --------- | ------------ | --------- | ------------ |
| 2013–2014 | Csoportkör  | 2014–2015 | Nyolcaddöntő | 2015–2016 | Negyeddöntő  | 2016–2017 | Negyeddöntő  |
| 2017–2018 | 16-os döntő | 2018–2019 | Nyolcaddöntő | 2019–2020 | Elődöntő     | 2020–2021 | Törölve      |
| 2021–2022 | Csoportkör  | 2022–2023 | Nyolcaddöntő | 2023–2024 | nem indultak | 2024–2025 | nem indultak |

### Az Ajax női csapata
Az AFC Ajax női csapatát 2012 május 18-án alapították. Jelenleg a női Eredivisie-ben szerepelnek. A holland női klublabdarúgás egyik legjobb csapata az Ajax. Az utóbbi szezonokban mindig küzdöttek a bajnoki címért, egyszer sem sikerült megnyerniük de mindig dobogón végeztek. Három szezonon keresztül a BeNe League-ben is szerepeltek. Ez a legjobb belga és holland női csapatok közös ligája volt. Ezt a ligát 2012-ben alapították de a 2014-15-ös szezon után megszüntették. Ebben a közös ligában az Ajax 2 bronzérmet ért el. 
Azóta újra a holland ligában szerepelnek. Az első szezonban egy ezüstéremmel indítottak, csupán a rosszabb gólkülönbség miatt maradtak le a bajnoki címről. Első bajnoki címüket végül a 2016-17-es szezonban sikerült megnyerniük.
Első trófeájuk amit elnyertek, a 2014-es Holland női-labdarúgókupa elnyerése volt. Azóta már 2x nyerték meg a bajnokságot és 6x a holland kupát.
A csapat a De Toekomst-ban játssza hazai mérkőzéseit. Sok női válogatott játékos játszik a csapatban.

#### Eredmények a BeNe League-ben
Íme az Ajax női csapatának eddigi eredményei a 2012-ben indult belga–holland közös ligában. Ez a liga csupán 3 szezonon keresztül tartott és utána megszűnt. Mindkét ország ismét külön bajnokságot indított.
| Idény     | Helyezés | Idény     | Helyezés | Idény     | Helyezés |
| --------- | -------- | --------- | -------- | --------- | -------- |
| 2012–2013 | 4. hely  | 2013–2014 | 3. hely  | 2014-2015 | 3. hely  |

#### Eredmények a női Eredivisie-ben
A BeNe League megszünte után mindkét országban ismét külön bajnokságok indultak a női labdarúgásban.
| Idény     | Helyezés | Idény     | Helyezés | Idény     | Helyezés | Idény     | Helyezés |
| --------- | -------- | --------- | -------- | --------- | -------- | --------- | -------- |
| 2015–2016 | 2. hely  | 2016–2017 | Bajnok   | 2017–2018 | Bajnok   | 2018–2019 | 2. hely  |
| 2019–2020 | 2. hely  | 2020–2021 | 3. hely  | 2021–2022 | 2. hely  | 2022–2023 | Bajnok   |
| 2023–2024 | 2. hely  | 2024–2025 | 3. hely  | 2025–2026 |          | 2026–2027 |          |

#### Eredmények a kupában
Az Ajax női csapatának első legsikeresebb eredménye a 2013/14-es szezonban volt, amikor megnyerték a Holland Kupát.
| Idény     | Helyezés     | Idény     | Helyezés    | Idény     | Helyezés     | Idény     | Helyezés     |
| --------- | ------------ | --------- | ----------- | --------- | ------------ | --------- | ------------ |
| 2012–2013 | Negyeddöntő  | 2013–2014 | Kupagyőztes | 2014–2015 | ezüstérmes   | 2015–2016 | ezüstérmes   |
| 2016–2017 | Kupagyőztes  | 2017–2018 | Kupagyőztes | 2018–2019 | Kupagyőztes  | 2019–2020 | Félbeszakadt |
| 2020–2021 | Kupagyőztes  | 2021–2022 | Kupagyőztes | 2022–2023 | Nyolcaddöntő | 2023–2024 | Kupagyőztes  |
| 2024–2025 | Nyolcaddöntő | 2025–2026 |             | 2026–2027 |              | 2027–2028 |              |

#### Eredivisie Cup
Az Eredivisie Cup egy külön sorozat amit a Holland labdarúgó szövetség hozott létre a női Eredivisie-ben játszó csapatoknak. A 2019/20-as szezonban indították és fokozatosan frissítettek a rendszerén. Az első két szezonban még 8-8 csapat indult ezen kupában, A 21/22-es szezontól pedig már csak 4 csapat vesz részt rajta. 
| Idény     | Helyezés | Idény     | Helyezés    | Idény     | Helyezés   | Idény     | Helyezés   |
| --------- | -------- | --------- | ----------- | --------- | ---------- | --------- | ---------- |
| 2019–2020 | 3. hely  | 2020–2021 | Kupagyőztes | 2021–2022 | ezüstérmes | 2022–2023 | ezüstérmes |
| 2023–2024 | Elődöntő | 2024–2025 | Elődöntő    | 2025–2026 |            | 2026–2027 |            |

## Az Ajax néhány kiemelkedő játékosa
Íme néhány a csapat eddigi nagyon sok kiváló játékosa közül. A félkövérrel írt játékosok ma is a csapat tagjai.:
| Hollandia - Marco van Basten - Dennis Bergkamp - Danny Blind - Winston Bogarde - John Bosman - Johan Cruijff - Edgar Davids - Frank de Boer - Ronald de Boer - Dick van Dijk - Gé van Dijk - Urby Emanuelson - Henk Groot - Arie Haan - John Heitinga - Barry Hulshoff - Klaas-Jan Huntelaar - Wim Jonk - Piet Keizer - Wim Kieft | - Patrick Kluivert - Ronald Koeman - Dolf van Kol - Ruud Krol - Mario Melchiot - Stanley Menzo - Rinus Michels - Bennie Muller - Arnold Mühren - Gerrie Mühren - Johan Neeskens - Marc Overmars - Michael Reiziger - Johnny Rep - Frank Rijkaard - Clarence Seedorf - Sonny Silooy - John van ’t Schip - Wesley Sneijder - Maarten Stekelenburg - Heinz Stuy | - Wim Suurbier - Sjaak Swart - Edwin van der Sar - Rafael van der Vaart - Gerald Vanenburg - Wim Volkers - Aron Winter - Richard Witschge - Jan Wouters - Davy Klaassen - Matthijs de Ligt - Frenkie de Jong | Belgium - Thomas Vermaelen - Jan Vertonghen - Toby Alderweireld Brazília - Maxwell - Wamberto Csehország - Tomáš Galásek - Zdeněk Grygera Dánia - Frank Arnesen - Christian Eriksen - Brian Laudrup - Michael Laudrup - Søren Lerby - Jan Mølby - Jesper Olsen Dél-Afrika - Steven Pienaar | Egyiptom - Mido Finnország - Jari Litmanen - Petri Pasanen Görögország - Ángelosz Harisztéasz Grúzia - Shota Arveladze Kolumbia - Dávinson Sánchez Marokkó - Hakím Zíjes Németország - Horst Blankenburg Nigéria - Finidi George - Nwankwo Kanu - Tijani Babangida | Románia - Cristian Chivu Spanyolország - Gabri Svédország - Zlatan Ibrahimović - Stefan Petterson Szerbia - Velibor Vaszović - Marko Pantelić - Dušan Tadić Uruguay - Luis Alberto Suárez |  |

A magyar labdarúgók közül az 1973–1974-es idényben Varga Zoltán, az 1989–1990-esben Fischer Pál játszott a klubban. Utóbbi holland bajnoknak mondhatja magát.

## Díjazott Ajax-játékosok Európában

### Aranylabda
| Év    | Ország     | Játékos neve    | Helyezés    |
| ----- | ---------- | --------------- | ----------- |
| 1971  | Hollandia  | Johan Cruijff   | Aranylabdás |
| 1973* | Hollandia  | Johan Cruijff   | Aranylabdás |
| 1979  | Hollandia  | Ruud Krol       | Bronzérem   |
| 1992  | Hollandia  | Dennis Bergkamp | Bronzérem   |
| 1995  | Finnország | Jari Litmanen   | Bronzérem   |

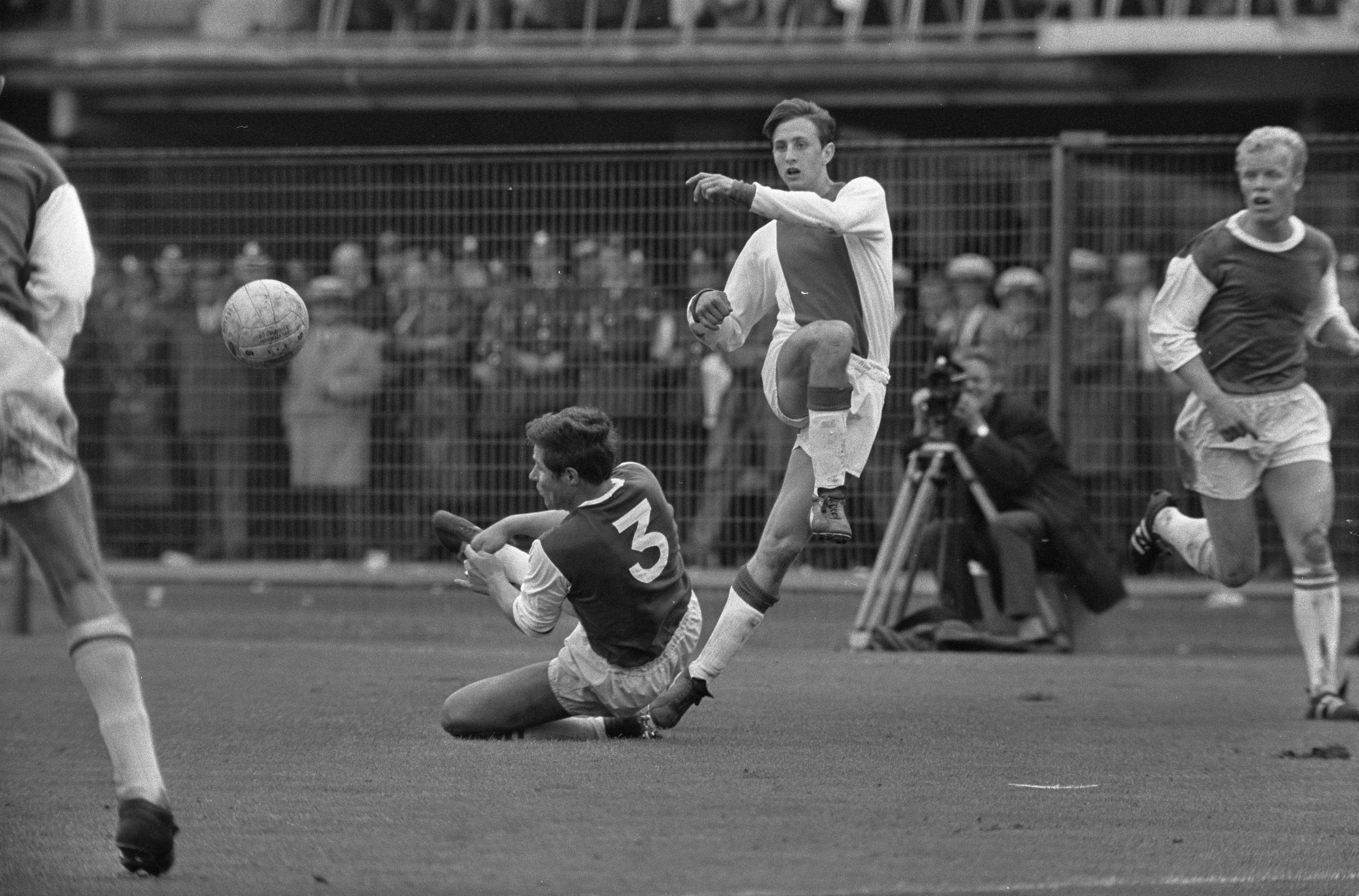
Johan Cruyff (jobbra), a csapat eddigi egyetlen Aranylabdát nyert játékosa

* Az 1972–1973-as szezon második felében Johan Cruijff már az FC Barcelonában játszott.

### Aranycipő
A csapat alábbi játékosainak sikerült elnyernie ezt a díjat, vagy legalább a dobogóra feljutni. A dőlt betűkkel írt játékosok pedig – annak ellenére, hogy nem ők nyerték a díjat – az adott szezonban a legtöbb gólt szerezték Európában.
| Év     | Ország    | Játékos neve        | Gólok száma | Helyezés   |
| ------ | --------- | ------------------- | ----------- | ---------- |
| 1975   | Hollandia | Ruud Geels          | 30          | Ezüstcipős |
| 1977   | Hollandia | Ruud Geels          | 34          | Bronzcipős |
| 1978   | Hollandia | Ruud Geels          | 32          | Bronzcipős |
| 1982   | Hollandia | Wiem Kieft          | 32          | Aranycipős |
| 1984   | Hollandia | Marco van Basten    | 28          | Ezüstcipős |
| 1986   | Hollandia | Marco van Basten    | 37          | Aranycipős |
| 2006*  | Hollandia | Klaas-Jan Huntelaar | 33          | 4. hely    |
| 2008*  | Hollandia | Klaas-Jan Huntelaar | 33          | Bronzcipős |
| 2010** | Uruguay   | Luis Suárez         | 35          | 5. hely    |

* A 2005–2006-os és a 2007-2008-as szezonban is Huntelaar lőtte a legtöbb gólt Európában, de a pontozás alapján nem ő nyerte a díjat.
** A 2009–2010-es szezonban Luis Suárez lőtte a legtöbb gólt Európában, de a pontozási szabályok értelmében az Aranycipőt nem ő nyerte el.

### Golden Boy díj
A 2003-ban indult díjat minden évben az Európában játszó legjobb 21 éven aluli profi labdarúgó kapja. Mostanáig 2 Ajax-játékosnak sikerült elnyernie a díjat. Az első díjat azonnal a középpályás Rafael van der Vaart nyerte el. A díj történetében pedig első védőjátékosként Matthijs de Ligt nyert 2018-ban.
| Év   | Ország    | Játékos neve         | Posztja     |
| ---- | --------- | -------------------- | ----------- |
| 2003 | Hollandia | Rafael van der Vaart | középpályás |
| 2018 | Hollandia | Matthijs de Ligt     | védő        |

## Statisztikák

### Csapat statisztikái

#### Az Eredivisie-ben eltöltött szezonok
| NO.      | EREDIVISIE-SZEZONOK | VÉGEREDMÉNY        | BAJNOKSÁG (alapszakasz) | BAJNOKSÁG (alapszakasz) | BAJNOKSÁG (alapszakasz) | BAJNOKSÁG (alapszakasz) | BAJNOKSÁG (alapszakasz) | BAJNOKSÁG (alapszakasz) | BAJNOKSÁG (alapszakasz) | BAJNOKSÁG (play-off) | BAJNOKSÁG (play-off) | BAJNOKSÁG (play-off) | BAJNOKSÁG (play-off) | BAJNOKSÁG (play-off) | BAJNOKSÁG (play-off) |
| NO.      | EREDIVISIE-SZEZONOK | VÉGEREDMÉNY        | Mérkőzések              | Győzelem                | Döntetlen               | Vereség                 | Gólarányok              | Gólkülönbség            | Pontszám                | Mérkőzések           | Győzelem             | Döntetlen            | Vereség              | Gólarányok           | Gólkülönbség         |
| -------- | ------------------- | ------------------ | ----------------------- | ----------------------- | ----------------------- | ----------------------- | ----------------------- | ----------------------- | ----------------------- | -------------------- | -------------------- | -------------------- | -------------------- | -------------------- | -------------------- |
|          |                     |                    |                         |                         |                         |                         |                         |                         |                         |                      |                      |                      |                      |                      |                      |
| 01.      | 1956–57             | Bajnoki cím (1x)   | 34                      | 22                      | 5                       | 7                       | 64 : 40                 | +24                     | 49                      | -                    | -                    | -                    | -                    | -                    | -                    |
| 02.      | 1957–58             | 3. hely (1x)       | 34                      | 17                      | 8                       | 9                       | 62 : 44                 | +18                     | 42                      | -                    | -                    | -                    | -                    | -                    | -                    |
| 03.      | 1958–59             | 6. hely (1x)       | 34                      | 15                      | 7                       | 12                      | 77 : 63                 | +14                     | 37                      | -                    | -                    | -                    | -                    | -                    | -                    |
| 04.      | 1959–60             | Bajnoki cím (2x)   | 34                      | 22                      | 6                       | 6                       | 109 : 44                | +65                     | 50                      | 1                    | 1                    | 0                    | 0                    | 5:1                  | +4                   |
| 05.      | 1960–61             | 2. hely (1x)       | 34                      | 22                      | 7                       | 5                       | 102 : 51                | +51                     | 51                      | -                    | -                    | -                    | -                    | -                    | -                    |
| 06.      | 1961–62             | 4. hely (1x)       | 34                      | 16                      | 7                       | 11                      | 80 : 59                 | +21                     | 39                      | -                    | -                    | -                    | -                    | -                    | -                    |
| 07.      | 1962–63             | 2. hely (2x)       | 30                      | 17                      | 5                       | 8                       | 73 : 41                 | +32                     | 39                      | -                    | -                    | -                    | -                    | -                    | -                    |
| 08.      | 1963–64             | 5. hely (1x)       | 30                      | 13                      | 8                       | 9                       | 63 : 40                 | +23                     | 34                      | -                    | -                    | -                    | -                    | -                    | -                    |
| 09.      | 1964–65             | 13. hely (1x)      | 30                      | 9                       | 8                       | 13                      | 52 : 51                 | +1                      | 26                      | -                    | -                    | -                    | -                    | -                    | -                    |
| 10.      | 1965–66             | Bajnoki cím (3x)   | 30                      | 24                      | 4                       | 2                       | 79 : 25                 | +54                     | 52                      | -                    | -                    | -                    | -                    | -                    | -                    |
| 11.      | 1966–67             | Bajnoki cím (4x)   | 34                      | 26                      | 4                       | 4                       | 122 : 34                | +88                     | 56                      | -                    | -                    | -                    | -                    | -                    | -                    |
| 12.      | 1967–68             | Bajnoki cím (5x)   | 34                      | 27                      | 4                       | 3                       | 96 : 19                 | +77                     | 58                      | -                    | -                    | -                    | -                    | -                    | -                    |
| 13.      | 1968–69             | 2. hely (3x)       | 34                      | 25                      | 4                       | 5                       | 90 : 34                 | +56                     | 54                      | -                    | -                    | -                    | -                    | -                    | -                    |
| 14.      | 1969–70             | Bajnoki cím (6x)   | 34                      | 27                      | 6                       | 1                       | 100 : 23                | +77                     | 60                      | -                    | -                    | -                    | -                    | -                    | -                    |
| 15.      | 1970–71             | 2. hely (4x)       | 34                      | 24                      | 5                       | 5                       | 90 : 20                 | +70                     | 53                      | -                    | -                    | -                    | -                    | -                    | -                    |
| 16.      | 1971–72             | Bajnoki cím (7x)   | 34                      | 30                      | 3                       | 1                       | 104 : 20                | +82                     | 63                      | -                    | -                    | -                    | -                    | -                    | -                    |
| 17.      | 1972–73             | Bajnoki cím (8x)   | 34                      | 30                      | 0                       | 4                       | 102 : 18                | +84                     | 60                      | -                    | -                    | -                    | -                    | -                    | -                    |
| 18.      | 1973–74             | 3. hely (2x)       | 34                      | 21                      | 9                       | 4                       | 88 : 30                 | +58                     | 51                      | -                    | -                    | -                    | -                    | -                    | -                    |
| 19.      | 1974–75             | 3. hely (3x)       | 34                      | 21                      | 7                       | 6                       | 76 : 34                 | +42                     | 49                      | -                    | -                    | -                    | -                    | -                    | -                    |
| 20.      | 1975–76             | 3. hely (4x)       | 34                      | 21                      | 8                       | 5                       | 74 : 38                 | +36                     | 50                      | -                    | -                    | -                    | -                    | -                    | -                    |
| 21.      | 1976–77             | Bajnoki cím (9x)   | 34                      | 23                      | 6                       | 5                       | 62 : 26                 | +36                     | 52                      | -                    | -                    | -                    | -                    | -                    | -                    |
| 22.      | 1977–78             | 2. hely (5x)       | 34                      | 20                      | 9                       | 5                       | 85 : 36                 | +49                     | 49                      | -                    | -                    | -                    | -                    | -                    | -                    |
| 23.      | 1978–79             | Bajnoki cím (10x)  | 34                      | 24                      | 6                       | 4                       | 93 : 31                 | +62                     | 54                      | -                    | -                    | -                    | -                    | -                    | -                    |
| 24.      | 1979–80             | Bajnoki cím (11x)  | 34                      | 22                      | 6                       | 6                       | 77 : 41                 | +36                     | 50                      | -                    | -                    | -                    | -                    | -                    | -                    |
| 25.      | 1980–81             | 2. hely (6x)       | 34                      | 22                      | 4                       | 8                       | 88 : 54                 | +34                     | 48                      | -                    | -                    | -                    | -                    | -                    | -                    |
| 26.      | 1981–82             | Bajnoki cím (12x)  | 34                      | 26                      | 4                       | 4                       | 117 : 42                | +75                     | 56                      | -                    | -                    | -                    | -                    | -                    | -                    |
| 27.      | 1982–83             | Bajnoki cím (13x)  | 34                      | 26                      | 6                       | 2                       | 106 : 41                | +65                     | 58                      | -                    | -                    | -                    | -                    | -                    | -                    |
| 28.      | 1983–84             | 3. hely (5x)       | 34                      | 22                      | 7                       | 5                       | 100 : 46                | +54                     | 51                      | -                    | -                    | -                    | -                    | -                    | -                    |
| 29.      | 1984–85             | Bajnoki cím (14x)  | 34                      | 24                      | 6                       | 4                       | 93 : 46                 | +47                     | 54                      | -                    | -                    | -                    | -                    | -                    | -                    |
| 30.      | 1985–86             | 2. hely (7x)       | 34                      | 25                      | 2                       | 7                       | 120 : 35                | +85                     | 52                      | -                    | -                    | -                    | -                    | -                    | -                    |
| 31.      | 1986–87             | 2. hely (8x)       | 34                      | 25                      | 3                       | 6                       | 92 : 30                 | +62                     | 53                      | -                    | -                    | -                    | -                    | -                    | -                    |
| 32.      | 1987–88             | 2. hely (9x)       | 34                      | 23                      | 4                       | 7                       | 78 : 40                 | +38                     | 50                      | -                    | -                    | -                    | -                    | -                    | -                    |
| 33.      | 1988–89             | 2. hely (10x)      | 34                      | 22                      | 6                       | 6                       | 74 : 32                 | +42                     | 50                      | -                    | -                    | -                    | -                    | -                    | -                    |
| 34.      | 1989–90             | Bajnoki cím (15x)  | 34                      | 19                      | 11                      | 4                       | 67 : 23                 | +44                     | 49                      | -                    | -                    | -                    | -                    | -                    | -                    |
| 35.      | 1990–91             | 2. hely (11x)      | 34                      | 22                      | 9                       | 3                       | 75 : 21                 | +54                     | 53                      | -                    | -                    | -                    | -                    | -                    | -                    |
| 36.      | 1991–92             | 2. hely (12x)      | 34                      | 25                      | 5                       | 4                       | 83 : 24                 | +59                     | 55                      | -                    | -                    | -                    | -                    | -                    | -                    |
| 37.      | 1992–93             | 3. hely (6x)       | 34                      | 20                      | 9                       | 5                       | 87 : 30                 | +57                     | 49                      | -                    | -                    | -                    | -                    | -                    | -                    |
| 38.      | 1993–94             | Bajnoki cím (16x)  | 34                      | 26                      | 2                       | 6                       | 86 : 26                 | +60                     | 54                      | -                    | -                    | -                    | -                    | -                    | -                    |
| 39.      | 1994–95             | Bajnoki cím (17x)  | 34                      | 27                      | 7                       | 0                       | 106 : 28                | +78                     | 61                      | -                    | -                    | -                    | -                    | -                    | -                    |
| 40.      | 1995–96*            | Bajnoki cím (18x)  | 34                      | 26                      | 5                       | 3                       | 97 : 24                 | +73                     | 83                      | -                    | -                    | -                    | -                    | -                    | -                    |
| 41.      | 1996–97             | 4. hely (2x)       | 34                      | 17                      | 10                      | 7                       | 55 : 31                 | +24                     | 61                      | -                    | -                    | -                    | -                    | -                    | -                    |
| 42.      | 1997–98             | Bajnoki cím (19x)  | 34                      | 29                      | 2                       | 3                       | 112 : 22                | +90                     | 89                      | -                    | -                    | -                    | -                    | -                    | -                    |
| 43.      | 1998–99             | 6. hely (2x)       | 34                      | 16                      | 9                       | 9                       | 73 : 41                 | +32                     | 57                      | -                    | -                    | -                    | -                    | -                    | -                    |
| 44.      | 1999–00             | 5. hely (2x)       | 34                      | 18                      | 7                       | 9                       | 72 : 51                 | +21                     | 61                      | -                    | -                    | -                    | -                    | -                    | -                    |
| 45.      | 2000–01             | 3. hely (7x)       | 34                      | 18                      | 7                       | 9                       | 85 : 43                 | +42                     | 61                      | -                    | -                    | -                    | -                    | -                    | -                    |
| 46.      | 2001–02             | Bajnoki cím (20x)  | 34                      | 22                      | 7                       | 5                       | 73 : 34                 | +39                     | 73                      | -                    | -                    | -                    | -                    | -                    | -                    |
| 47.      | 2002–03             | 2. hely (13x)      | 34                      | 26                      | 5                       | 3                       | 96 : 32                 | +64                     | 83                      | -                    | -                    | -                    | -                    | -                    | -                    |
| 48.      | 2003–04             | Bajnoki cím (21x)  | 34                      | 25                      | 5                       | 4                       | 79 : 31                 | +48                     | 80                      | -                    | -                    | -                    | -                    | -                    | -                    |
| 49.      | 2004–05             | 2. hely (14x)      | 34                      | 24                      | 5                       | 5                       | 74 : 33                 | +41                     | 77                      | -                    | -                    | -                    | -                    | -                    | -                    |
| 50.      | 2005–06             | 4. hely (3x)       | 34                      | 18                      | 6                       | 10                      | 66 : 41                 | +25                     | 60                      | 4                    | 3                    | 0                    | 1                    | 10:4                 | +6                   |
| 51.      | 2006–07             | 2. hely (15x)      | 34                      | 23                      | 6                       | 5                       | 84 : 35                 | +49                     | 75                      | 4                    | 2                    | 0                    | 2                    | 8:3                  | +5                   |
| 52.      | 2007–08             | 2. hely (16x)      | 34                      | 20                      | 9                       | 5                       | 94 : 45                 | +49                     | 69                      | 4                    | 2                    | 1                    | 1                    | 6:4                  | +2                   |
| 53.      | 2008–09             | 3. hely (8x)       | 34                      | 21                      | 5                       | 8                       | 74 : 41                 | +33                     | 68                      | -                    | -                    | -                    | -                    | -                    | -                    |
| 54.      | 2009–10             | 2. hely (17x)      | 34                      | 27                      | 4                       | 3                       | 106 : 20                | +86                     | 85                      | -                    | -                    | -                    | -                    | -                    | -                    |
| 55.      | 2010–11             | Bajnoki cím (22x)  | 34                      | 22                      | 7                       | 5                       | 72 : 30                 | +42                     | 73                      | -                    | -                    | -                    | -                    | -                    | -                    |
| 56.      | 2011–12             | Bajnoki cím (23x)  | 34                      | 23                      | 7                       | 4                       | 93 : 36                 | +57                     | 76                      | -                    | -                    | -                    | -                    | -                    | -                    |
| 57.      | 2012–13             | Bajnoki cím (24x)  | 34                      | 22                      | 10                      | 2                       | 83 : 31                 | +52                     | 76                      | -                    | -                    | -                    | -                    | -                    | -                    |
| 58.      | 2013–14             | Bajnoki cím (25x)  | 34                      | 20                      | 11                      | 3                       | 69 : 28                 | +41                     | 71                      | -                    | -                    | -                    | -                    | -                    | -                    |
| 59.      | 2014–15             | 2. hely (18x)      | 34                      | 21                      | 8                       | 5                       | 69 : 29                 | +40                     | 71                      | -                    | -                    | -                    | -                    | -                    | -                    |
| 60.      | 2015–16             | 2. hely (19x)      | 34                      | 25                      | 7                       | 2                       | 81 : 21                 | +60                     | 82                      | -                    | -                    | -                    | -                    | -                    | -                    |
| 61.      | 2016–17             | 2. hely (20x)      | 34                      | 25                      | 6                       | 3                       | 79 : 23                 | +56                     | 81                      | -                    | -                    | -                    | -                    | -                    | -                    |
| 62.      | 2017–18             | 2. hely (21x)      | 34                      | 25                      | 4                       | 5                       | 89 : 33                 | +56                     | 79                      | -                    | -                    | -                    | -                    | -                    | -                    |
| 63.      | 2018–19             | Bajnoki cím (26x)  | 34                      | 28                      | 2                       | 4                       | 119 : 32                | +87                     | 86                      | -                    | -                    | -                    | -                    | -                    | -                    |
| 64.      | 2019–20**           | Szezon megszakítva | 25                      | 18                      | 2                       | 5                       | 68 : 23                 | +45                     | 56                      | -                    | -                    | -                    | -                    | -                    | -                    |
| 65.      | 2020–21             | Bajnoki cím (27x)  | 34                      | 28                      | 4                       | 2                       | 102 : 23                | +79                     | 88                      | -                    | -                    | -                    | -                    | -                    | -                    |
| 66.      | 2021–22             | Bajnoki cím (28x)  | 34                      | 26                      | 5                       | 3                       | 98 : 19                 | +79                     | 83                      | -                    | -                    | -                    | -                    | -                    | -                    |
| 67.      | 2022–23             | 3. hely (9x)       | 34                      | 20                      | 9                       | 5                       | 86 : 38                 | +48                     | 69                      | -                    | -                    | -                    | -                    | -                    | -                    |
| 68.      | 2023–24             | 5. hely (3x)       | 34                      | 15                      | 11                      | 8                       | 74 : 61                 | +13                     | 56                      | -                    | -                    | -                    | -                    | -                    | -                    |
| 69.      | 2024–25             | 2. hely (22x)      | 34                      | 24                      | 6                       | 4                       | 67:32                   | +35                     | 78                      | -                    | -                    | -                    | -                    | -                    | -                    |
| 70.      | 2025–26             |                    |                         |                         |                         |                         |                         |                         |                         |                      |                      |                      |                      |                      |                      |
| ÖSSZESEN | ÖSSZESEN            | ÖSSZESEN           | 2 287                   | 1 529                   | 407                     | 351                     | 5 807 : 2 302           | +3 505                  | 4 122                   | 13                   | 8                    | 1                    | 4                    | 29:12                | +17                  |

* Hollandiában az 1995–1996-os szezon volt az első amikor 3 pontot számoltak a győzelemért, előtte csak 2 pontot ért egy győzelem.
** A 2019–2020-as szezon koronavírus járvány miatt megszakadt a 26. forduló után és már nem is folytatták. Nem hirdettek hivatalos végeredményt. Az Ajax csapata csak 25 mérkőzést játszott ebben a szezonban mivel volt egy elmaradt mérkőzése amit már nem játszottak le.

### Játékosok statisztikái

#### Az Ajax gólkirályai az élvonalban
Az Eredivisieben – a 2023–2024-es szezont is beleértve – az Ajax csapatából eddig 22 alkalommal került ki a legtöbb gólt lövő játékos, így az amszterdamiak vezetik az örökranglistát. A második helyen a PSV Eindhoven csapata áll, ahonnan eddig 21 alkalommal nyerte el játékos a gólkirályi címet.
Az Eredivisie-ben legtöbbször egymás után Marco van Basten és Ruud Geels lettek gólkirályok. Mindketten 4-4 alkalommal lettek gólkirályok és mindketten az AFC Ajax játékosaként.
| Idény     | Gólkirály           | Gólok száma | Megjegyzés                                               |
| --------- | ------------------- | ----------- | -------------------------------------------------------- |
| 1959–1960 | Henk Groot          | 38          |                                                          |
| 1960–1961 | Henk Groot          | 41          |                                                          |
| 1966–1967 | Johan Cruijff       | 33          |                                                          |
| 1971–1972 | Johan Cruijff       | 25          |                                                          |
| 1974–1975 | Ruud Geels          | 30          |                                                          |
| 1975–1976 | Ruud Geels          | 29          |                                                          |
| 1976–1977 | Ruud Geels          | 34          |                                                          |
| 1977–1978 | Ruud Geels          | 30          |                                                          |
| 1981–1982 | Wim Kieft           | 32          |                                                          |
| 1983–1984 | Marco van Basten    | 28          |                                                          |
| 1984–1985 | Marco van Basten    | 22          |                                                          |
| 1985–1986 | Marco van Basten    | 37          |                                                          |
| 1986–1987 | Marco van Basten    | 31          |                                                          |
| 1990–1991 | Dennis Bergkamp     | 25          | Társgólkirály a PSV játékosával, Romárioval együtt       |
| 1991–1992 | Dennis Bergkamp     | 22          |                                                          |
| 1992–1993 | Dennis Bergkamp     | 26          |                                                          |
| 1993–1994 | Jari Litmanen       | 26          |                                                          |
| 2005–2006 | Klaas-Jan Huntelaar | 33          | Az őszi szezont még az SC Heerenveen csapatánál töltötte |
| 2007–2008 | Klaas-Jan Huntelaar | 33          |                                                          |
| 2009–2010 | Luis Alberto Suárez | 35          |                                                          |
| 2018–2019 | Dušan Tadić         | 28          | Társgólkirály a PSV játékosával, Luuk de Jongal együtt   |
| 2021–2022 | Sébastien Haller    | 21          |                                                          |

## Létesítmények

### Az eddigi stadionok

#### A „fastadion”
Az Ajax első stadionját 1911-ben adták át, és 10 000 néző befogadására volt alkalmas. Az egyszerűen „Stadionnak” elnevezett aréna a Middenweg 86. szám alatt volt található, és mivel fából készült, ma gyakran csak „fastadionként” utalnak rá. Helyén később egy bevásárlóközpontot építettek.

#### De Meer
1934-ben az Ajax átköltözött Amszterdam keleti felébe, ahol megépült a Dan Roodenburg építész által tervezett De Meer stadion, amely a korábbi pályától 2 mérföldnyire volt található. Építése körülbelül 300 ezer guldenbe került. Ezt a klub önerőből fizette ki és ehhez a játékosok is hozzájárultak. A 29 500 nézőt befogadó stadiont december 9-én adták át. Az első mérkőzésen az Ajax a Stade Francais-t győzte le 5:1-re. Ennek ellenére az Ajax a legtöbb nemzetközi mérkőzését nem itt, hanem az Olimpiai Stadionban játszotta le. A csapat egészen 1996-ig használta a De Meert.
Ezt követően a stadiont lebontották, és a területet a városi tanács eladta. Jelenleg egy park (Park de Meer) és egy kisebb lakótelep van a volt stadion területén, ahol több dolog is emlékeztet a csapatra. A parkban tizenkét híd és hat utca található. A hidakat az 1970-es évek legendái után (Cruijff, Swart, Neeskens, Mühren, Blankenburg és mások), az utcákat pedig a csapat legnagyobb diadalainak otthont adó stadionok után (Delle Alpi, Bernabéu, Anfield, Wembley, Colombés, Ernst Happel) nevezték el.

### Johan Cruijff ArenA

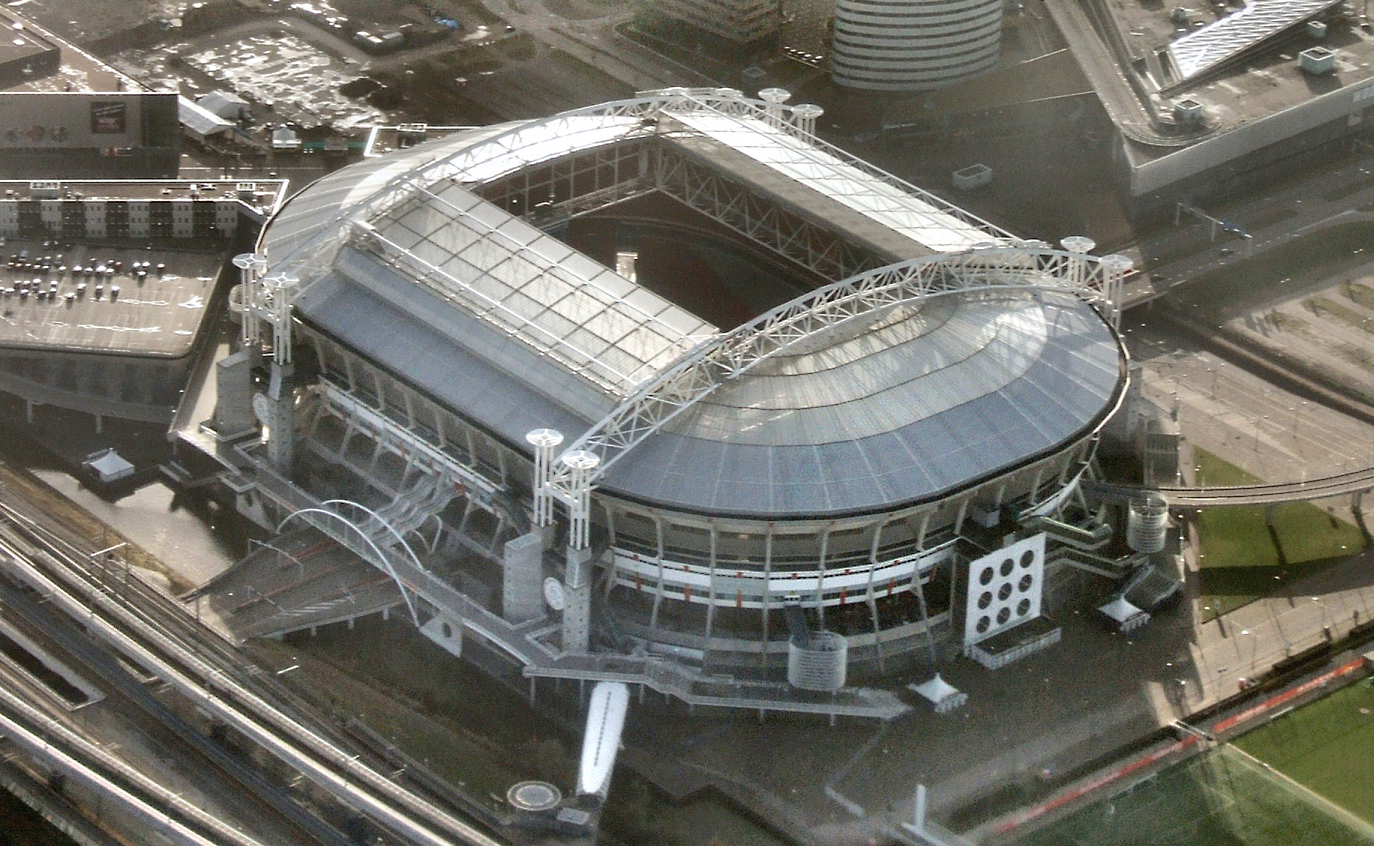
A Johan Cruijff ArenA nyitott tetővel

1996-ra a város délkeleti részén felépült az Ajax új otthona, egy 5 csillagos UEFA stadion, az Amsterdam ArenA. 22 éven át viselte ezt a nevet a stadion. Viszont 2018. április 25-én – a már elhunyt Johan Cruijff születésnapján – hivatalosan is megkapta új nevét a stadion, a Johan Cruijff ArenA nevet.
Ezen kívül még egy ötcsillagos stadion van Hollandiában, a Feyenoord otthona, a De Kuip.
Az építkezést 1993-ban kezdték a holland Rob Schuurman vezetésével. A stadiont Amszterdam városa építtette, a beruházási költség 140 000 000 euró volt. A stadion befogadóképessége a labdarúgó mérkőzéseken pontosan 53 346 fő, de más célra is használják, például sok koncertet is rendeznek benne, és ilyenkor körülbelül 68 000 néző fér be. A stadion belső parkolójában 500, a külső parkolóban pedig körülbelül 12 000 személygépkocsi számára alakítottak ki helyet.
A nyitó mérkőzés 1996. augusztus 14-én volt az AC Milan ellen, amelyet a vendég olasz csapat nyerte 3–0-ra, és a stadion első gólját is az olaszok játékosa, Dejan Szavicsevics szerezte. Két évvel a stadion átadása után, az 1997–1998-as szezonban itt rendezték meg a bajnokok ligája döntőjét, amelyet 48 500 néző előtt a Real Madrid nyert meg. A 2000-ben Hollandia és Belgium által megrendezett Európa-bajnokságnak is ez volt az egyik legfontosabb stadionja, amelyben öt mérkőzést rendeztek meg, többek között az Olaszország–Hollandia elődöntőt is.
Rinus Michels 2005-ben bekövetkezett halála után a szurkolók azt kérték, hogy a stadiont nevezzék el az Ajax egykori játékosáról és legendás edzőjéről, de a kérést elutasították. Ezt követően a szurkolók sokáig egy hatalmas, „Rinus Michels Stadion” feliratú zászlót lengettek a hazai mérkőzéseken.
Az ArenA volt az első olyan stadion Európában, amelyik behúzható tetővel rendelkezett. A tetőt 10 perc alatt lehet becsukni, illetve kinyitni. A stadion zárható teteje miatt a pálya füve nem kapott elég természetes fényt, ami miatt romlott a pálya minősége. Ezért a 2008–2009-es szezonban egy speciális világítási rendszert építettek be, ami segített a problémán. A stadionban a csapat 100 éves évfordulója alkalmából Ajax-múzeumot nyitottak. Az ArenA példáját követve több európai labdarúgóklub is ilyen tetővel rendelkező stadiont építtetett magának.
Az 1997–2007 közötti időszakban az Ajax labdarúgócsapatán kívül még az Amsterdam Admirals nevű amerikaifutball-csapat is használta a pályát.

### Az edzőközpont
A sportkomplexum, a De Toekomst (magyarul: a jövő) a klub egyik legfontosabb egysége. Ez az otthona az Ajax európai díjnyertes ifjúsági akadémiájának. Itt zajlik a csapat világhírű utánpótlás-nevelése, az Ajax 14 ifjúsági csapatának, négy amatőr csapatának és a Jong Ajaxnak a felkészítése. A 2009–2010-es évad óta a felnőtt csapat is majdnem minden alkalommal a sportkomplexumban edz, de ezt a helyet használja edzésekre a Lucky Ajax is (ebben a csapatban az Ajax volt nagyjai edzenek és játszanak).
A De Toekomst a főváros Amsterdam-Zuidoost nevű kerületében, az Amsterdam ArenA-tól körülbelül 7–800 méterre található, és területén öt labdarúgópálya van. A parkolóból egy többemeletes épületen keresztül lehet bejutni a pályákra. Ezt a 4000 négyzetméternyi területű épületet nevezik „klubháznak”. Itt vannak a kondíciótermek, a tantermek, a konferenciatermek, az irodák, az öltözök, egy színvonalas étterem, egy luxus kávézó és egy kantin. A kantin egyben találkozóhely is, itt várakoznak az edzők az edzés előtt, gyakran itt tárgyalnak az ügynökök, és itt találkoznak volt játékosok is. 2009. június 13-án a komplexum fő pályájának tribünjét a 75 évesen elhunyt Bobby Haarms holland labdarúgóról nevezték el.

## Induló
Az Ajax hivatalos indulója az Ajax marsch, melynek szövegét D. Knegt, zenéjét E. Painparé szerezte.
Az Ajax marsch szövege:
| Een juichtoon da-vre langs de velden Voor ons dierbaar rood en wit De Schaar de dapp're Meersche helden Onze vreugd' en trotsch bezit Gevreesd, geducht in heel den lande Glorie onzer Amstel-stad ... Ieder draagt ze op de handen Wie gaat niet op Ajax prat Hup Ajax hup, Rood – Witte schare Dapp're strijders fier en koen Bevestigt uw roemrijke mare Driewerf hup onz' kampioen! Hup, Ajax, hup onz' kampioen! | Ziet onze spelers pijlsnel draven Fiks zich werpend in de strijd En nooit bereid tot overgave Vol van vastberadenheid! In vurig willen, ernstig streven Naar de overwinningseer Deed zij menig club reeds sneven 't Roemrijk Ajax uit de Meer! Refrén | De goede clubgeest zal ons schragen D' Eendracht maakt ons hecht en sterk D'Ajaxvaan steeds hoger dragen Zij ons allerschoonste werk! Ons mooie spel vol fris bekoren Te spelen in Rood en Wit Dat zij ons jaren nog beschoren Vol geest, animo en pit. |

- Az Ajax marsch eredeti és új verziója mp3 formátumban
- Ajax clublied. YouTube

## Riválisok, szurkolók
A három legnagyobb holland klub egyikeként az Ajax az évek során számos rangadót játszott már le a két rivális ellen az Eredivisie-ben. Az amszterdamiak legnagyobb riválisai a bajnokságban az eindhoveni PSV és a rotterdami Feyenoord csapata. A csapat legnagyobb szurkolói csoportja pedig F-Side-nak nevezi magát.

### Ajax – Feyenoord
1921. október 9-e egy új korszakot nyitott meg a klub életében, mivel ez volt az első alkalom, hogy az Ajax a rotterdami Feyenoord ellen lépett pályára. Ezzel egy azóta is tartó rivalizálás vette kezdetét. A mérkőzést hivatalosan ugyan az Ajax nyerte 3:2-re, azonban a Feyenoord panaszt nyújtott be Boas játékvezető ellen, mert szerintük az Ajax harmadik gólja érvénytelen volt. Véleményük szerint a labda nem haladt át a gólvonalon. A beadvány nyomán a holland labdarúgó-szövetség úgy döntött, hogy érvénytelennek nyilvánítja az Ajax győzelmét jelentő harmadik találatot. Az Ajax vezetése hónapokig tiltakozott az ítélet ellen, azonban a döntés megváltoztatása érdekében tett erőfeszítések nem vezettek eredményre. A következő összecsapásra még ugyanebben a szezonban sor került, amelyen az Ajax nyert 2:0 arányban. Ennek ellenére az idény a rotterdami csapat számára alakult kedvezőbben, mivel a Feyenoord a második helyen végzett a bajnokságban, egy ponttal megelőzve az immár rivális Ajaxot. Az 1922-ben kezdődő rivalizálás hullámai azóta sem csillapodtak.
Az Ajax és a Feyenoord közötti rivalizálás miatt ez a legismertebb és legjobban várt összecsapás az Eredivisie minden szezonjában. A két csapatot minden esetben telt ház fogadja a mérkőzéseiken. Az eddigi legtöbb nézőt hozó összecsapás 1966. január 9-én volt Rotterdamban, amikor 65 562 ember látogatott ki a Feyenoord–Ajax 1:1-re végződő mérkőzésre. Az eddigi legnagyobb különbségű végeredmény 1983. szeptember 18-án született: a hazai pályán játszó Ajax 8–2-re győzte le a Feyenoordot.
Ahogy a spanyol-bajnokságban a Real Madrid és a Barcelona közötti összecsapás külön nevet kapott (El Clásico), az Eredivisie-ben az Ajax és a Feyenoord közötti mérkőzéseknek is hasonló nevet adtak: „De Klassieker” (A klasszikus).
A két klub közötti hatalmas rivalizálás főleg az 1970-es években bontakozott ki. Ebben az időben ők voltak a legjobbak Hollandiában, és ők képviselték a legsikeresebben a holland labdarúgást a nemzetközi tornákon is. Mindkét klub elnyerte a bajnokcsapatok Európa-kupáját is. A két egyesület – az elegáns labdarúgást képviselő Ajax és az erős harci szellemmel bíró Feyenoord – közötti „verseny” a futballpályán túl a szurkolók között is kiéleződött. Egy idő után már a stadionon belül és kívül is egyaránt összecsapások voltak a két csapat szurkolói között. A mélypont 1997-ben következett be, amikor egy Ajax-szurkolót, Carlo Picornie-t halálra vertek Beverwijk városa mellett. Az ez utáni, 1997–1998-as szezonbeli mindkét „Klasszikust” zárt kapuk mögött kellett lejátszani. A szurkolói összecsapások ennek ellenére sem maradtak el. 2009 februárjában a két város polgármestere és a holland labdarúgó-szövetség megegyezett abban, hogy öt éven keresztül a „Klasszikus”-okat az idegenbeli csapat szurkolói nem látogathatják. A döntést az 5 év letelte után meghosszabbították és még 2023-ban sem lehetnek vendég nézők a találkozókon.
Európában 2020 tavaszán elterjedt a koronavírus-járvány, ezért sok bajnokságban nem fejezték be a szezont. Hollandiában a 2020/21-es szezont jóval később kezdték el a tervezettnél, ezért elég zsúfolt is lett a program, így sok találkozót amiket ősszel szoktak megrendezni a téli szünet után tudtak lejátszani, így a De Klassieker első mérkőzését is a szezonban. Ennek köszönhetően 2020-ban nem rendezték meg a De Klassieker-t Hollandiában, így 1956 óta ez volt az első naptári év amikor nem találkozott egymással az Ajax és a Feyenoord. 
Szintén a járvány miatt 2020 októberétől minden mérkőzést zárt kapuk mögött rendeztek meg Hollandiában, így a 2021 januárjában lejátszott De Klassieker-t is. 1956 óta ez volt az első tétmérkőzés az Ajax és a Feyenoord között amelyen nem lehettek nézők.
2008 nyarán a World Soccer Magazine összeállította a világ 50 leghíresebb összecsapását. A lista szerint pedig a világ ötödik leghíresebb összecsapásának ítélték meg a „Klasszikust”.

### Ajax – PSV
Az amszterdamiak másik nagy riválisa Hollandia második legsikeresebb labdarúgó klubja, a PSV Eindhoven. A két csapat közti rivalizálás már hosszú ideje létezik. Kettejük első Eredivisie-beli mérkőzése 1956. december 9-én volt Eindhovenben, amit az Ajax nyert 3:2-re. A két csapat közötti rangadók sorozata főleg az 1970-es évek közepétől indult be, mert ettől kezdve emelkedett a Feyenoord fölé a PSV. Míg az öreg Ajax-szurkolók még mindig a Feyenoordot tartják az ősi riválisnak, addig a fiatalabbak már a PSV csapatát tartják első számú ellenfélnek. Tény, hogy Hollandiában már jó ideje majdnem mindenki ezt a párharcot tartja a „legelsőnek”, de a mérkőzéssel járó feszültséget és az örök rivalizálást tekintve még nem éri be az Ajax–Feyenoord összecsapást, és még a szurkolók között sincs akkora ellentét.

### F-Side
Az F-Side a csapat legnagyobb és legkeményebb szurkolói csoportja, „kemény magja”. A csoport az 1970-es évek közepén alakult, amikor az Angliából indult futballhuliganizmus elérte Hollandiát is. Azok a szurkolók alapították, akik az Ajax akkori stadionjában, a De Meerben mindig az F szektorban csoportosultak. A csoportra a mai napig a mérkőzések alatti éneklés jellemző, de leginkább a rendbontásokról, valamint a mérkőzések előtti és utáni zavargásokról ismertek. Ősi riválisuk a Feyenoord szurkolói csapatának kemény magja, az SCF Hooligans. Ellenséges még a viszonyuk a North Side (ADO Den Haag) és a Bunnikside (FC Utrecht) nevű szurkolói csoportokkal is.
Az eddigi egyik legsúlyosabb rendbontás az 1989. szeptember 27-én történt „Staafincident” volt. Az Ajax az osztrák FK Austria Wien csapata ellen játszott az 1989–90-es UEFA-kupa első fordulójának visszavágóján a De Meerben. Ekkor az F-Side tagjai egy vasrudat dobtak a pályára, amely eltalálta az osztrák kapust, Franz Wohlfahrtot. A csapatot azonnal kizárták az UEFA-kupából, és egy évre minden európai kupaküzdelemből kitiltották őket.

## Edzők
A csapat eddigi edzői:
| - Jack Kirwan (1910–1915) - Jack Reynolds (1915–1925) - Harold Rose (1925–1926) - Stanley Castle (1926–1928) - Jack Reynolds (1928–1940) - Jan Distelbrink (1940) (átmenetileg) - Halpern Vilmos (1940–1941) - Wim Volkers és Arie de Witt (1941–1942) - Dolf van Kol (1942–1945) - Jack Reynolds (1945–1947) - Robert Smith (1947–1948) - Walter Crook (1948–1950) - Jack Reynolds (1950) (átmenetileg) - Robert Thomson (1950–1953) - Karel Kaufman (1953) (átmenetileg) - Willy Stejskal (1953) (átmenetileg) - Walter Crook (1953–1954) - Karl Humenberger (1954–1959) - Vic Buckingham (1959–1961) - Keith Spurgeon (1961–1962) - Joseph Gruber (1962–1963) - Jack Rowley (1963–1964) - Vic Buckingham (1964–1965) - Rinus Michels (1965–1971) | - Kovács István (1971–1973) - George Knobel (1973–1974) - Bobby Haarms (1974) (átmenetileg) - Hans Kraay (1974–1975) - Jan van Daal (1975) (átmenetileg) - Rinus Michels (1975–1976) - Tomislav Ivić (1976–1978) - Cor Brom (1978–1979) - Leo Beenhakker (1979–1981) - Aad de Mos (1981) (átmenetileg) - Kurt Linder (1981–1982) - Aad de Mos (1982–1985) - Tonny Bruins Slot (1985) (átmenetileg) - Johan Cruijff (1985–1988) - Spitz Kohn Barry Hulshoff és Bob Haarms (1988) (átmenetileg) - Kurt Linder (1988)* - Spitz Kohn és Louis van Gaal (1988–1989) (átmenetileg) - Leo Beenhakker (1989–1991) - Louis van Gaal (1991–1997) - Morten Olsen (1997–1999) | - Jan Wouters (1999–2000) - Hans Westerhof (2000) (átmenetileg) - Co Adriaanse (2000–2001) - Ronald Koeman (2001–2005) - Ruud Krol és Tonny Bruins Slot (2005) (átmenetileg) - Danny Blind (2005–2006)* - Henk ten Cate (2006–2007)* - Adrie Koster (2007–2008) (átmenetileg) - Marco van Basten (2008–2009) - John van ’t Schip (2009) (átmenetileg) - Martin Jol (2009–2010) - Frank de Boer (2010–2016) - Peter Bosz (2016–2017) - Marcel Keizer (2017) - Michael Reiziger (2017) (átmenetileg) - Erik ten Hag (2018–2022) - Alfred Schreuder (2022–2023) - John Heitinga (2023) - Maurice Steijn (2023) - John van ’t Schip (2023-2024) - Francesco Farioli (2024-2025) - John Heitinga (2025-) |

* Az AFC Ajax honlapja néhány helyen pontatlan. Például Kurt Linder szerződését már 1988. november 20-án felbontották. Danny Blind 2005-ben lett a csapat edzője, nem 2004-ben. Henk ten Cate szerződését 2007. október 8-án felbontották, tehát 2008-ig nem lehetett a csapatnál. Ez a megjegyzések (Bijzonderheden) részből is kiderül, amelyből ki lettek emelve az átmenetileg kinevezett edzők is.

## A csapat elnökei
Az Ajax csapatának az eddigi története során összesen 15 elnöke volt (Holst kétszer):
|     | Név               | Mikortól | Meddig |
| 1.  | Floris Stempel    | 1900     | 1908   |
| 2.  | Chris Holst       | 1908     | 1910   |
| 3.  | Han Dade          | 1910     | 1912   |
| 4.  | Chris Holst       | 1912     | 1913   |
| 5.  | Willem Egeman     | 1913     | 1925   |
| 6.  | Frans Schoevaart  | 1925     | 1932   |
| 7.  | Marius Koolhaas   | 1932     | 1956   |
| 8.  | Wim Volkers       | 1956     | 1958   |
| 9.  | Jan Melchers      | 1958     | 1964   |
| 10. | Jaap van Praag    | 1964     | 1978   |
| 11. | Ton Harmsen       | 1978     | 1988   |
| 12. | Michael van Praag | 1989     | 2003   |
| 13. | John Jaakke       | 2003     | 2008   |
| 14. | Uri Coronel       | 2008     | 2011   |
| 15. | Hennie Henrichs   | 2011     | 2020   |
| 16. | Frank Eijken      | 2020     |        |